# Давньоримська архітектура

Колізей у Римі, Італія; класичні ордери використовуються, але лише для естетичного ефекту

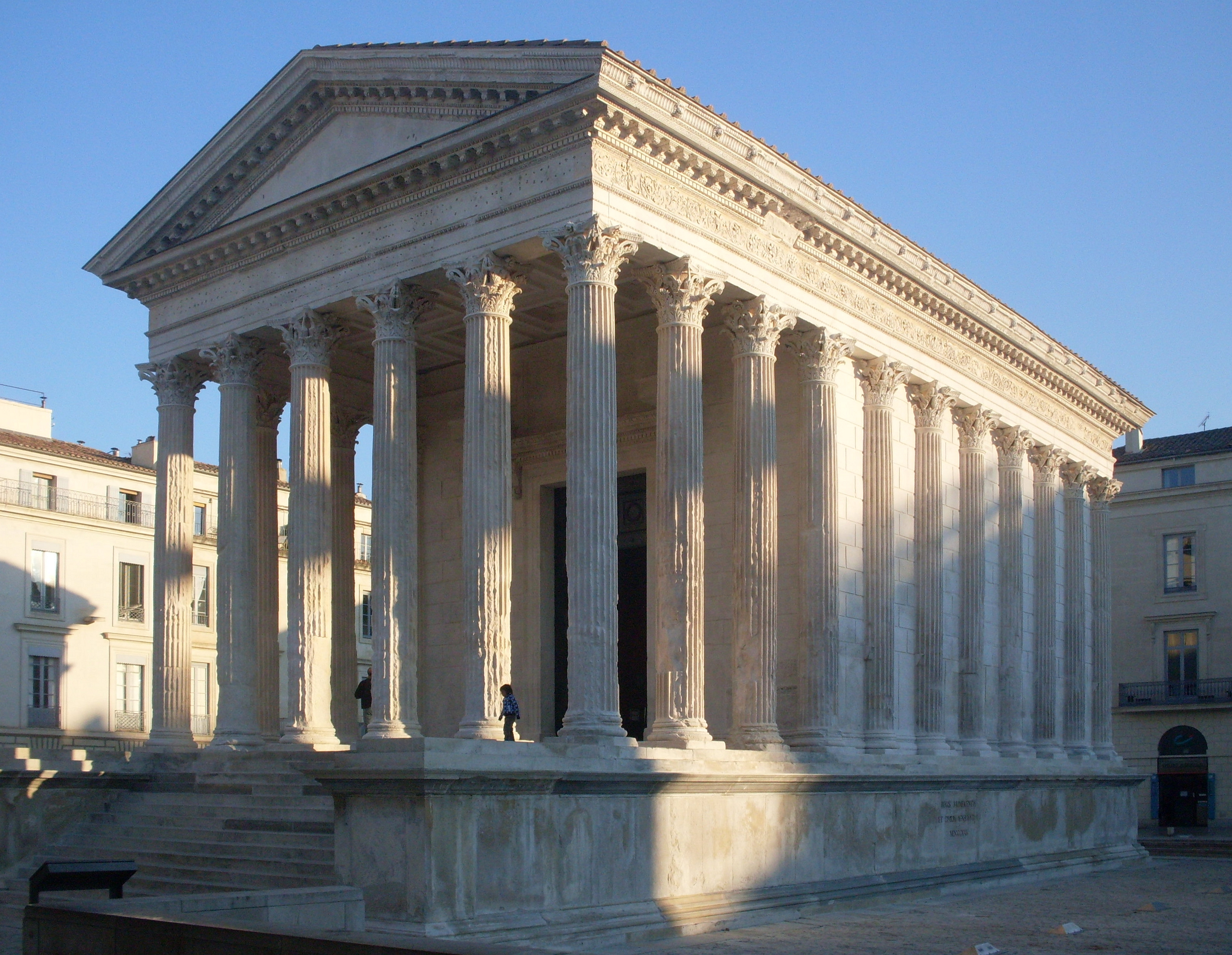
Мезон Карре (Maison Carrée) у Німі, Франція, один з найкраще збережених римських храмів, провінційний августійський храм імперського культу

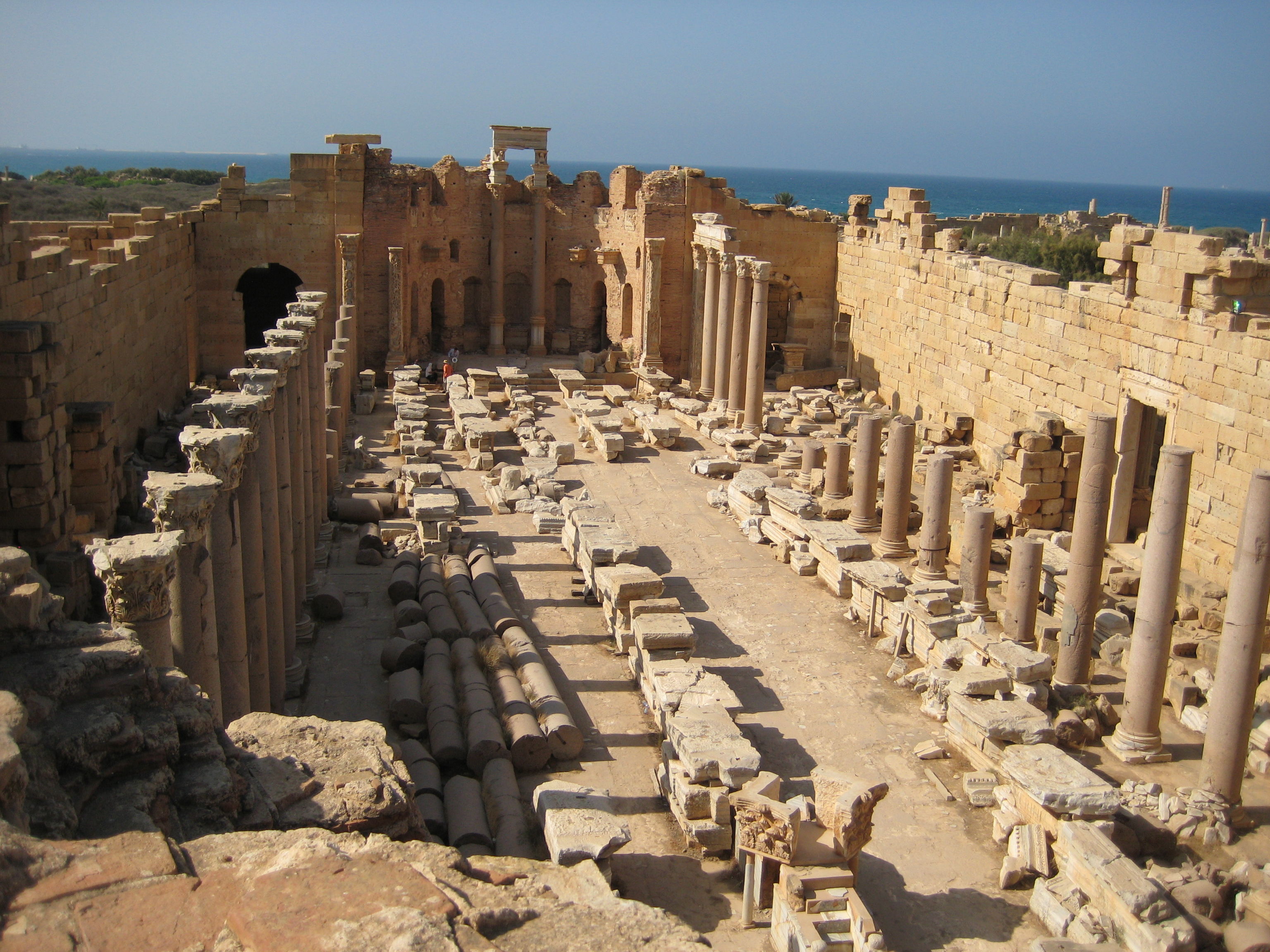
Базиліка Септимія Севера у Лептіс-Магна

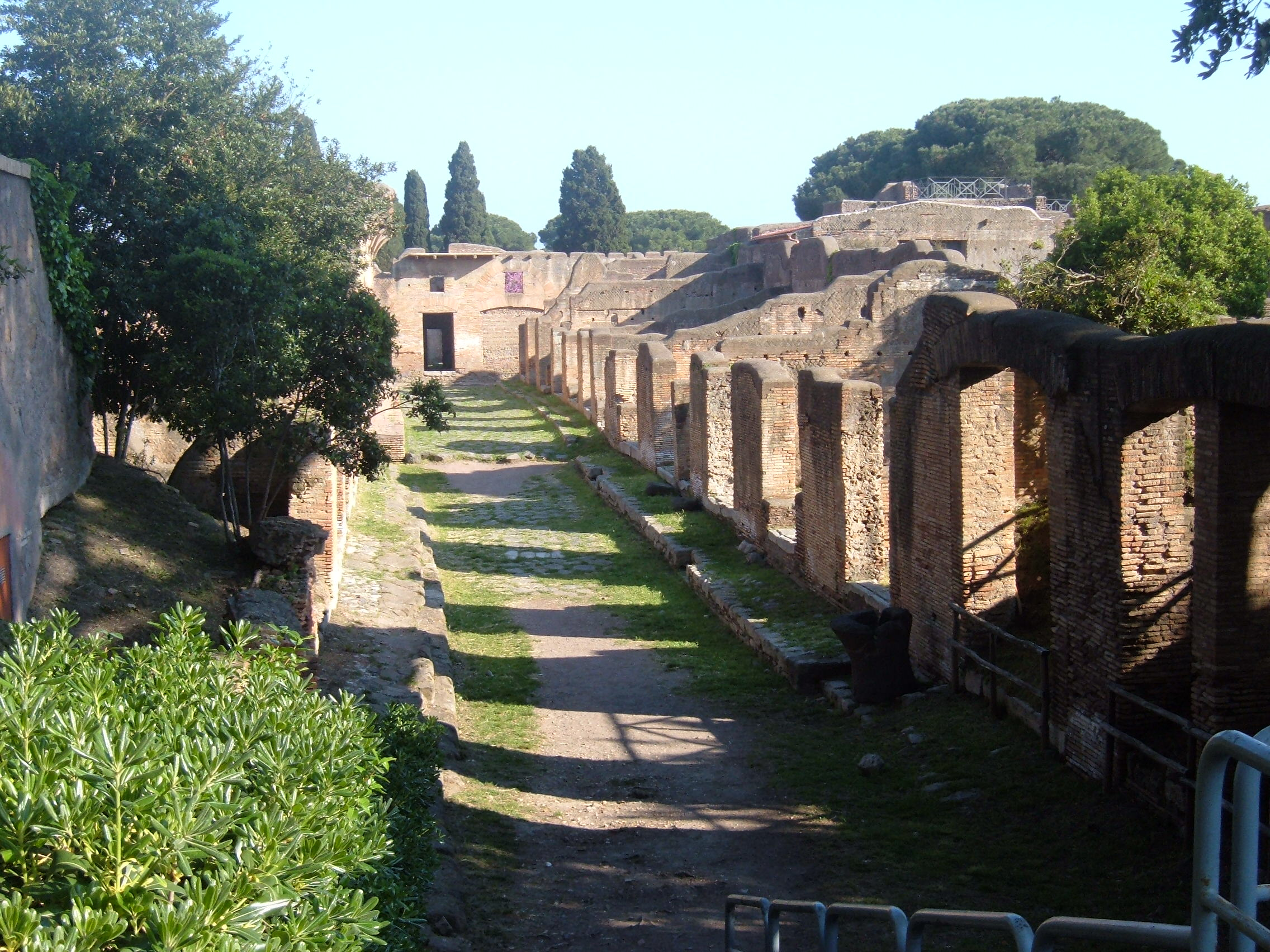
Територія на місці археологічних розкопок в Остія Антіка: колись тут розташовувались крамниці

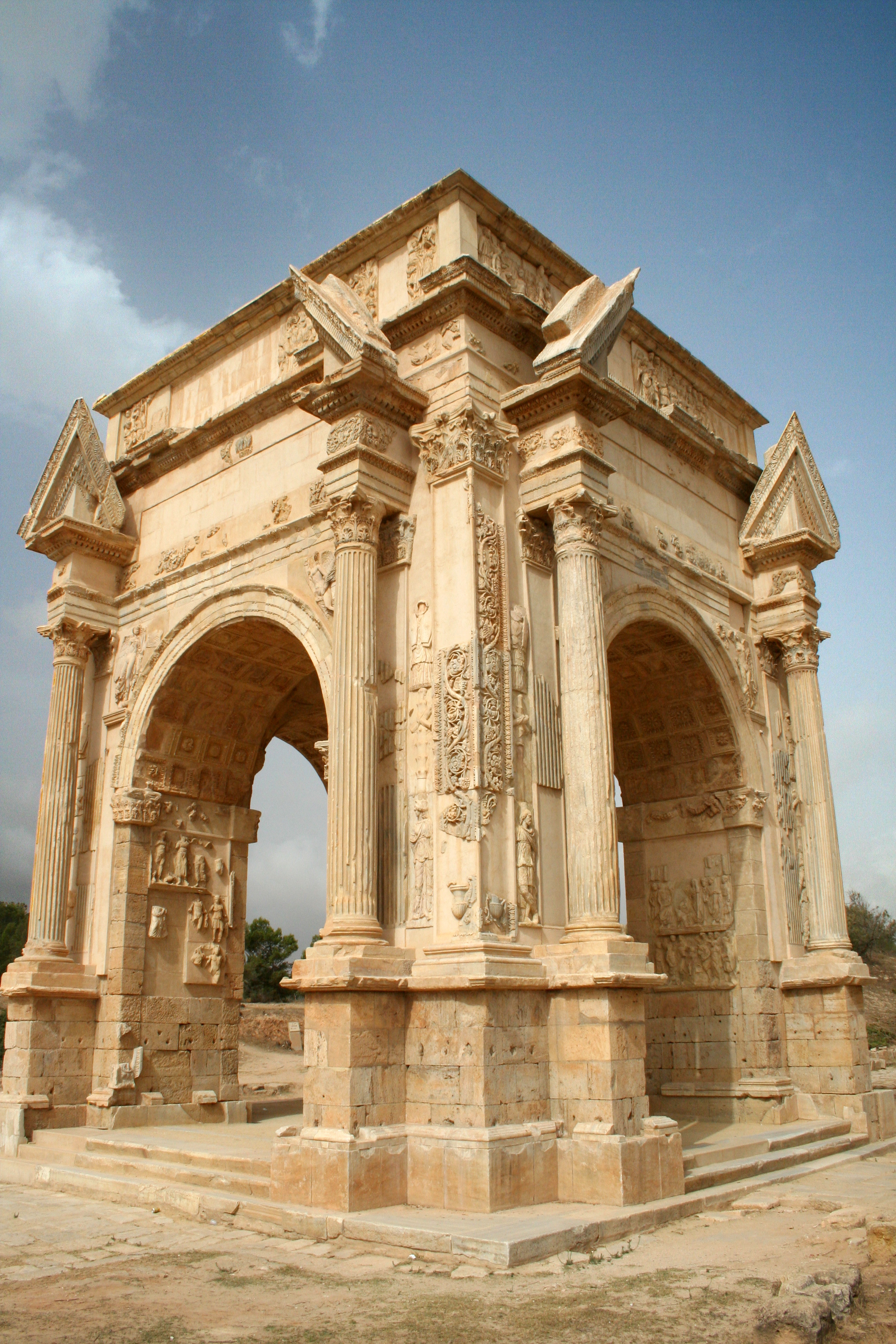
«Римське бароко», Лептіс-Магна, арка Септимія Севера

Давньоримська архітектура запозичила зовнішні вирази класичної давньогрецької архітектури для цілей давніх римлян, які настільки сильно відрізнялись від грецьких будівель, що створили новий архітектурний стиль. Римські митці збагатили театром свої архітектури. Ці два стилі часто вважаються єдиним цілим класичної архітектури. Римська архітектура розквітла в часи Римської республіки та ще більше в часи імперії, коли була збудована більшість вцілілих будівель та споруд. Вона використовувала нові матеріали, зокрема бетон, та новіші технології, напр. арки та куполи, для створення будівель, що були міцними та добре спроєктованими. По всі території колишньої Римської імперії збереглася значна кількість будівель, деякі з них в цілому вигляді та досі використовуються.
Давньоримська архітектура охоплює період від заснування Римської республіки 509 р.до н. е. до бл. IV ст. н. е., після чого вона вже класифікується як Пізня Античність або архітектура Візантійської імперії відповідно. Майже не збереглося значущих зразків архітектури, створених раніше 100 р. до н. е., а переважна більшість з найзначущих зразків — з період пізньої імперії, після 100 р.н. е. Римський архітектурний стиль продовжував впливати на будівництво у колишній імперії протягом багатьох наступних століть, а західно-європейський стиль починаючи з бл. 1000 р.н. е. отримав назву романська архітектура для підкреслення його залежності від базових римських форм.
Значуща оригінальність у давньоримській архітектурі з'явилася лише з початком імперського періоду, коли аспекти місцевої етруської архітектури почали поєднувати з запозиченнями з Греції, у тому числі більшість елементів стилю, тепер відомого як класична архітектура. Вони відійшли від стійково-балочної конструкції, що переважно спиралась на колони та перемички, до конструкції, яка спиралась на масивні стіни, що завершувались арками, а пізніше — куполами; обидва ці елементи за римлян суттєво розвинулись. Класичні архітектурні ордери стали переважно декоративними, а не структурними елементами, крім використання у колонадах. Стилістично новими ордерами стали тосканський та композитний ордер; перший — скорочених та спрощений варіант доричного ордера, а другий — високий ордер з квітковими прикрасами коринфського та сувоями іонічного ордерів. Найбільші досягнення переважно відбулись між 40 р. до н. е. до 230 р. до н. е., до початку кризи Римської імперії у III столітті; пізніші проблеми зменшили багатство та організаційні можливості центральної влади.
Римляни створили величезні громадські будівлі та інженерні споруди, значно покращили умови проживання та громадської гігієни, наприклад їх публічні та приватні купальні та туалети, тепла підлога у вигляді гіпокауста, глазурування слюдою (приклади у Остія Антіка) та гаряче і холодне водопостачання по трубах (приклади у Помпеях та Остії).

## Огляд
Незважаючи на технологічний розвиток давніх римлян, які своїми будівлями далеко відійшли від базової давньогрецької концепції, що колони потрібні для підтримки важких балок та дахів, вони продовжували використовувати класичні ордери в офіційних публічних будівлях, хоча вони і стали значною мірою декоративними.
Інновації у будівництві почалися у III–II ст. до н. е., коли був винайдений римський бетон як легкодоступний супровідник або замісник каменю та цегли. Почалось створення ризикованіших будівель, з високими стовпами, які підтримували широкі арки та куполи. Свобода бетону також надихнула створення колонадного екрану, ряду виключно декоративних колон перед стіною, яка несе навантаження. У менш масштабній архітектурі сила бетону вивільнила поземні плани від необхідності слідувати прямокутному поділу на користь вільнішого дизайну.
Такі фактори, як багатство та висока щільність населення в містах змусили давніх римлян винайти власні нові архітектурні рішення. Використання склепінь та арок, разом зі знанням будівельних матеріалів, дозволило їм досягти безпрецедентних успіхів у будівництві громадської інфраструктури, прикладами якої є акведуки Риму, терми Діоклетіана і Каракалли, базиліки і Колізей. У меншому масштабі вони були відтворені у більшості важливих міст Римської імперії. Деякі зі вцілілих споруд збереглися майже повністю, наприклад, римські мури Луго у провінції Тарраконська Іспанія, нині північна Іспанія.
Особливо за часів Римської імперії, архітектура часто мала політичну функцію, демонструючи силу римської держави взагалі та окремих особистостей, які замовили будівлю, зокрема. Адміністративна структура, багатство імперії та використання кваліфікованої і некваліфікованої рабської сили уможливили виконання масштабних проєктів навіть у віддалених від основних центрів місцевостях. Можливо свого піку давньоримська архітектура досягла за часів імператора Адріана, до чиїх звершень включають перебудову Пантеону в його сучасну форму та залишення сліду на ландшафті північної Британії Адріановим валом.

### Витоки
Незважаючи на запозичення від попередньої архітектури етрусків, наприклад використання гідравліки та будівництво арок, престижна римська архітектура міцно залишалась під впливом давньогрецької архітектури та класичних ордерів. Спочатку це відбувалось через т. зв. Велику Грецію, грецькі колонії на півдні Італії, та опосередковано через грецький вплив на етрусків, але після римського завоювання Греції — прямо від найкращих класичних та елліністичних прикладів грецького світу. Це вплив видимий у багатьох речах; наприклад у запозиченні та використанні триклінію у римських віллах як місця і стилю приймання їжі. Римські будівельники наймали греків у різних функціях, особливо на піку будівництва ранньої імперії; деякі з них були рабами, захопленими при завоюванні.

### Римська архітектурна революція
Римська архітектурна революція, також знана як революція бетону, полягала у початку широкого використання у давньоримській архітектурі раніше мало використовуваних архітектурних форм арки, склепіння та купола. Вперше в історії їх потенціал повністю використовувався у будівництві широкого рядку інженерних споруд, громадських будівель та оборонних споруд. До них належали амфітеатри, акведуки, терми, мости, цирки, дамби, куполи, гавані та храми.
Вирішальним фактором цього розвитку, який мав тренд до монументальної архітектури, став винахід римського бетону (opus caementicium), що сприяло вивільненню форм від диктату традиційних каменя та цегли.
Це дозволило будівництво акведуків по всій імперії, наприклад акведука у Сеговії, Пон-дю-Гар та 11 акведуків Риму. Ті ж принципи створили численні мости, деякі з яких і сьогодні щоденно використовуються, напр. Римський міст (ісп. Puente Romano) в іспанській Мериді та Пон-Жульєн (фр. Pont Julien) і міст Везон-ла-Ромен, обидва у Провансі, Франція.
Купол дозволив будівництво склепінь без перехресних балок та уможливив великі накриті публічні місця, такі як публічні терми та базиліки, напр. Пантеон Адріана, терми Діоклетіана та терми Каракалли, всі в Римі.
Римляни запозичили арку в етрусків та почали використовували у власному будівництві, але використання арок, що виходять прямо згори колон — це римський винахід, присутній з I ст. н. е., який пізніше дуже широко використовувався у середньовічній західній, візантійській та ісламській архітектурі.

### Купол
Римляни були першими будівельниками в історії архітектури, які зрозуміли потенціал куполів для створення великих та добре виражених внутрішніх просторів. Куполи були привнесені до ряду типів римських будівель — храмів, терм, палаців, мавзолеїв, а пізніше і до церков. Також популярністю користувались і напівкуполи, які були запозичені як апсиди у християнську сакральну архітектуру.
Монументальні куполи почали з'являтись у I ст. до н. е. у Римі та провінціях довкола Середземного моря. Разом зі склепіннями, вони поступово замінили традиційну конструкцію «стовп та перемичка», яка використовує колону і архітрав. Їх великі розміри залишались неперевершеними до запровадження структурних сталевих форм наприкінці XIX ст. (див. список найбільших куполів світу)..

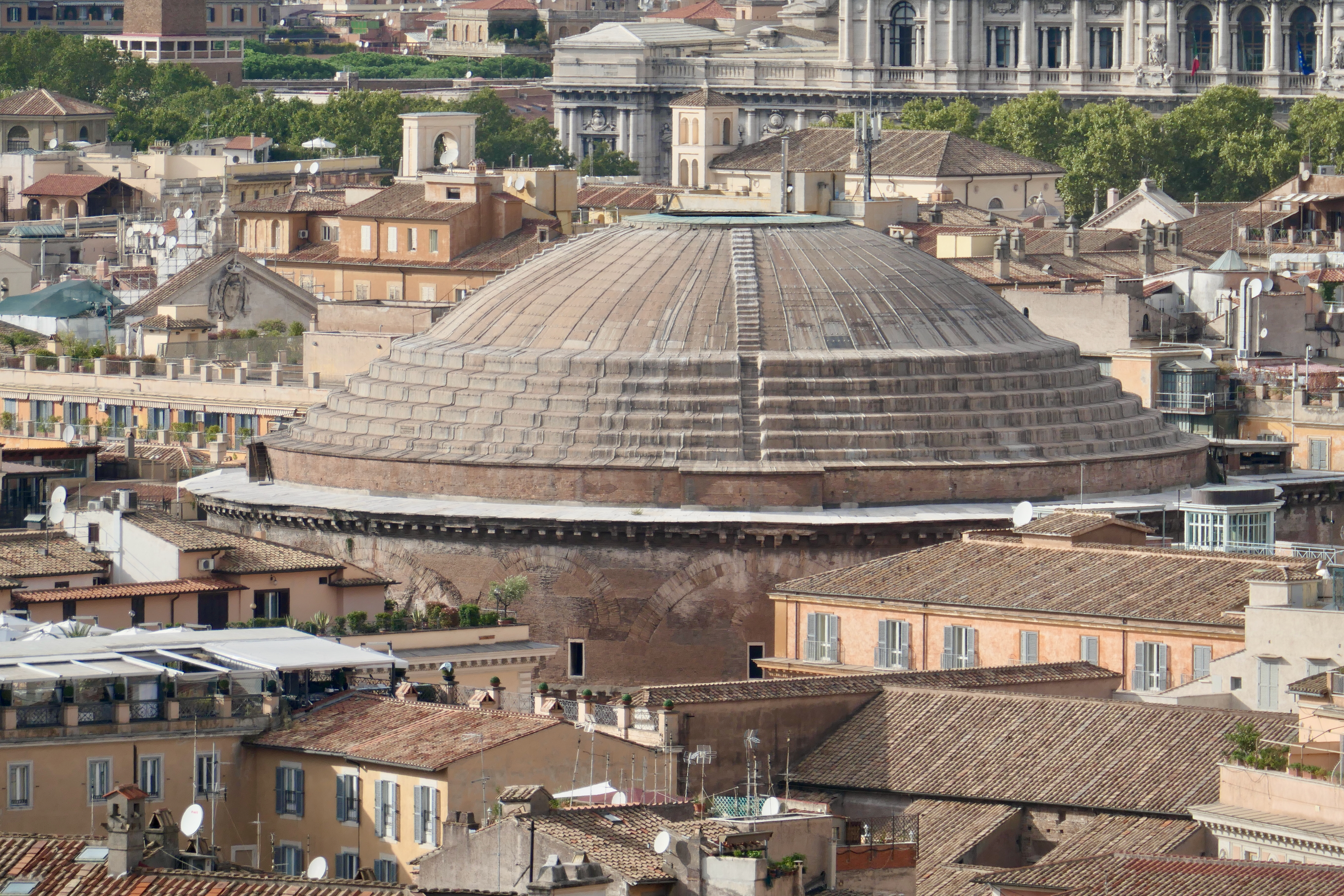
Римський Пантеон був найбільшим куполом світу більше тисячоліття[11], і до цього часу лишається найбільшим куполом з неармованого бетону
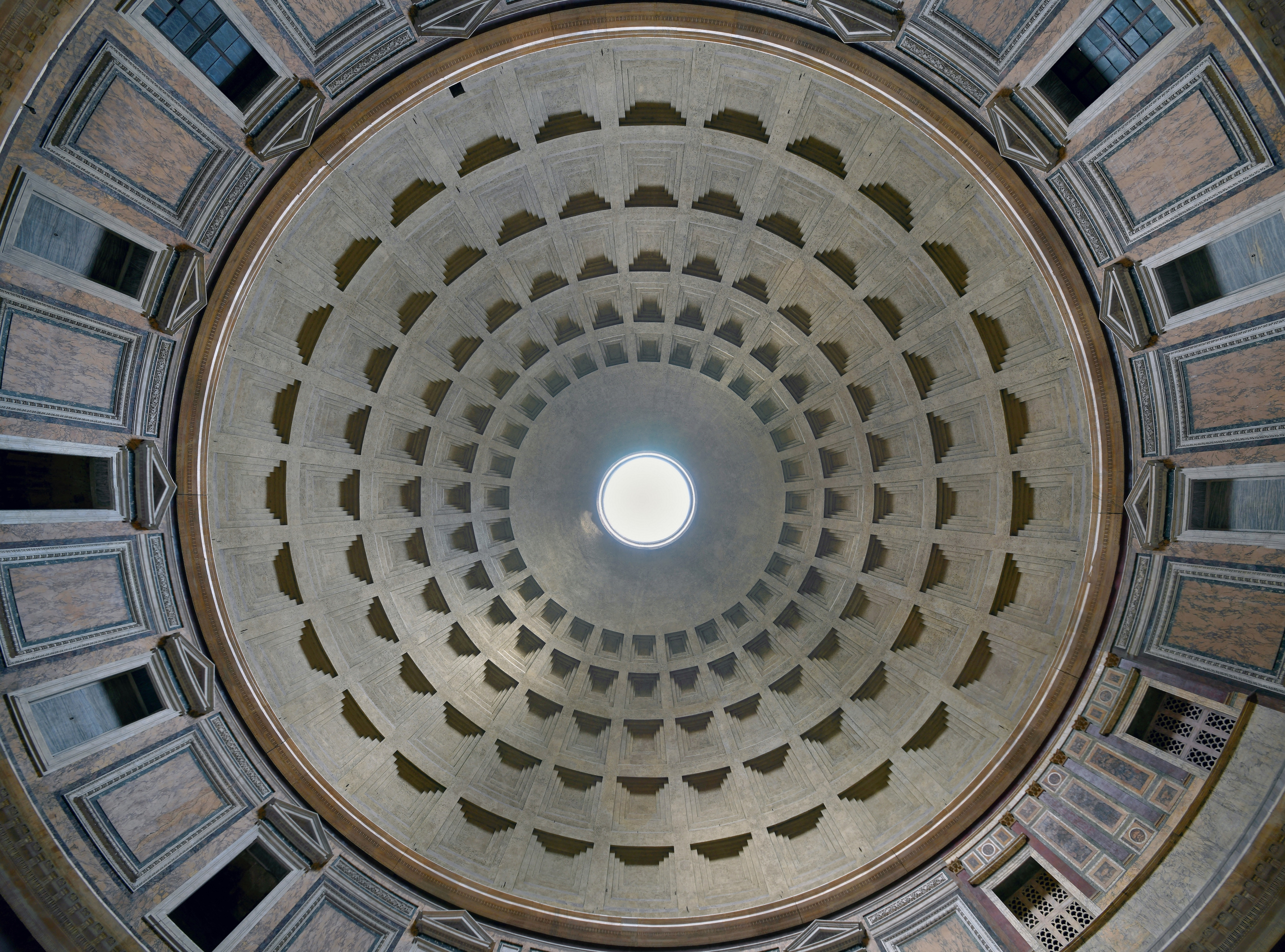
Купол Пантеону, вид зсередини

## Вплив на пізнішу архітектуру

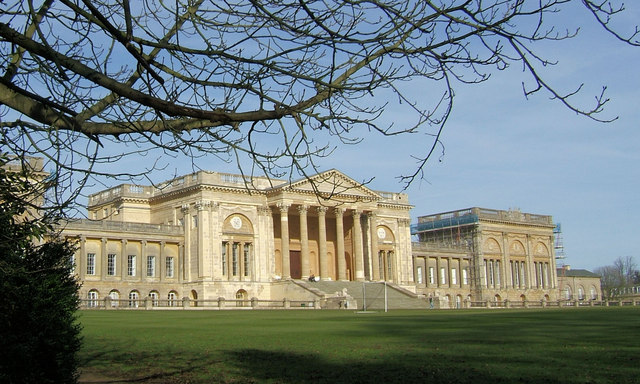
Палладіанський маєток Стоув, Вільям Кент

Давньоримська архітектура забезпечила «базовий словник» дороманської та романської архітектури та поширилась по християнській Європі далеко поза кордонами колишньої імперії, напр. до Ірландії та Скандинавії. На сході, архітектура Візантійської імперії створила нові стилі церков, але більшість інших будівель залишались близькими до форм пізньої Римської імперії. Схоже відбувалось і в ісламській архітектурі, де римські форми довго існували, особливо у приватних будівлях, таких як будинки та хамами, та в інженерних спорудах (украплення та мости).
Італійське Відродження було свідомим відновленням правильних класичних стилів, спочатку базуючись виключно на давньоримських прикладах. Праці Вітрувія були з повагою проінтерпретовані рядом теоретиків архітектури, також були вперше формалізовані тосканський та композитний ордери.
Після барвистості архітектури бароко, неокласична архітектура XVIII ст. відновила чистіші версії класичних стилів та вперше додала прямий вплив з давньогрецького світу. Також існували численні регіональні класичні стилі, напр. палладіанська архітектура, георгіанська архітектура та архітектура Регентства у англомовному світі, пізніше у США — федеральна архітектура, оголений класицизм (англ. Stripped Classicism) та класичний модерн (англ. PWA Moderne).
Давньоримські впливи оточують нас і сьогодні, у банках, урядових та публічних будівлях, але і у маленьких будинках, можливо у формі портика з дорійськими колонами чи стилобатом або у каміні, або у мозаїці на підлозі душа, запозиченої з римського оригіналу, часто з Помпей чи Геркулануму. У Великій Британії протягом останніх 5 сторіч збудовано тисячі публічних і приватних будівель у неокласичному стилі, а деякі з найвражаючих будівель чисто класичні за стилем, напр. Букінгемський палац. Римські колони, куполи та арки присутні і у Новому Світі, напр. у будівлях Капітолія, Білого дому, Меморіалу Лінкольна тощо. Для США взагалі характерно будівництво регіональних урядових будівель у римських традиціях — з високими сходами, що піднімаються до портиків з колонами, з великими куполами, які прикрашені всередині темами, що були популярні і в Давньому Римі.
</clear>

## Матеріали

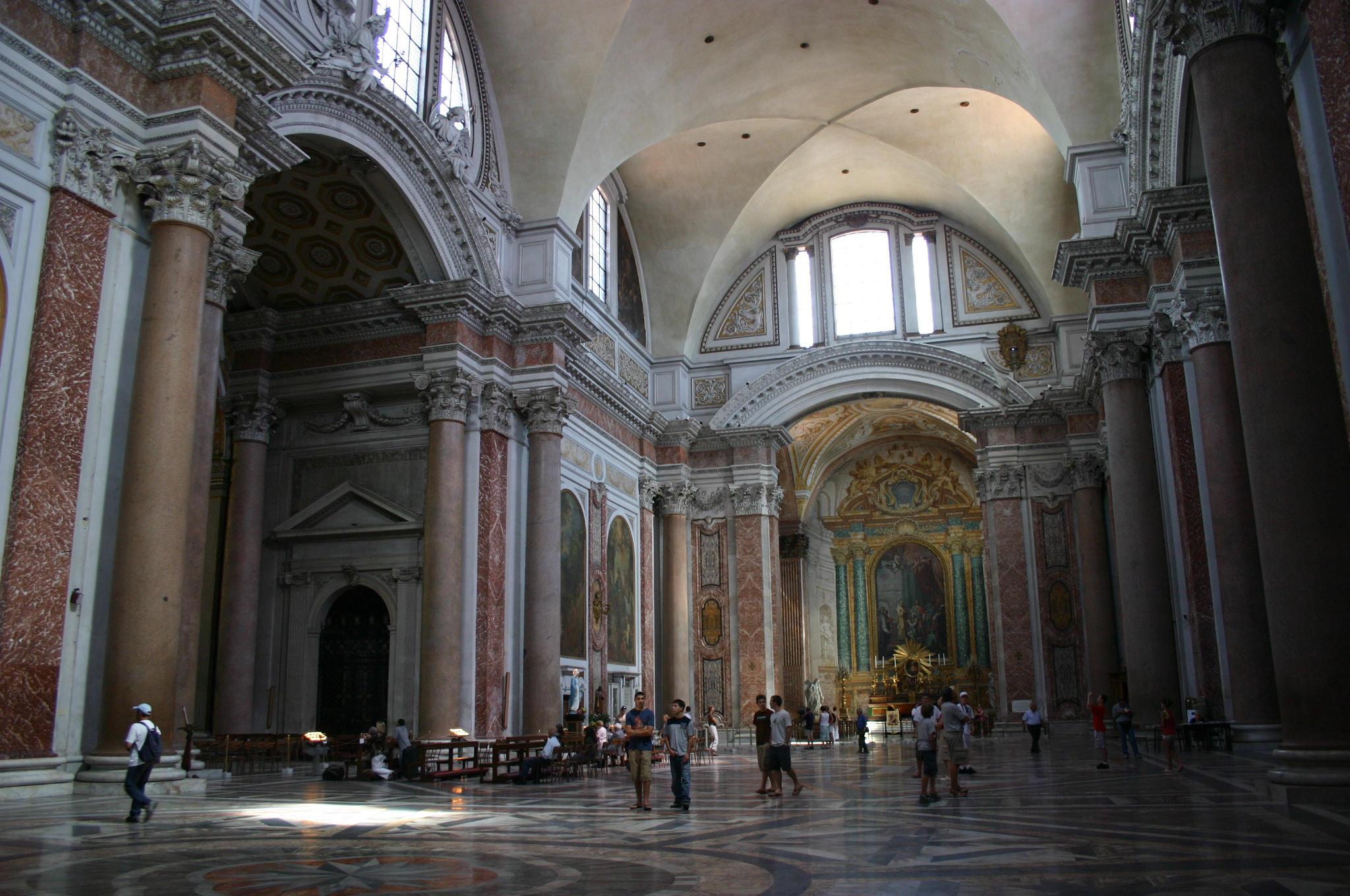
Фрігідаріум терм Діоклетіана, сьогодні храм Санта Марія дельї Анджелі е деї Мартірі

### Камінь
Копалень мармуру поруч з Римом не має, а тому він досить рідко використовувався до часів Октавіана Августа, який хвастався, що «прийняв Рим з цегли, а лишив Рим з мармуру», хоча мармур був переважно використаний для облицювання споруд з цегли чи бетону. Храм Геркулеса Віктора кінця II ст. до н. е. є найранніший вцілілий виняток у Римі. З часів правління Августа, для потреб Риму інтенсивно розробляли копальні у Каррарі, але також і інші родовища в імперії, особливо престижних видів грецького мармуру, напр. парійського. Травертиновий вапняк, який добре витримує навантаження, видобувався значно ближче, довкола Тіволі, і використовувався з часів кінця республіки; наприклад, саме з цього каменю переважно збудований Колізей (він має цегляну основу). На території імперії використовувались і інші більш-менш місцеві камені.
Римляни дуже поціновували імпортовані «люксові» види мармуру — кольорового, з прожилками, тому інтер'єри найважливіших будівель часто облицьовувались плитами з такого мармуру; нині вони переважно розграбовані, навіть якщо сама будівля вціліла. Відповідний імпорт з Греції почався у II ст. до н. е.

### Давньоримська цегла

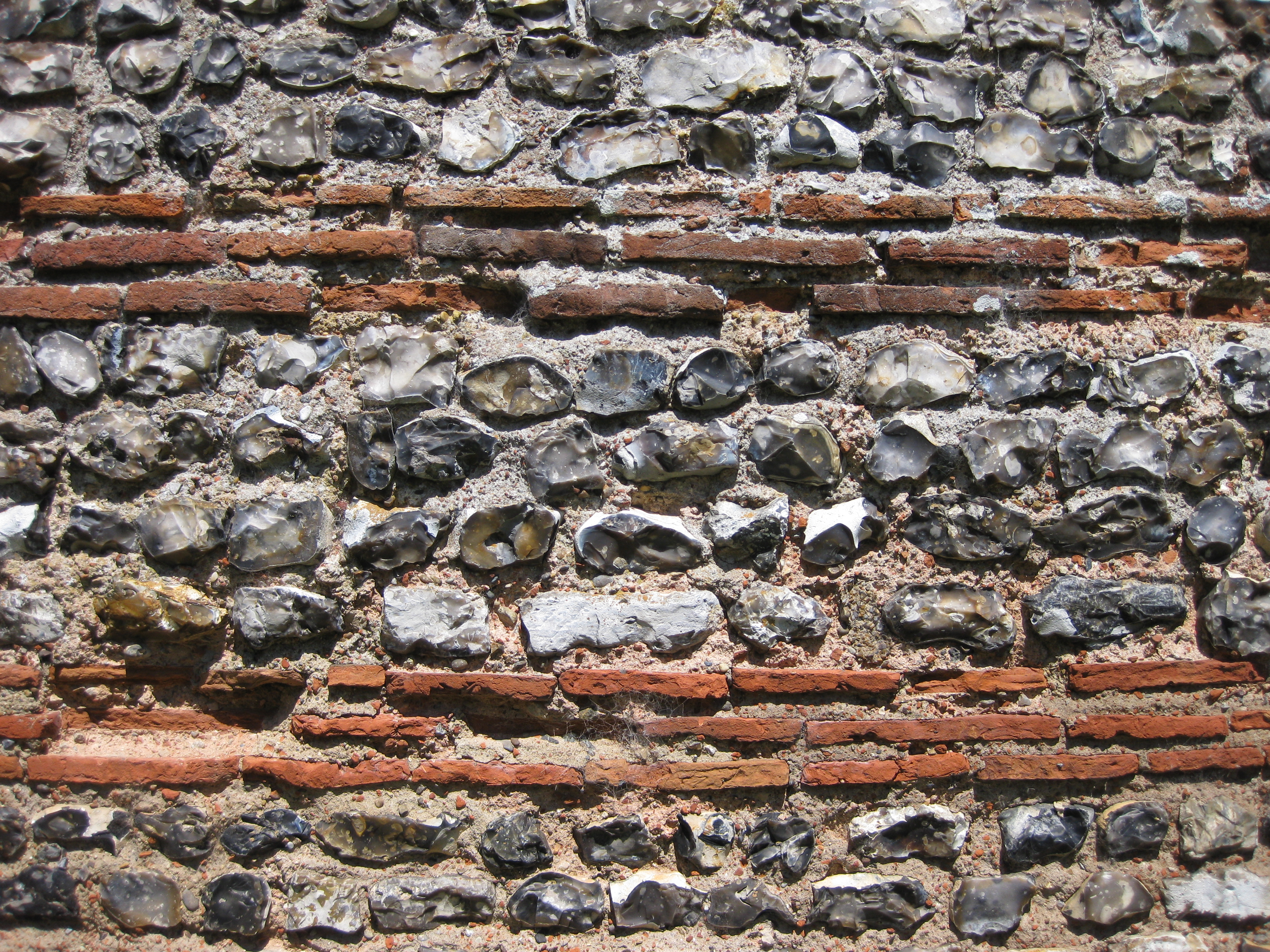
Вид зблизька на стіну давньоримського берегового форту у замку Бург, Норфолк, Велика Британія, на якому видно чергування рядів кременю та цегли

Давні римляни почали виробляти обпалену цеглу приблизно на межі між Римської республікою та імперією, замінивши більш давню цеглу з болота, сушену на сонці. Давньоримська цегла майже завжди була меншої висоти, ніж сучасна, однак вироблялась у різних формах та розмірах; форма могла бути квадратною, чотирикутною, трикутною та круглою, а найбільша знайдена цегла має розмір бл. 1 м у довжину. Звичайним розміром був 1½ х 1 римських фута, але зустрічались коливання до 15 дюймів. Інші поширені розміри 24" x 12" x 4" та 15" x 8" x 10". У Франції була знайдена давньоримська цегла розмірами 8" x 8" x 3". Базиліка Костянтина у Трірі, Німеччина, збудована з цегли 15"х 15" х 1½". Часто візуально важко відрізнити (особливо у фрагментах) давньоримську цеглу для стін та плитку для перекриття даху чи для підлоги, тому археологи часто використовують загальний термін «керамічний будівельний матеріал».
Давні римляни досягли майстерності у виробництві цегли протягом першого сторіччя імперії і широко її використовували у публічному та приватному будівництві. Вони поширювали техніку виробництва цегли по всій імперії, знайомлячи з нею місцеве населення. Римські легіони, які використовували власні печі, поширили цеглу по багатьох частинах імперії; їх цегла часто мала печатку легіону, який наглядав за виробництвом. Наприклад використання цегли у південній і західній Німеччині можна прослідкувати до традицій, які описав римський архітектор Вітрувій. На Британських островах, цегла використовувалась у римські часи, але після відходу римлян на 600—700 масштабне виробництво та використання цегли припинилось.

### Давньоримський бетон

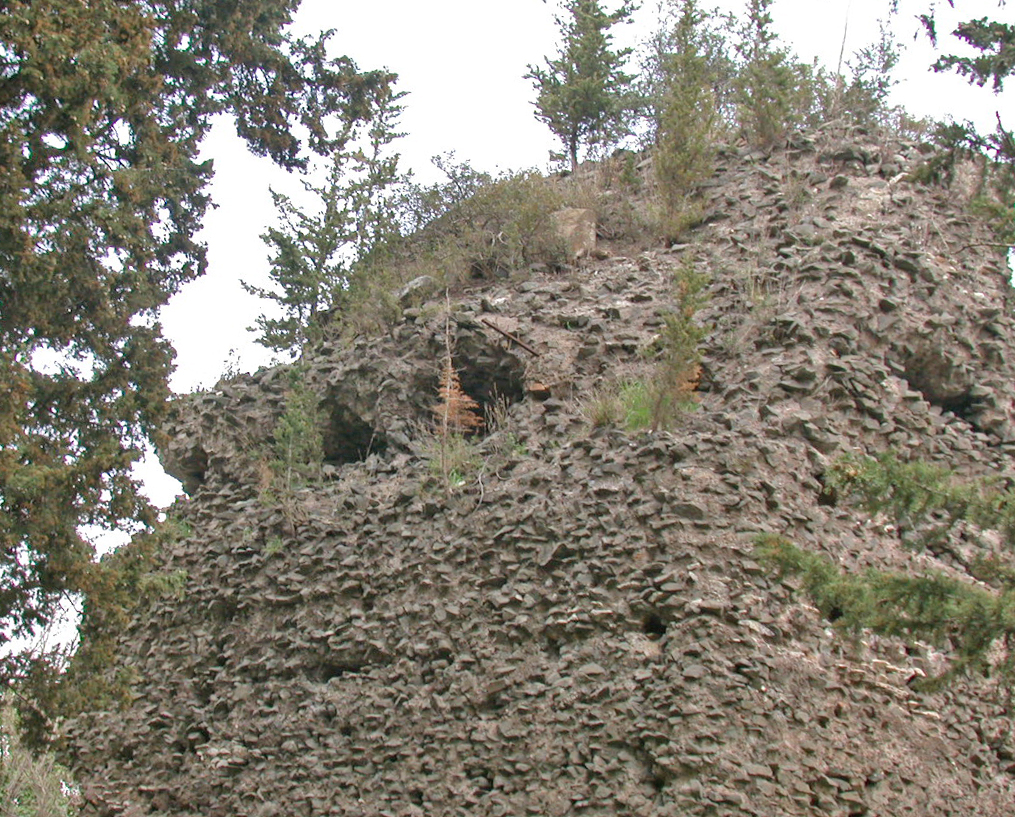
Приклад opus caementicium на похованні на стародавній Аппієвій дорозі в Римі. Оригінальне облицювання розкрадене

Після винаходу, бетон швидко склав конкуренцію цеглі як основному будівельному матеріалу, і почалось створення ризикованіших будівель, з високими стовпами, які підтримували широкі арки та куполи, на заміну щільним лініями колон, які підтримували пласкі архітрави. Свобода бетону також надихнула створення декоративного колонадного екрану перед несучою стіною, а у менших будівлях дозволила відійти від диктату чотирикутника у поземному плані. Більшість з цих новацій описані Вітрувієм у його праці 1 ст. н. е. «De Architectura».
Хоча бетон і раніше у менших масштабах використовувався у Месопотамії, римські архітектори покращили формулу та використовували його у будівлях, де він міг стояти самостійно та утримувати досить велике навантаження. Перше відоме римське використання бетону відбулось у місті Коза (італ. Cosa) десь після 273 р. до н. е. Давньоримський бетон був сумішшю вапнякового розчину, гравійного заповнювача, вулканічного туфу, води та каменю, і був міцніший за попередників. Стародавні будівельники поміщали суміш у дерев'яні рами, де вона тверділа та зчіплювалась з рядами каміння чи (частіше) цегли. Заповнювач часто містив значно більший за розміром гравій, ніж в сучасному бетоні.
Коли раму видаляли, нова стіна була дуже міцною, з грубою поверхнею з каменю чи цегли. Її можна було обтесати та облицювати стукко чи тонкими пластинами мармуру чи іншого кольорового каменю. Будівництво з бетону виявилось більш гнучким та дешевшим за чисто кам'яне; матеріал для бетону був доступний та легкий для транспортування. Дерев'яні рами можна було використовувати декілька разів, що дозволяли будівельниками працювати швидко та ефективно. Бетон є одним з актуальних давньоримських внесків у сучасну архітектуру.

## Містопланування

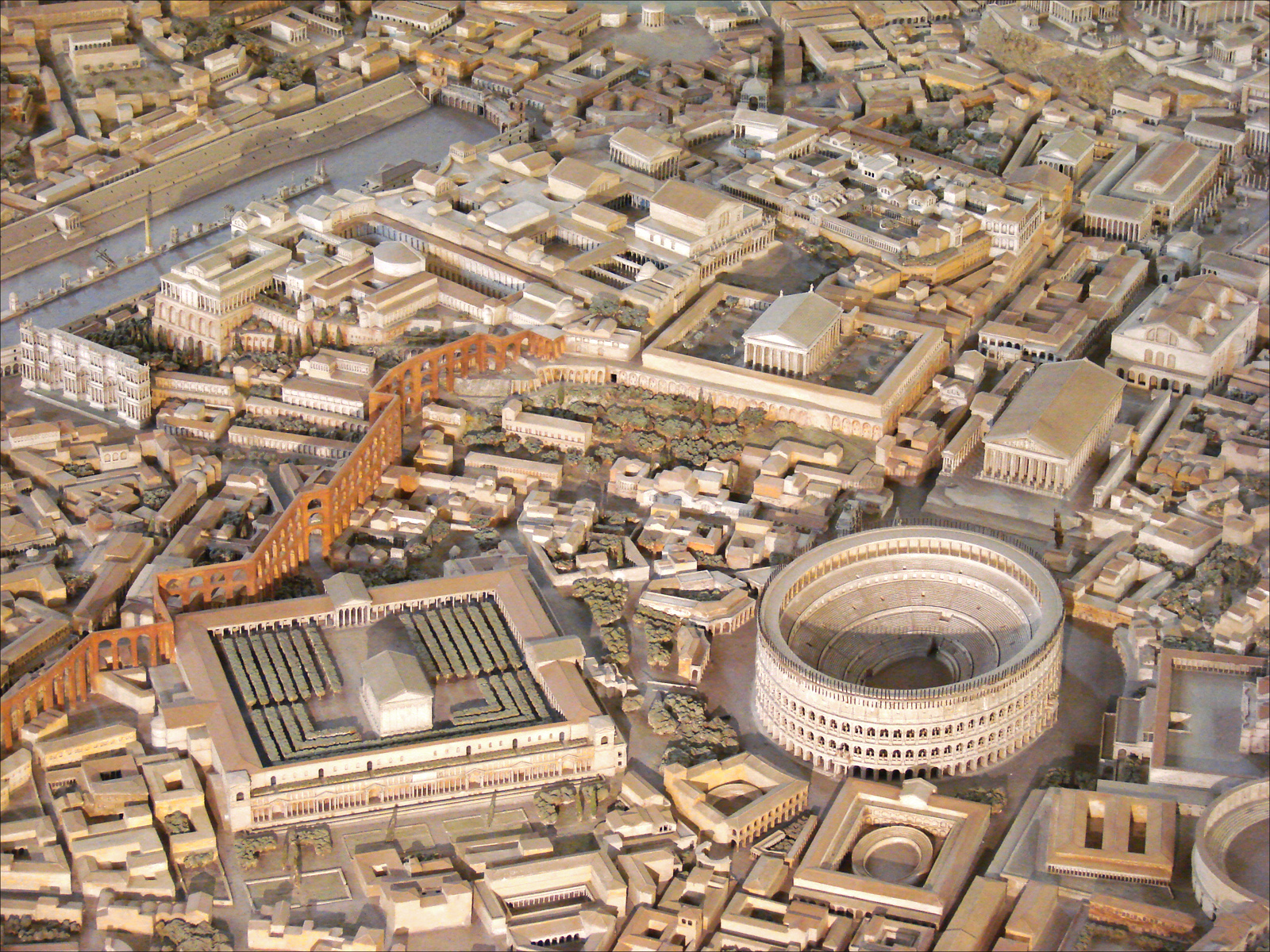
Храм Клавдія на південь (зліва) від Колізею (модель імперського Риму в «Museo della Civilta Romana» в Римі)

Давні римляни при створенні колоній використовували регулярно ортогональні структури , ймовірно натхненні давньогрецькими і елліністичними прикладами, а також регулярно спланованими містами етрусків в Італії (див. Марцаботто).
При містоплануванні римляни використовували єдину схему, розроблену як для військового захисту, так і для зручності населення. Базовий план складався з центрального форуму з міськими службами, оточеного компактною, прямокутною мережею вулиць, та оточеного захисними мурами. Для зменшення часу подорожі, всю мережу перетинали дві діагональні вулиці, які перетиналися на центральній площі. Як правило, через місто протікала річка, яка забезпечувала його водою, транспортом та стоком для відходів. По всій імперії римлянами були збудовані сотні міст. Деякі європейські міста, напр.Турин, зберігають залишки цих схем, що свідчить про дуже логічний підхід римлян до містопланування. Вони прокладали вулиці під прямими кутами, отримуючи квадратні решітку. Всі дороги були рівної ширини та довжини, крім двох, які були ширші за інші. Одна з них була розташована у напрямку схід-захід, інша — північ-південь, і вони перетинались в центрі для формування центру решітки. Всі дороги були зроблені з ретельно підігнаних кам'яних плит і заповнені дрібнішими, щільно утрамбованими гравієм та галькою. Де потрібно, будувались мости. Кожний квадрат в межах чотирьох доріг мав назву інсула, римський еквівалент сучасних кварталів.
Кожна інсула мала площу бл. 73 х 73 м², яка була поділена. В міру розвитку міста, кожна інсула врешті решт забудовувалась будівлями різних форм та розмірів, між якими прокладались задні шляхи. Більшість інсул надавались першим поселенцям міста, але людина мала сплатити за право будівництва власного будинку.
Місто оточувалось захисним муром для захисту від нападників та визначення меж міста. Територія за мурами часто використовувалась з сільськогосподарською метою. На кінці кожної головної дороги у мурах був великий прохід зі сторожевими вежами. Під час облоги прохід закривав порткулліс, а вздовж мурів були збудовані інші сторожеві вежі. Від джерела питної води до міста прокладався акведук.
Шлях розвитку давньогрецької та давньоримської урбанізації досить добре відомий, оскільки збереглося відносно багато письмових джерел, а питанню приділялось багато уваги в рамках загальної уваги до Стародавніх Греції та Риму як основних предків західної культури. Однак слід пам'ятати, що й етруски мали багато значущих міст, і інші культури Європи (переважно кельтського походження) на той час вже мали більш-менш міські поселення

## Типи будівель

### Амфітеатр
Амфітеатр, разом з тріумфальною аркою та базилікою, були єдиними основними новими типами будівель, створеними давніми римлянами. Римські амфітеатри, з яких відомо понад 69 та багато з яких добре збереглися, є одними з найвражаючих світських будівель, напр. амфітеатр в Арлі та Колізей в Римі. їх використовували для гладіаторських боїв, публічних вистав та зустрічей та для бою биків, традиція, яка досі збереглася в Іспанії. Їх типова форма, функції та назва відрізняє їх від римських театрів, які більш-менш мають форму напівкола; від цирків (схожих на іподром); та від менших за цирки стадіонів, які переважно використовувались для атлетики та перегонів з бігу.
Найранніші римські амфітеатри датуються серединою першого сторіччя до н. е., але більшість була збудована за часів імперії, починаючи з августівського періоду (69 до н. е.–69 н. е.). Імперські амфітеатри будувались по всій імперії; у найбільші могло вміститись 40 000–60 000 глядачів, а найскладніші мали багатоповерхові, аркадні фасади та були рясно прикрашені мармуром, стукко та статуями. Після припинення гладіаторських боїв у V ст. н. е. та вбивств тварин у VI ст., більшість амфітеатрів були занедбані, а їх матеріал розграбований і повторно використаний. Деякі були зрівняні з землею, а інші перетворені у захисні споруди. Декілька продовжили існування як зручне відкрите місце для зустрічей; у деяких з таких були збудовані церкви.
Архітектурно, амфітеатри переважно були прикладом римського використання класичних ордерів для прикрашення високих бетонних стін з отворами, де колонам не було чого підтримувати, але естетично ця формула є успішною.

### Базиліка

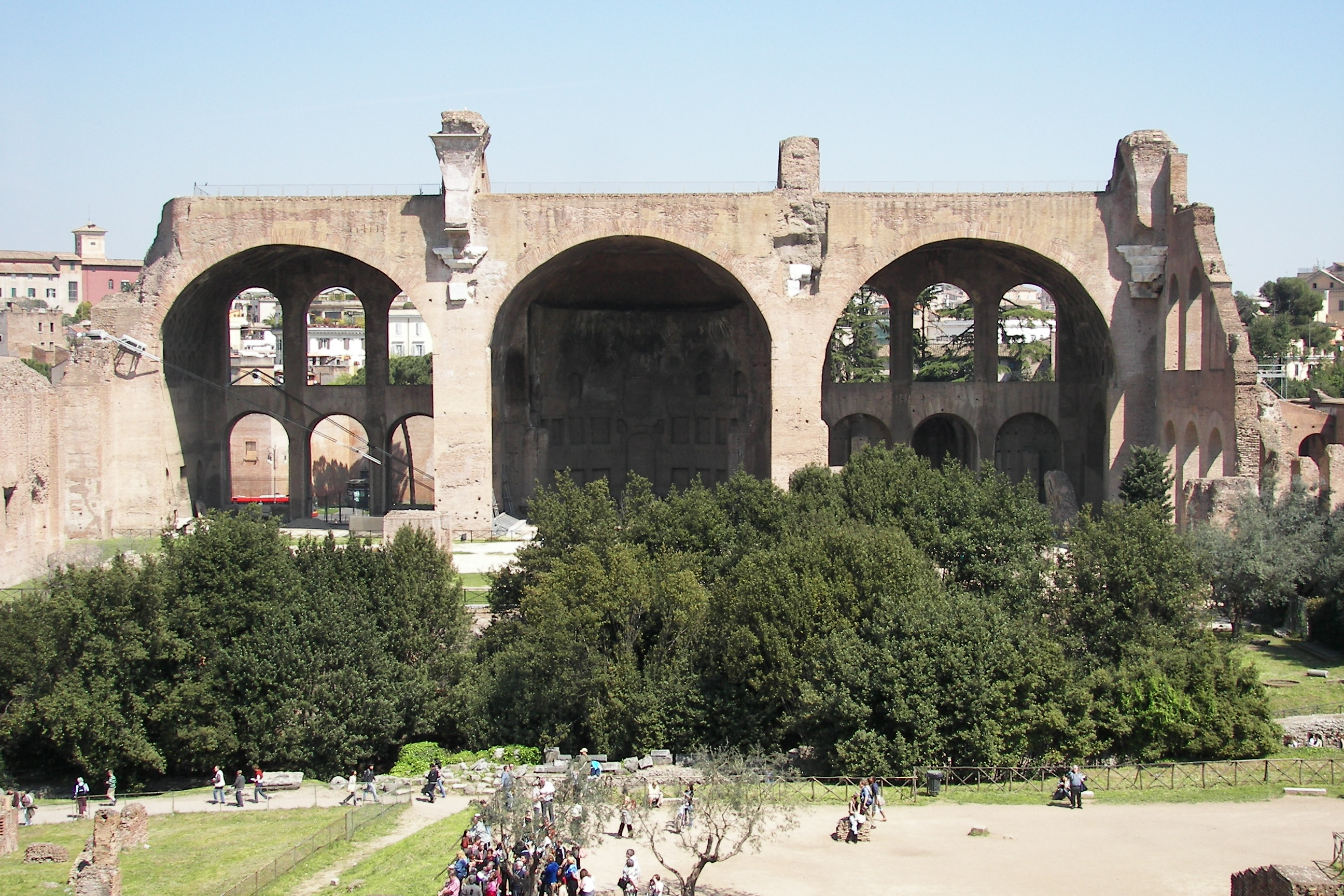
Північний неф базиліки Максенція в Римі

Римська базиліка була великою публічною будівлею, у якій здійснювались бізнес-транзакції чи врегульовувались юридичні питання. Зазвичай, в них засідав магістрат, а також вони використовувались для офіційних церемоній та мали багато функцій, притаманних сучасним ратушам. Перші базиліки не мали ніякої релігійної функції. Вже з часів Августа, громадські базиліки, призначені для бізнес-транзакцій, існували у будь-якому місті, та використовувались як ринкові будинки північної Європи пізнього середньовіччя, однак «переговорні кімнати» в них були облаштовані над аркадами. Хоча їх форма була різною, базиліки часто мали внутрішню колонаду, яка розділяла простір та утворювала нефи або аркадні простори з одного або обох боків, з апсидою з одного кінця (або рідше — з обох), де засідав магістрат, часто на незначно підвищеному помості. Центральний неф переважно був шировикм та вищим за бокові, щоб світло могло проникати через верхній ряд вікон.
Найстаріша відома базиліка, базиліка Порціа, була збудована в Римі 184 р. до н. е. Като Старшим під час його перебування на посаді цензора. До інших ранніх прикладів належить базиліка у Помпеях (кінець II ст. до н. е.). Коли християнство стало офіційною релігією, форма базиліки була визнана прийнятною для перших великих публічних церков, у тому числі через уникнення схожості з греко-римськими храмами.

### Цирк
Римський цирк — це велика відкрита площа для публічних заходів у Римській імперії; вони були схожі на давньогрецькі іподроми, хоча слугували різним цілям та відрізнялися дизайном та конструкцією. Разом з театрами та амфітеатрами, цирки були одними з основних місць розваг того часу. На них влаштовувались перегони колісниць, кінні перегони та виступи на честь важливих подій імперії. Якщо перфоманси відтворювали події морських битв, цирки наповнювали водою.
Незважаючи на назву (цирк — від «круглий»), арена для виступу переважно виглядала як витягнутий чотирикутник з двома лінійними секціями для перегонів, розділеними серединною смужкою довжиною у дві третини треку, поєднаними на одному кінці напівкруглою секцією, а на іншому неподіленою секцією треку, закритою (у більшості випадків) вираженими стартовими воротами, відомими як карцерес (англ. carceres), таким чином створюючи коло для перегонів.

### Форум
Форум був центральним відкритим громадським простором у давньоримському муніціпії або будь-якому поселенні, переважно використовуваним як ринок, разом з будівлями, використовуваними для крамниць та стоа для відкритих лавок. Часто на його межах або поруч розташовувались інші великі публічні будівлі. Багато форумів будувались магістратами у віддалених місцях поруч з дорогами, за яку вони відповідали, і тоді вони були єдиним поселенням в цьому місці і мали власну назву, напр. Форум Попілі чи Форум Ліві.
У кожному місті був принаймні один форум, хоча і різного розміру. Крім його стандартної функції як ринку, він був місцем для зібрань великої соціальної важливості, а часто і місцем різноманітних заходів, включно з політичними дискусіями та дебатами, зустрічами тощо. Найкраще відомим є Римський Форум, найранішній з римських форумів.
У новозбудованих римських містах форуми часто розташовували на або поруч з перехрестям головних доріг (кардо та декумануса). На всіх з них стояв храм Юпітера на північному кінці, інші храми, а також базиліка, публічний стіл з вагами та еталонами вимірювання, щоб відвідувачі ринку могли впевнитись, що їх не обманюють; часто поруч також були розташовані терми.

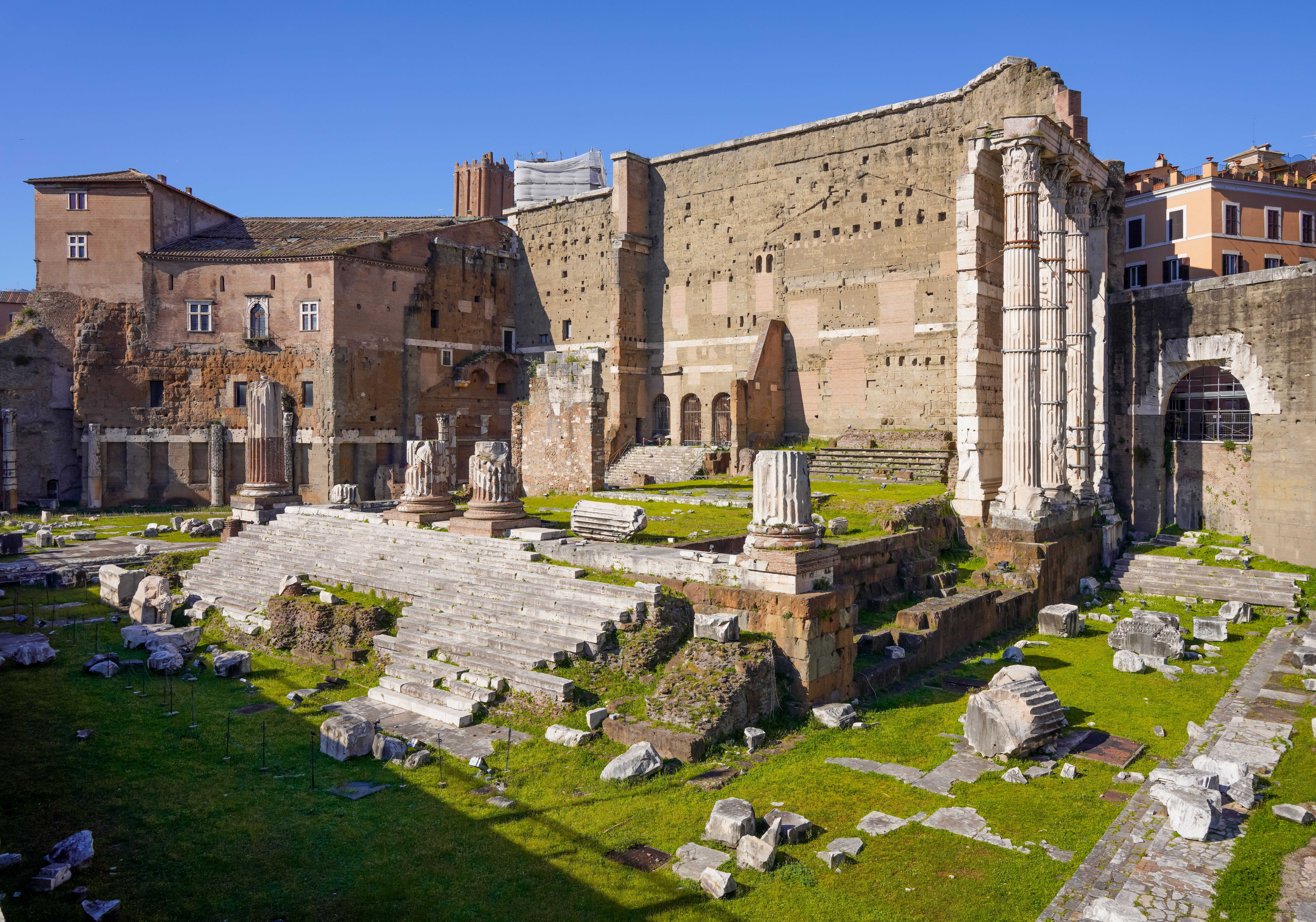
Форум Августа
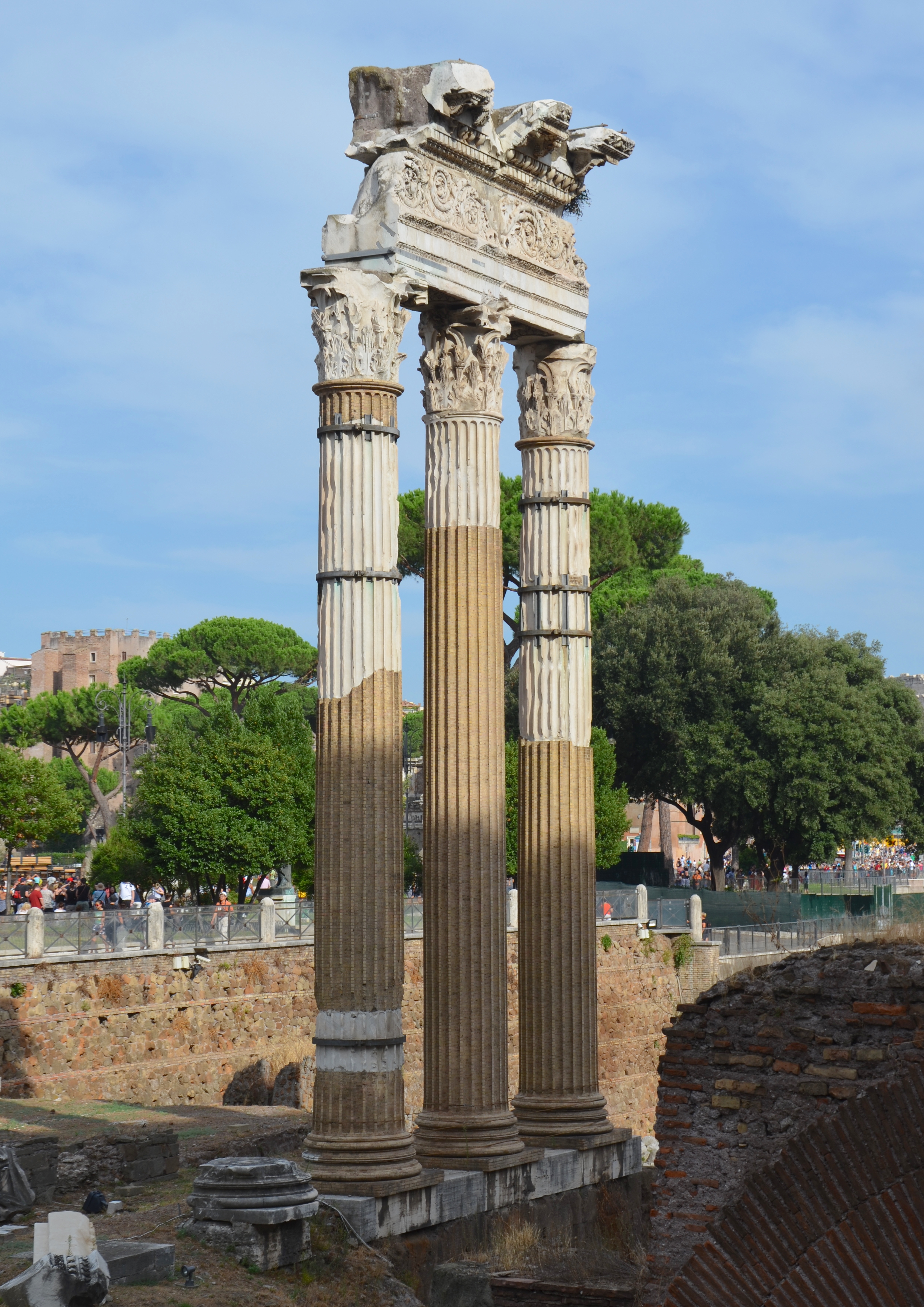
Руїни храму Венери (Venus Genetrix) на Форумі Цезаря
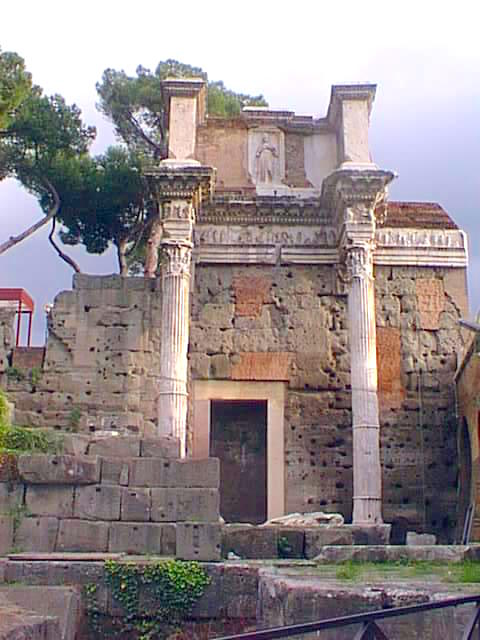
Храм Мінерви на форумі Августа
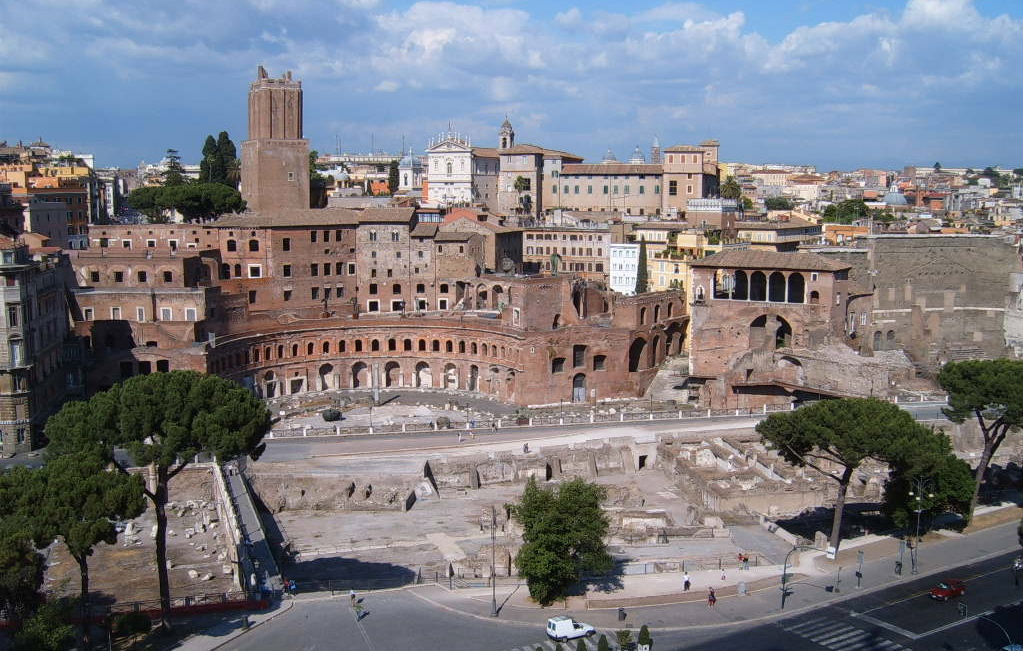
Форум Траяна
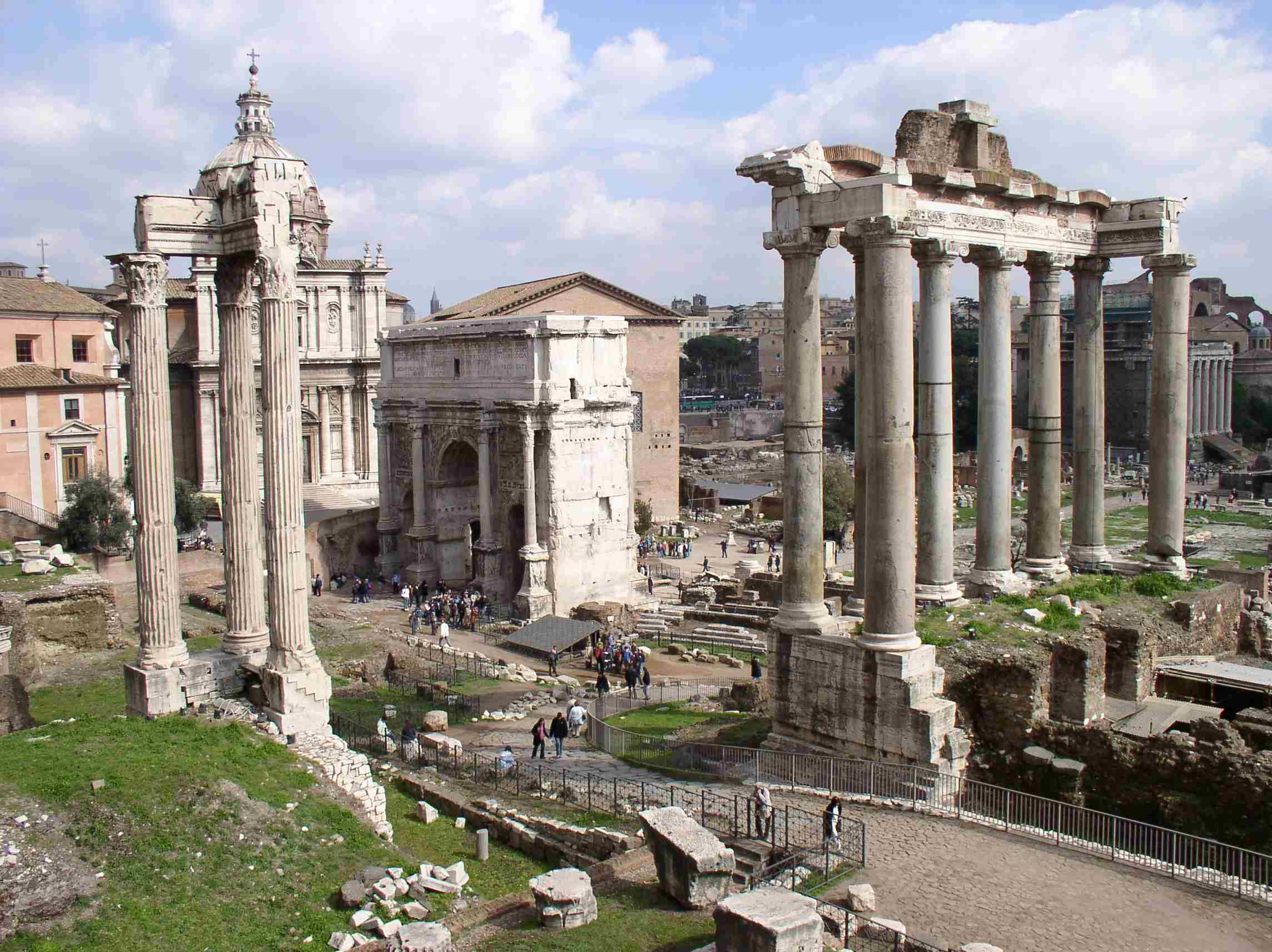
Римський Форум

### Хоррей
Хоррей (лат. horreum, букв. «сарай») був типом публічного складу, який використовувався у Стародавньому Римі. Хоча латинаський термін часто використовується на позначення комор для зерна, римські хорреї часто використовувались для зберігання багатьох інших видів харчових продуктів та інших речей; так гігантські «Horrea Galbae» в Римі використовувались не лише для зберігання зерна, а й для оливкової олії, вина, інших харчів, одягу та навіть мармуру. Під кінець імперського періоду, для забезпечення потреб міста Рим у ньому було понад 300 хорреїв. Найбільші були величезні, навіть за сучасними стандартами; так згадані «Horrea Galbae» мали 140 приміщень лише на першому поверсі, які мали загальну площу 21 000 м².
Перші хорреї були збудовані у Римі наприкінці II ст. до н. е., перший відомий публічний хоррей був збудований нещасливим трибуном, Гаєм Гракхом у 123 р. до н. е.. Назва почала застосовуватись до будь-якого місця, призначеного для збереження товарів; так воно часто стосувалось підвалів (лат. horrea subterranea), але могло застосовуватись і до місця зберігання предметів мистецтва або навіть до бібліотеки. Деякі публічні хорреї функціонували на кшталт банків, в яких можна було зберігати цінності, але найважливішими були хорреї, в яких зберігались та розподілялись державою харчові продукти, такі як зерно та оливкова олія.

### Інсули
Багатоповерхові (до 5 поверхів) квартирні блоки, які мали назву інсули, оскільки часто покривали весь квартал з такою ж назвою, задовольняли різноманітні житлові потреби. Збереглися приклади інсул у римському портовому місті Остія, які датуються правлінням Траяна, але здається вони існували лише у Римі та декількох інших місцях. Зовнішні оповіді повідомляють про них, як щось незвичайне, а от Тит Лівій та Вітрувій згадують про них у Римі.
Найдешевше жило було згори, оскільки його власник у випадку пожежі не міг врятуватися та там було відсутнє водопостачання по трубах. Вікна були переважно маленькі, виходили на вулицю та були перекриті залізною решіткою. Зовнішні стіни були у «Opus Reticulatum», інтер'єри у «Opus Incertum», які потім покривали штукатуркою та деколи фарбували. Для прикрашення маленьких темних кімнат, мешканці, які могли це собі дозволити, малювали фрески на стінах. Були знайдені приклади сцен з джунглів з дикими тваринами та екзотичними рослинами. Також, щоб стіни так не стискали, на них деколи малювали імітацію вікон (тромплей).
Для еліт у Стародавньому Римі були розкішні будівлі; звичайний будинок чи квартира (у місті) плебея мали не багато розкоші. Домус (резиденція на одну родину) у Римі була доступна тільки досить забезпеченим, і більшість з них мала форму закритого помешкання з однією чи двома кімнатами. У 312–315 рр.н. е. У Римі налічувалось 1781 домус та 44 850 інсул (у значенні квартир).
Значення слова «інсула» були предметом значної суперечки істориків давньоримської культури. Інсула була словом для опису квартирних будинків або самих квартир, чи навіть жилих кімнат, демонструючи, наскільки малими за площею були квартири для плебеїв. Місто спочатку ділилося на квартали, а потім на ще менші мікроквартали, і слово «інсула» стосувалось і кварталів і мікрокварталів. Інсула містила ценакули, таберни, складські кімнати під сходами та крамниці на нижніх. Ценакула — це був ще один тип житла для плебеїв, квартира, поділена на три окремі кімнати — кубікулум, екседру та медіанум. Типові римські квартири були набором менших та більших структур, часто з вузькими балконами, призначення яких є загадкою для істориків, оскільки на них не має виходу; у квартирах не було надмірних прикрас чи демонстрацій розкоші, як у будинках аристократії. Вважається, що у домах і квартирах проводилось небагато вільного часу, оскільки він присвячувався суспільним заняттям, напр. відвідуванням терм.

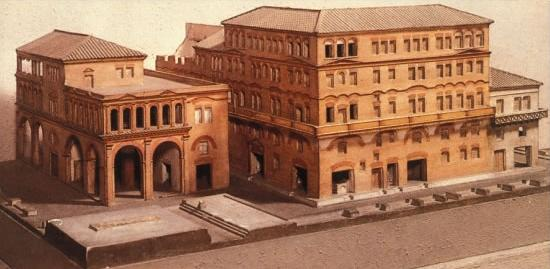
Макет інсули з давньоримського міста Остія
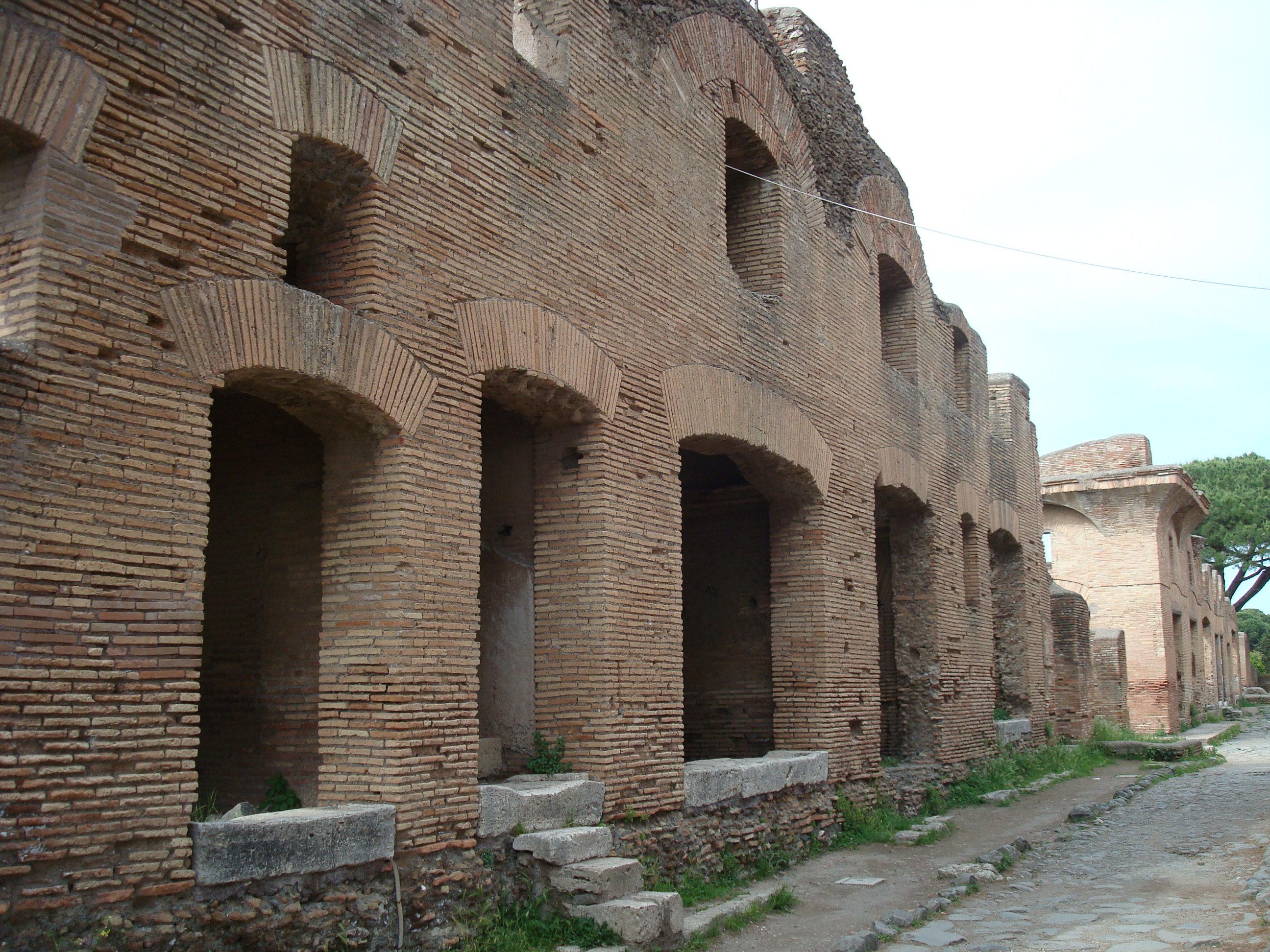
Інсула в Остія Антіка

### Маяки

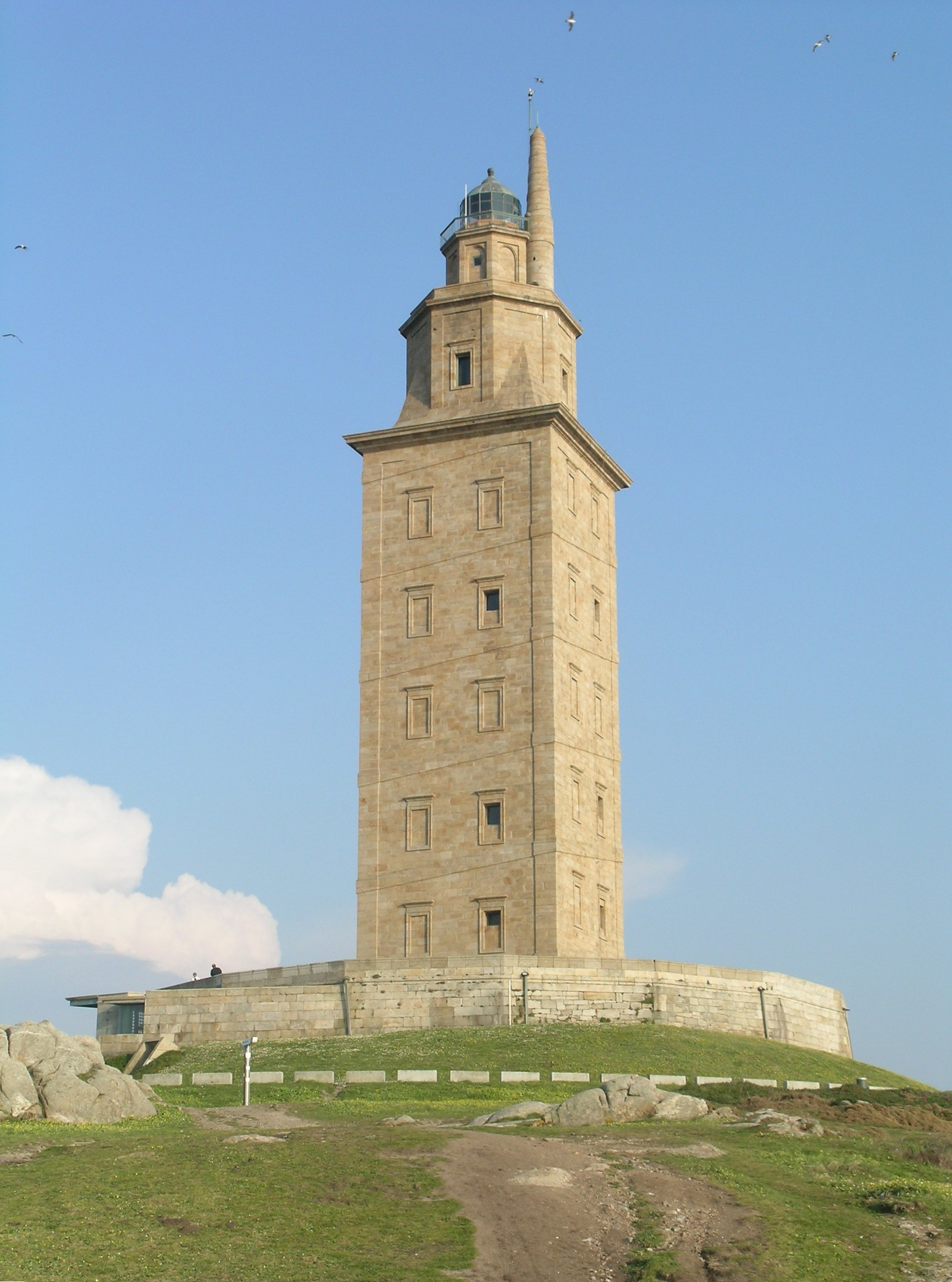
Вежа Геркулеса

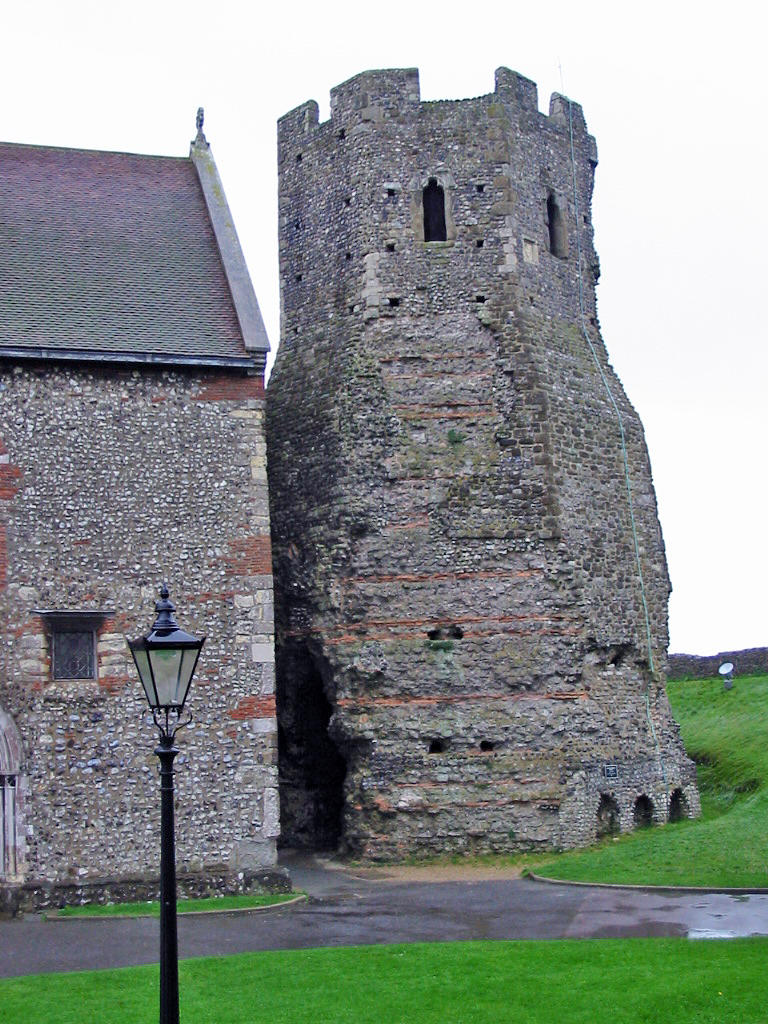
Римський маяк у Дуврському замку

Багато маяків були збудовані довкола Середземного моря та на інших берегах імперії, у тому числі вежа Геркулеса у Ла-Корунья (північна Іспанія), яка збереглася до наших днів. Також збереглися руїни меншого маяка у Дуврському замку, Велика Британія, висотою десь в половину оригінальної споруди. Маяк світив за рахунок вогнища на його верхівці.

### Терми
Всі римські міста мали принаймні одні терми, популярне місце для громадських ванн, фізичних вправ та спілкування. До фізичних вправ могли належати боротьба та підняття ваги, а також плавання. Купання було важливою частиною дня римлянина, за яким вони могли проводити декілька годин, а ціна була низькою за рахунок державної субсидії. Багатих римлян часто супроводжували один або декілька рабів, які бігали за напоями, охороняли цінні речі, подавали рушники, а наприкінці відвідування, змащували тіла власників оливковою олією та зіскоблювали її з тіла разом із брудом стригілем, що вироблявся з дерева чи кістки. Римляни не милися водою з милом, як ми нині.
Римські терми маленького розміру також часто були в приватних віллах, міських будинках та у каструмах. Вода до них поставлялась із розташованих поруч річки чи струмка або акведуком. Дизайн терм описується Вітрувієм в «De Architectura».

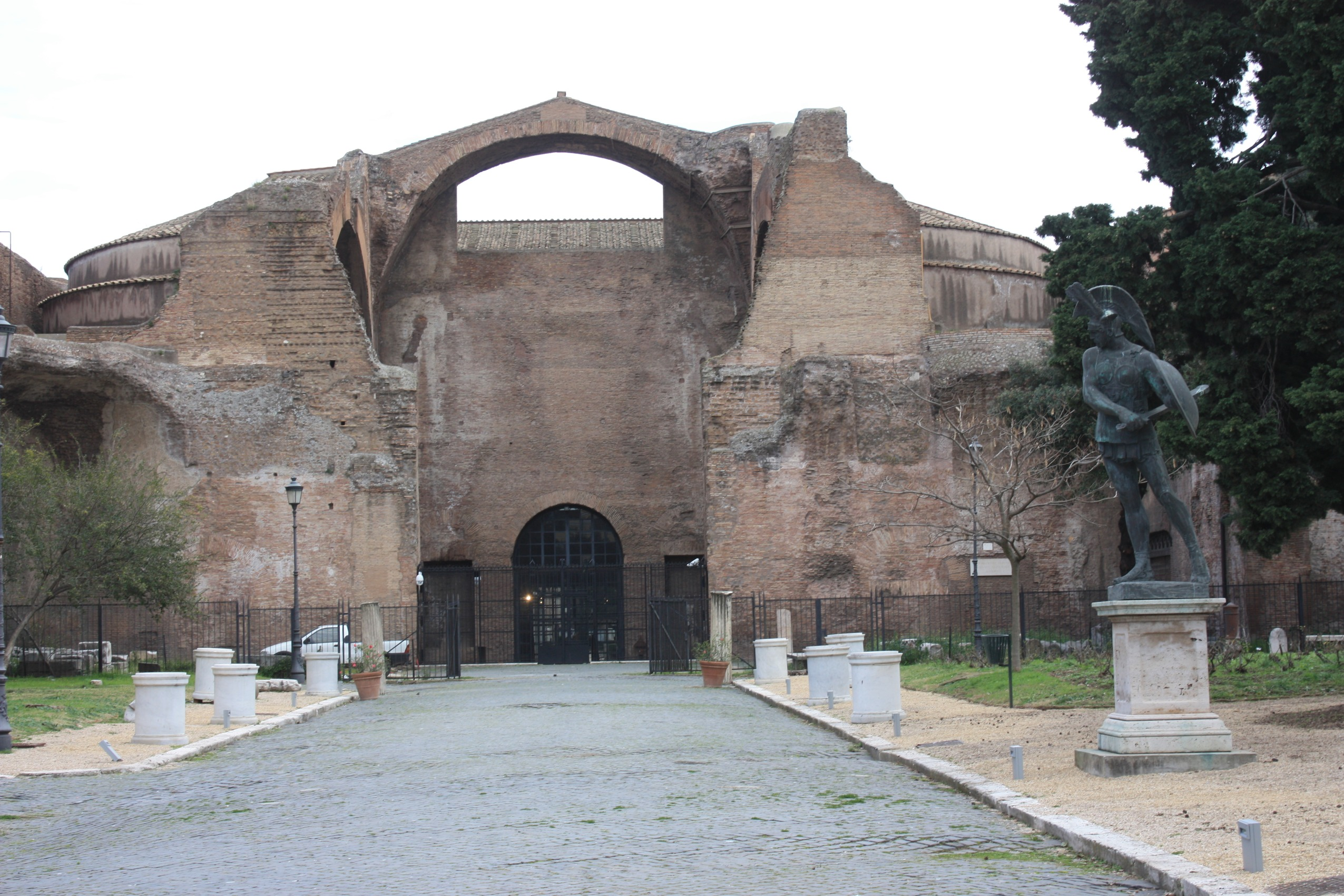
Терми Діоклетіана, Рим
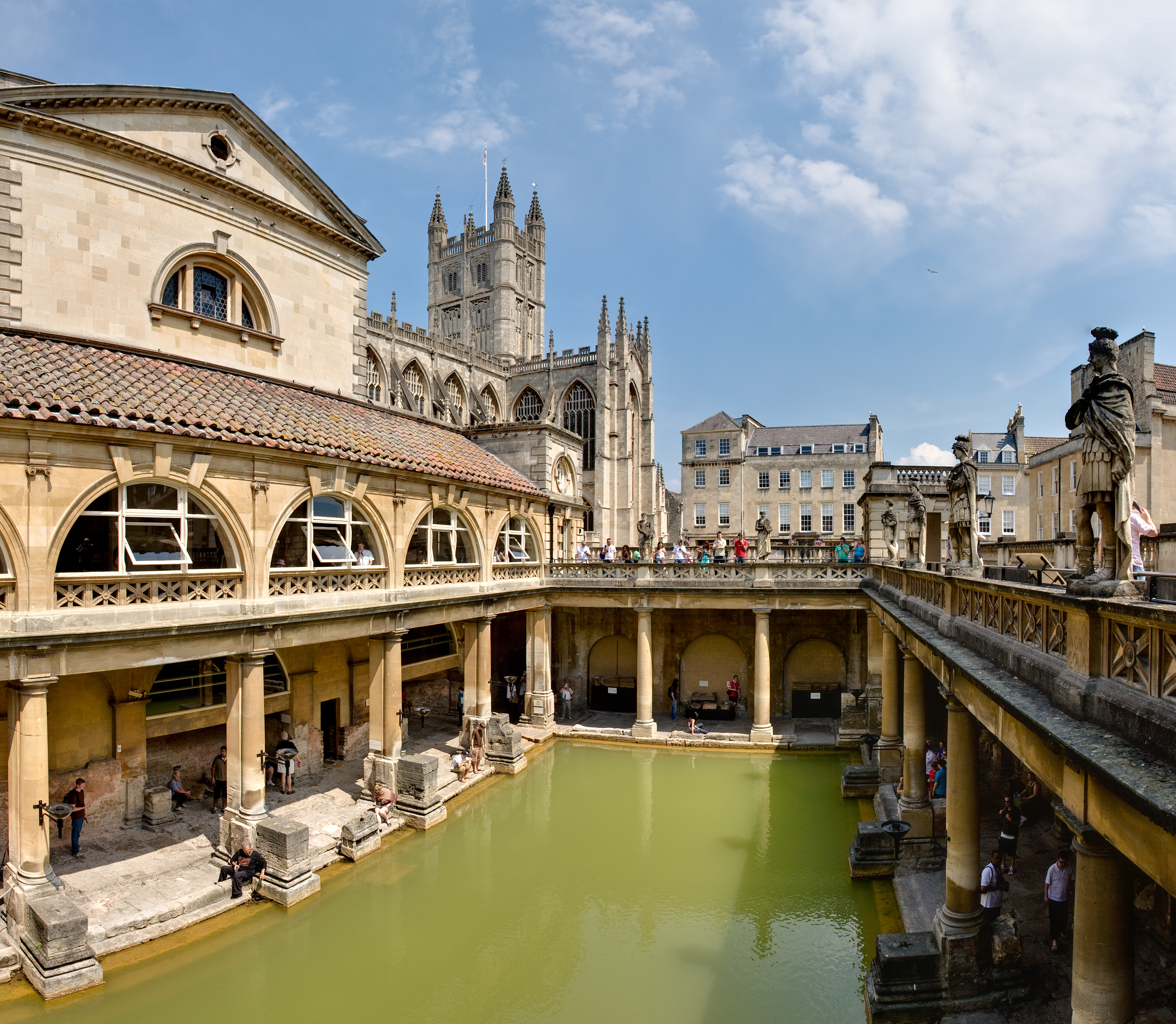
Давньоримські лазні в м. Бат, Англія. Частина будівлі над опорами збудована пізніше під час реконструкції
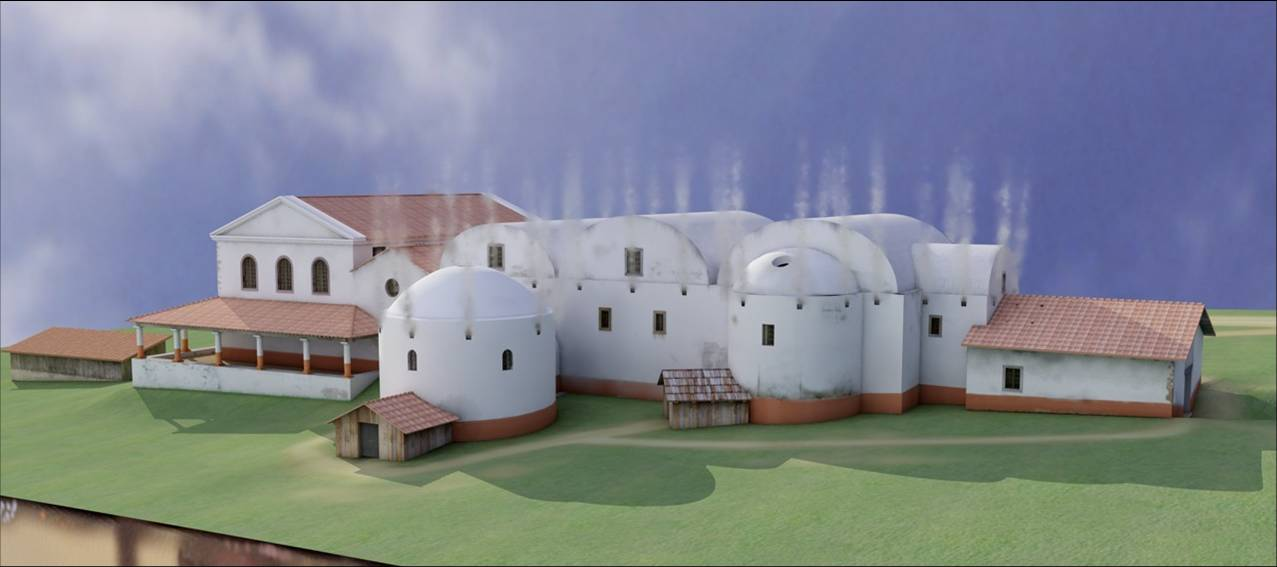
Віртуальна реконструкція давньоримських терм у Вайсенбурзі, Німеччина. Створена за допомогою технології лазерного сканування

### Храми
Римські храми були одними з найважливіших та найбагатших будівель давньоримської культури, хоча до нашого часу у більш-менш повному вигляді збереглося лише декілька. Їх будівництво та утримання було значною частиною давньоримської релігії і всі значущі міста мали принаймні один головний храм та менші святилища. У головному приміщенні храму (целлі) розташовувалось скульптурне зображення божества, якому був присвячений храм, та часто маленький вівтар для ладану чи возлиття. Позаду целли було одне або декілька приміщень, які використовувались доглядачами храму для зберігання обладнання та підношень.
Збереглися залишки численних римських храмів, насамперед у самому Римі, але небагато практично цілих прикладів були майже всі перетворені у християнські церкви (а деякі у наступному і в мечеті), переважно через значний проміжок часу після прийняття християнства імператором Костянтином. Занепад давньоримської релігії був відносно повільний, а храми не були у неї конфісковані державою до декрета імператора Гонорія 415 року.
Форму римського храму переважно запозичено в етрусків, але з використанням грецьких стилів. Храми підкреслювали фасад будівлі, який наслідував зразки грецьких храмів та типово складався з широких сходів, які вели до портика з колонами, пронаоса, та переважно трикутним фронтоном згори, що у найрозкішніших храмів був заповнений статуями; вони однаково часто вироблялися або з каменю, або теракоти, і збереглися лише фрагменти. Однак на відміну від грецьких храмів, які приділяли однакову увагу всім сторонам храму, оскільки до нього можна було підходити з будь-якого боку, сторони та задня сторона римських храмів залишалися практично недекорованими (наприклад у Пантеона та римського храму у Віку), недоступні сходами (як у Мезон Карре та римського храму у Віку), та навіть примикали до інших будівель. Як у Мезон Карре, колони по сторонах могли були напівколонами, вписаними в стіну. Платформа, на якій стояв храм, у римлян була типово вищою ніж у греків — від 10 і вище сходинок у римлян проти лише трьох у греків; храм Клавдія мав двадцять сходинок. Сходинки, на відміну від греків, були лише на фасаді, і то переважно не на всю його ширину.
Грецькі класичні ордери з увагою до деталей використовувались на фасадах храмів та інших престижних будівель. Однак ідеалізовані пропорції різних елементів, вказані єдиним відомим важливим давньоримським автором трактатів про архітектуру, Вітрувієм, та наступними авторами італійського Відродження, не відповідають фактичній римській практиці, яка мала сильні варіацій, намагаючись зберегти баланс та гармонію. Наслідуючи елліністичний тренд, у вцілілих римських храмах найчастіше використовувався коринфський ордер та його варіант композитний ордер, але у маленьких храмах, напр. у храмі в Алькантарі, міг використовуватись і простіший тосканський ордер.
Фіксуються значні регіональні варіації у стилі, оскільки римські архітектори часто намагалися інкорпорувати елементи, які місцеве населення очікувало побачити у сакральній архітектурі. Наприклад у Єгипті та Близькому Сході існували різні тисячолітні традицій масивних кам'яних храмів, що було використано римлянами. Римо-кельтський храм — це маленький храм простого стилю, поширений у Західній Римській імперії, найпоширеніший у Римській Британії; у нього часто були відсутні виразні класичні риси, і він мав значний зв'язок з доримськими храмами кельтів.

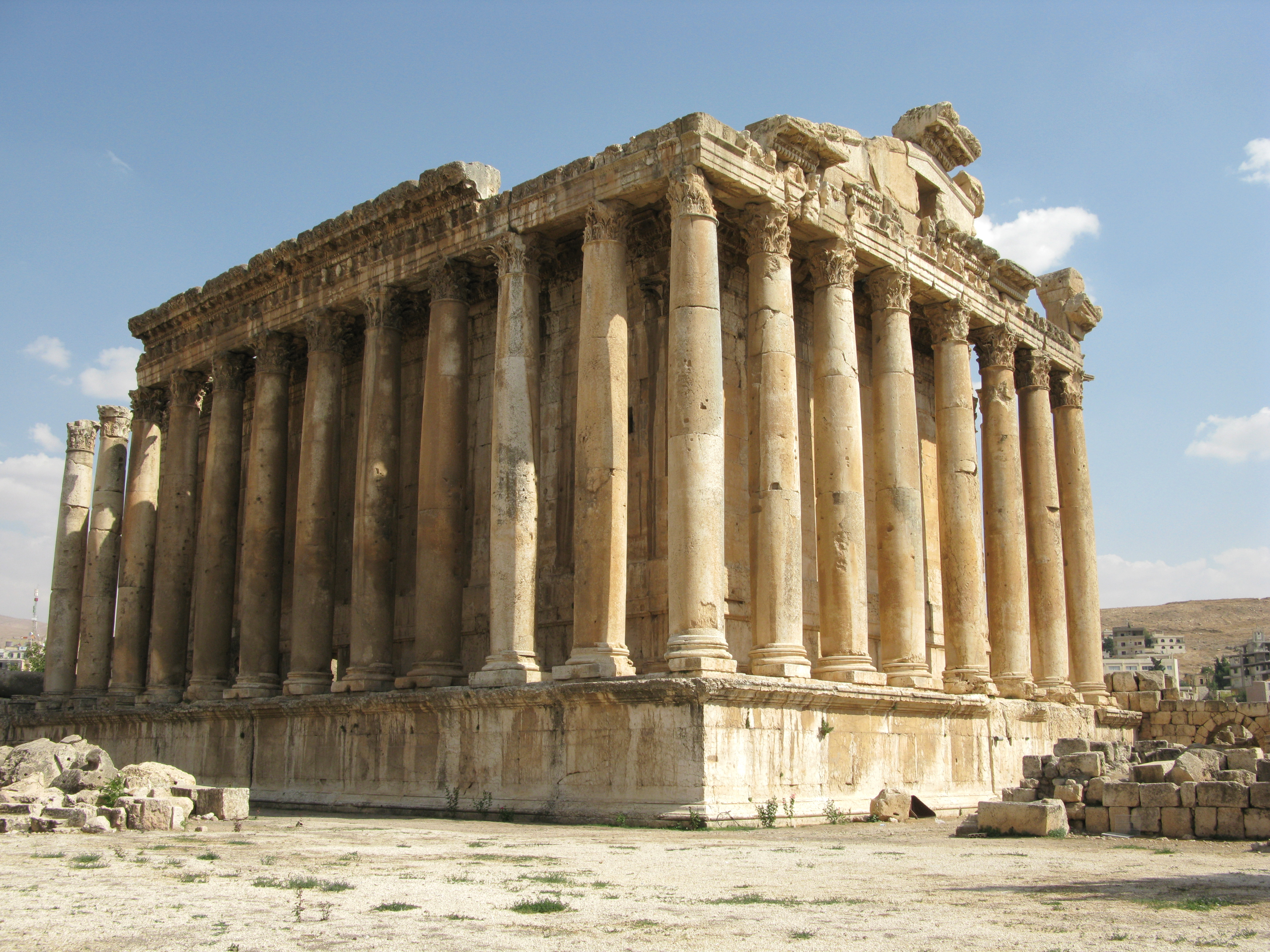
Храм Бахуса у стилі «римського бароко» у Баальбеку, Ліван
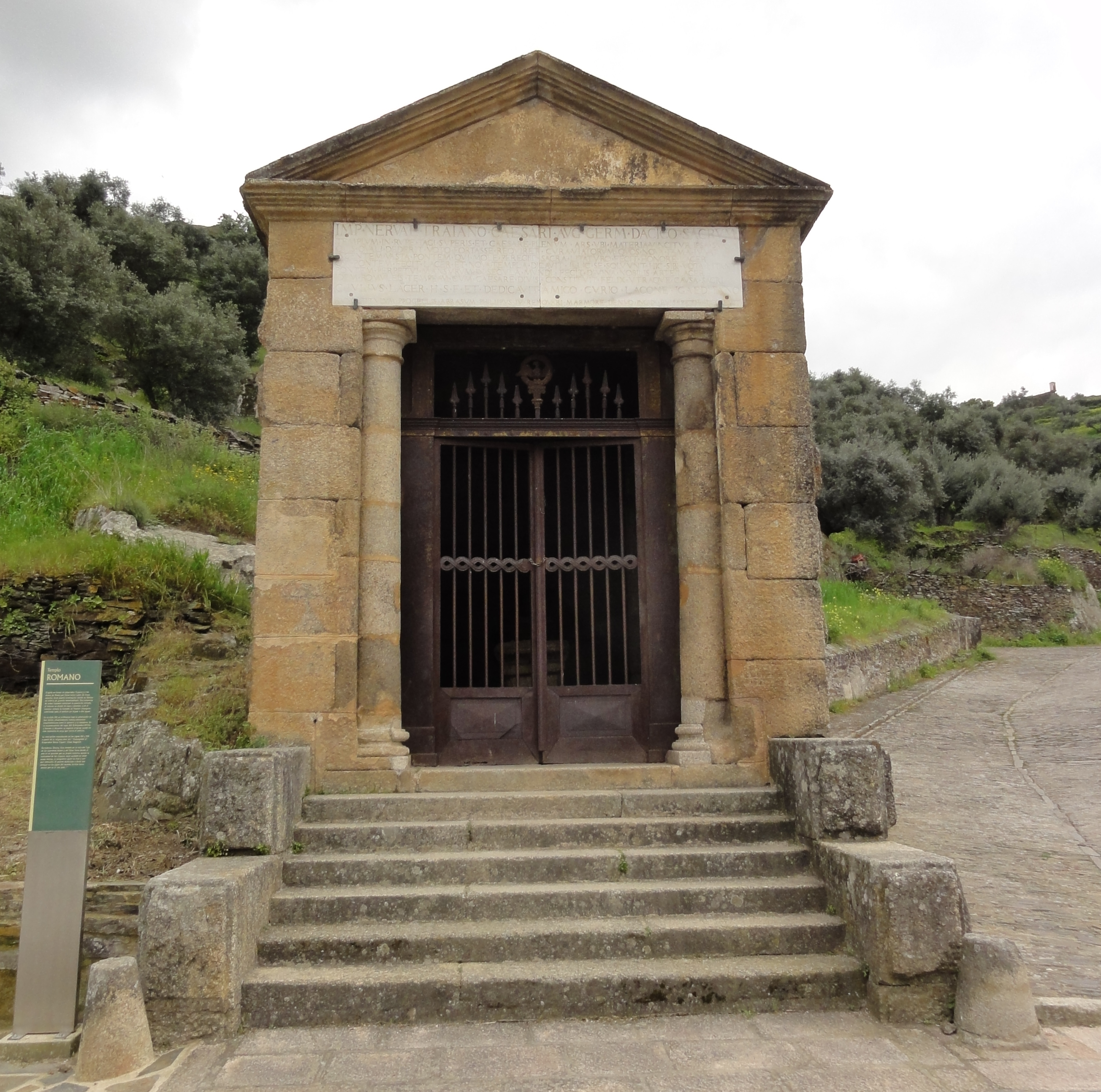
Римський храм в Алькантарі
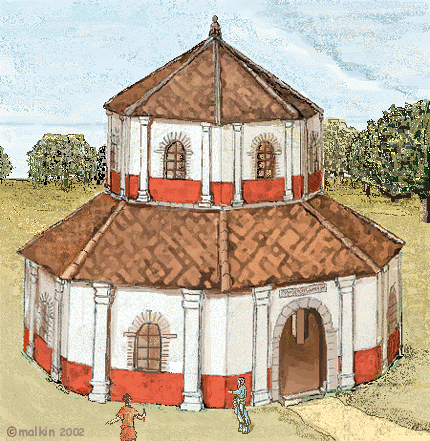
Реконструкція римо-кельтського храму на Паганс Хілл, Сомерсет

### Театри
Римські театри будувались на всій території імперії — від Іспанії до Близького Сходу. Через здатність римлян впливати на місцеву архітектуру, численні театри світу мають унікальні римські атрибути.
Будівлі були напівкруглими та мали особливі архітектурні атрибути, з незначними відмінностями в залежності від регіону побудови:
- сцена, яка мала такі основні елементи:
  - Так звана лат. scaenae frons — постійна архітектурна декорація, висока (2–3 поверхи) фонова стіна на сцені, яка підтримувалась колонами та типово мала три виходи. Початково вони не були частиною будівля, а створювались лише для надання фону акторам (як сучасні декорації). Пізніше вона стала частиною самої будівлі театру і створювалась з бетону.
  - лат. proscaenium, стіна, яка підтримувала передній край сцени та мала по боках сильно декоровані ніші. Вважається елліністичним впливом
  - лат. podium, який деколи слугував опорою для колон scaenae frons.
- секція для сидіння (лат. auditorium).
- лат. Vomitoria, тобто виходи/входи для відвідувачів.

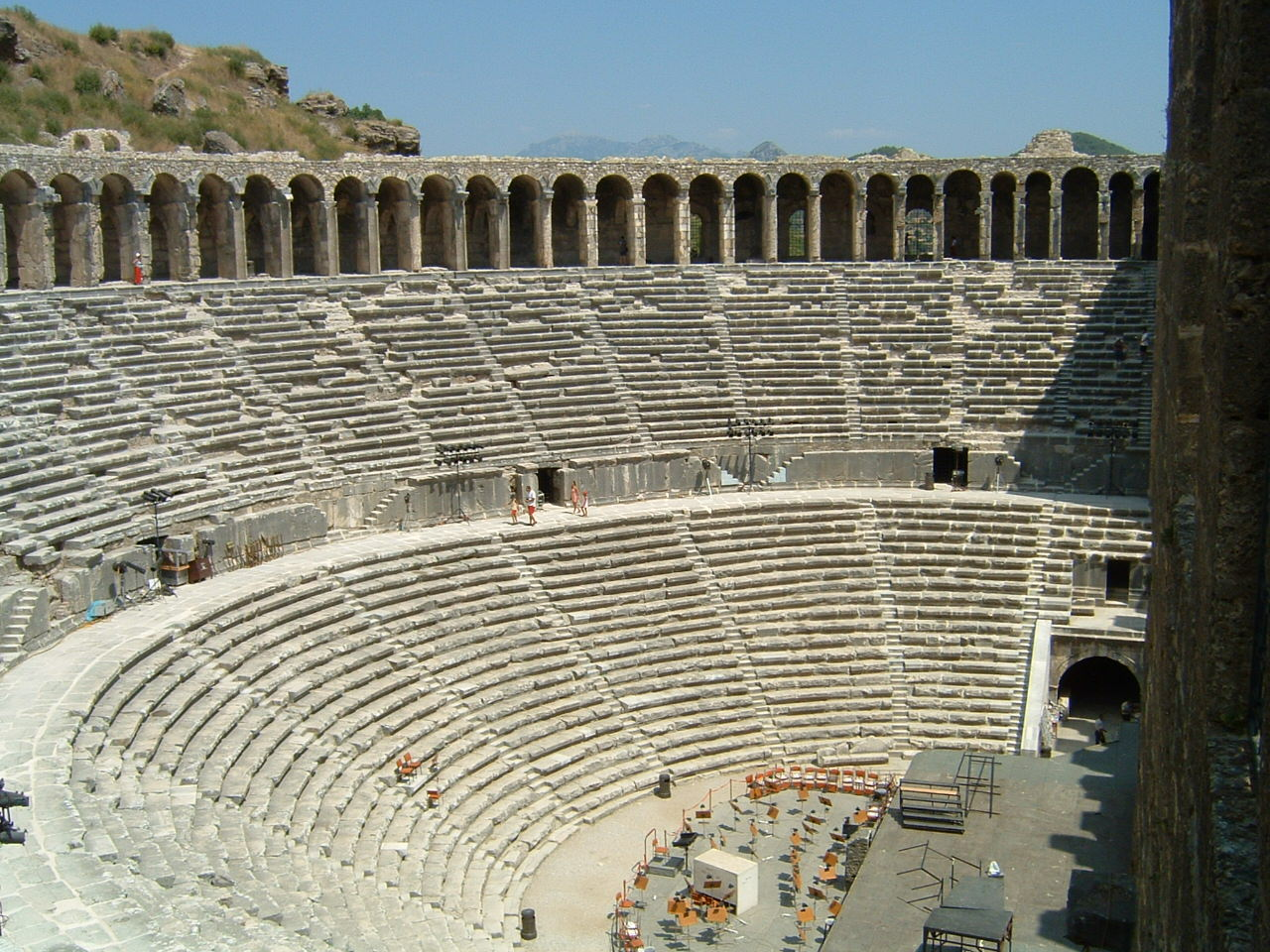
Давньоримський театр в Аспендосі, Туреччина
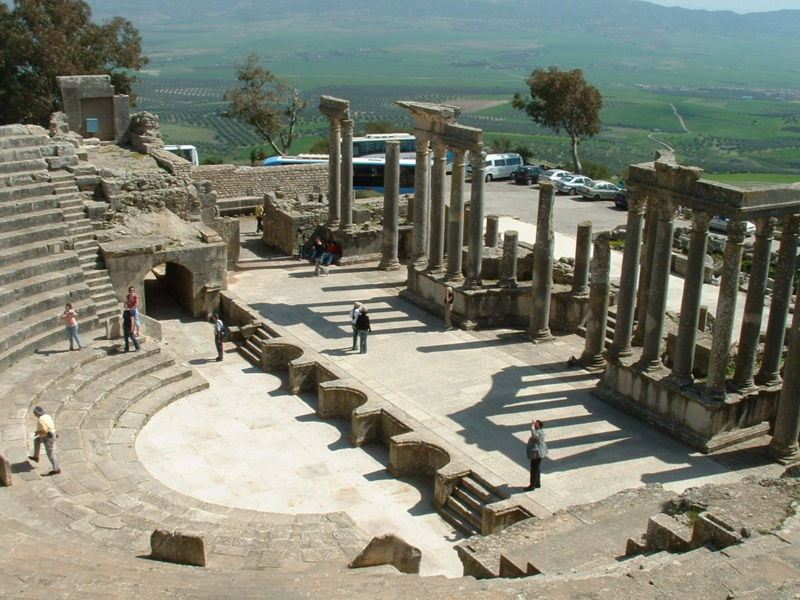
Залишки давньоримського театра у місті Дугга, Туніс
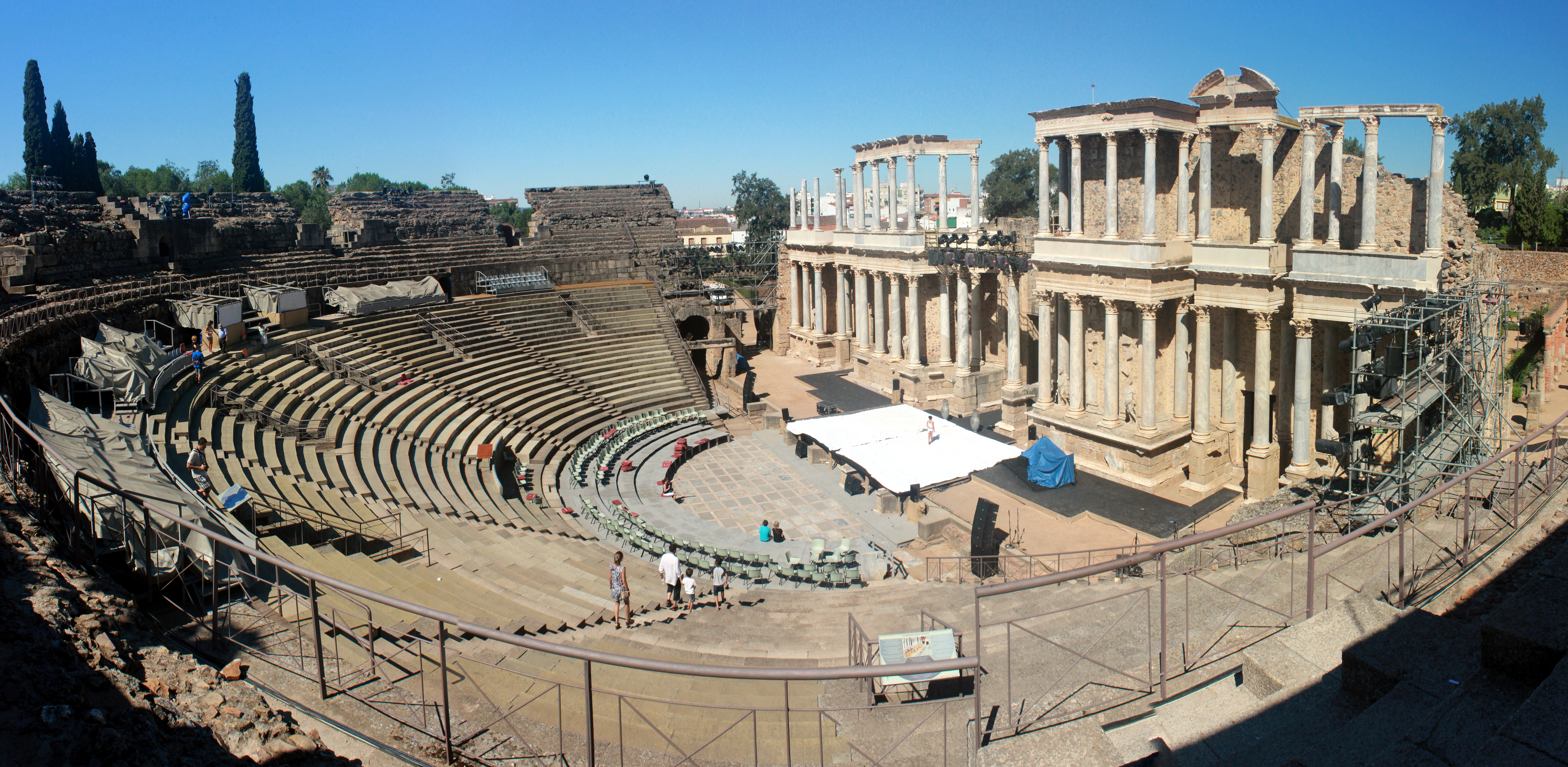
Римський театр (Мерида)
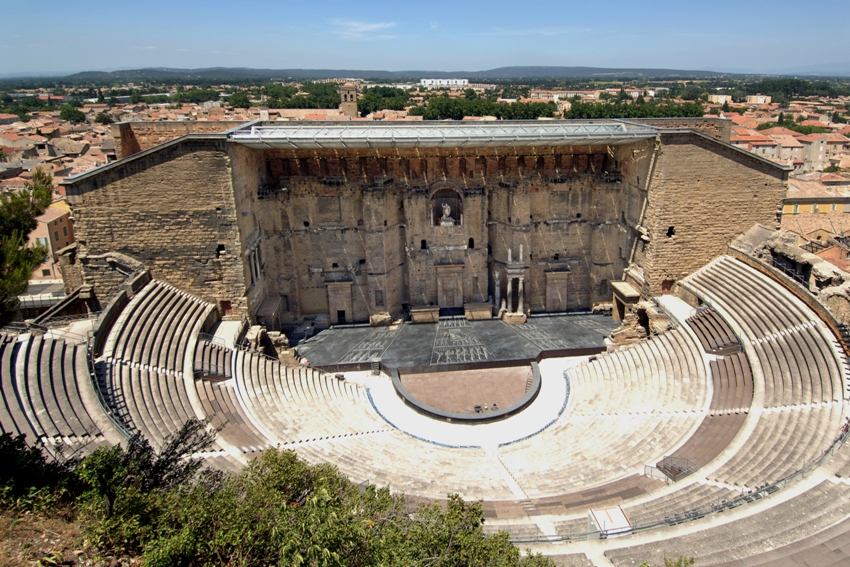
Римський театр (Оранж)
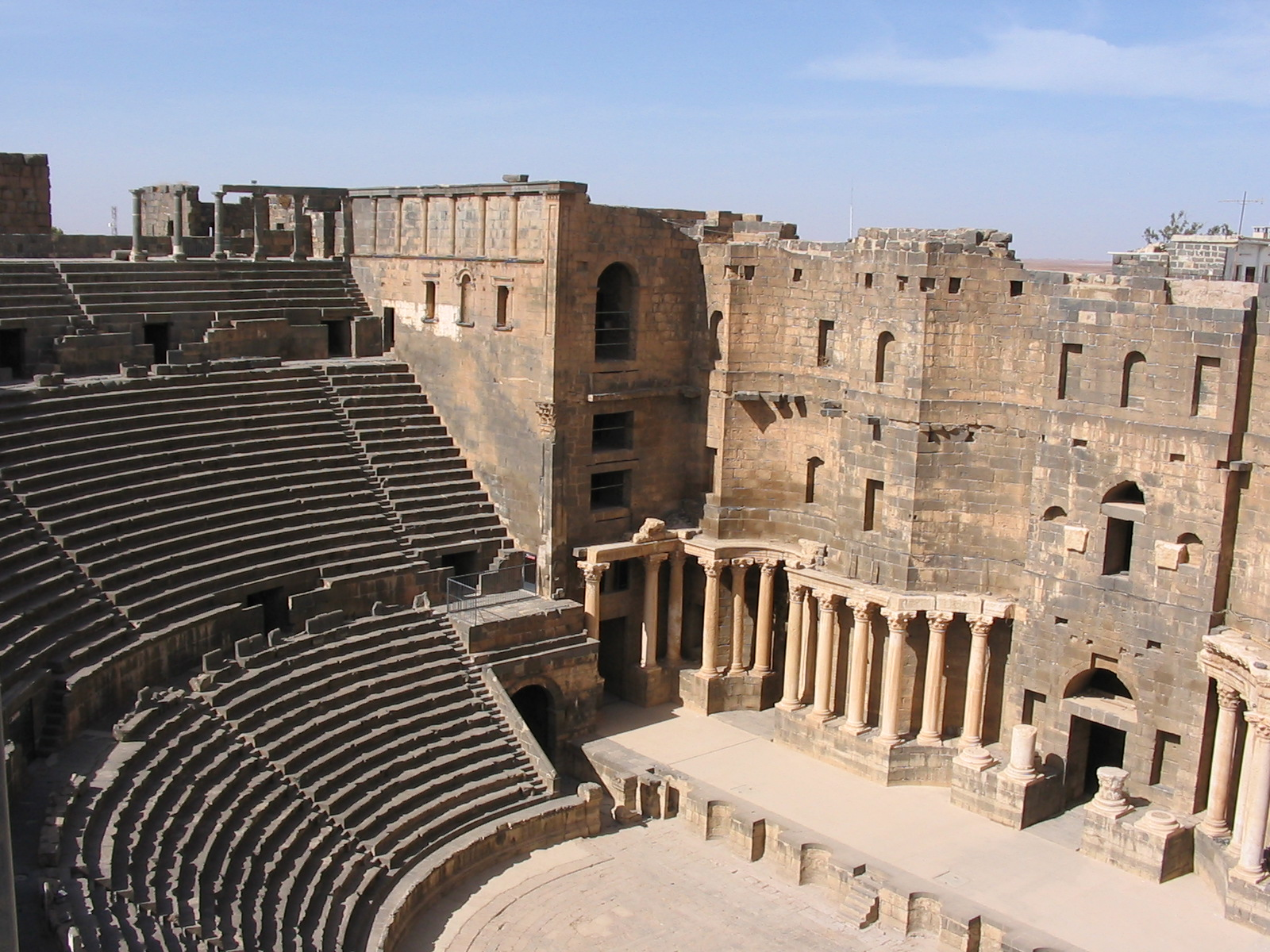
Босра, Сирія
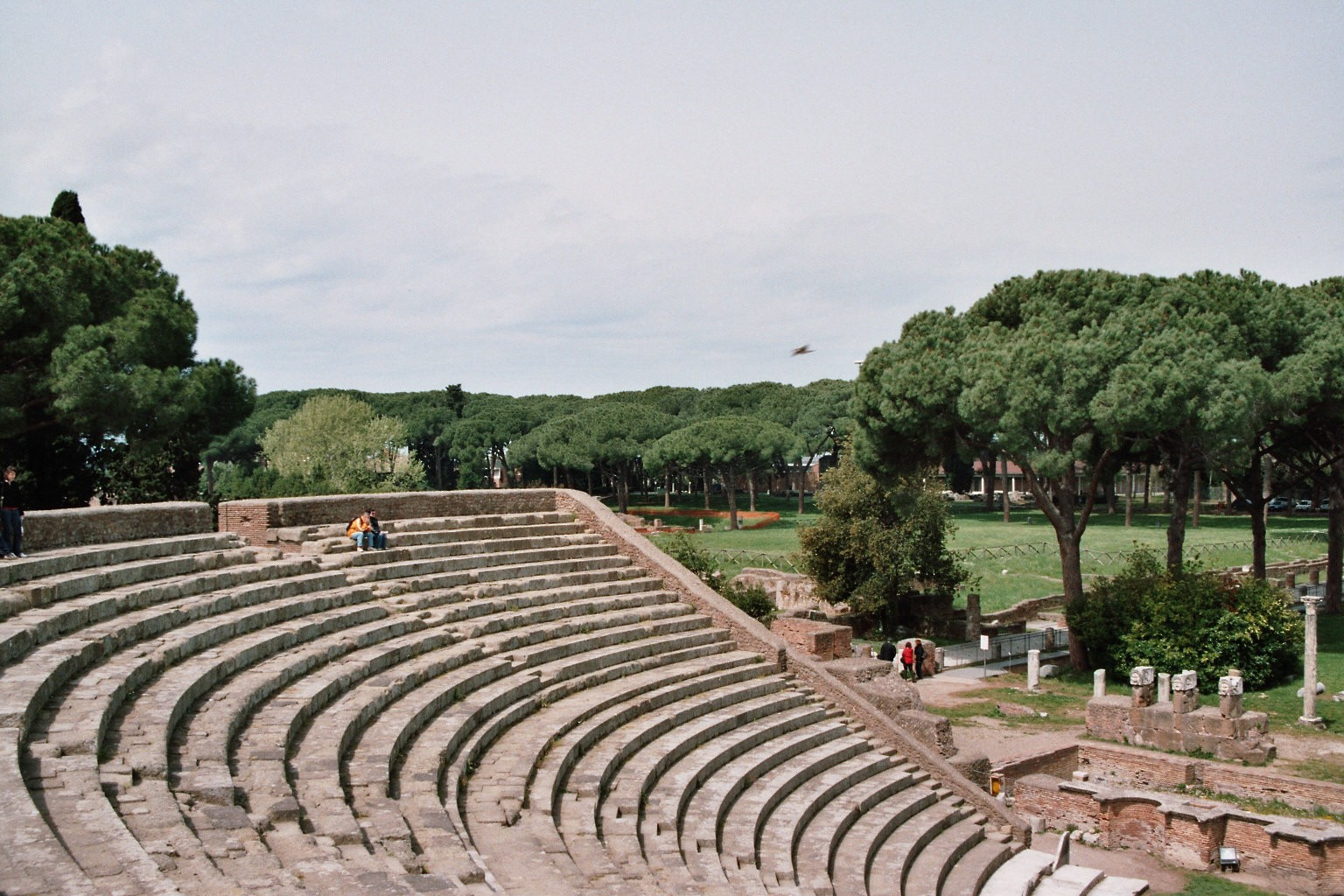
Театр в Остії

### Вілли

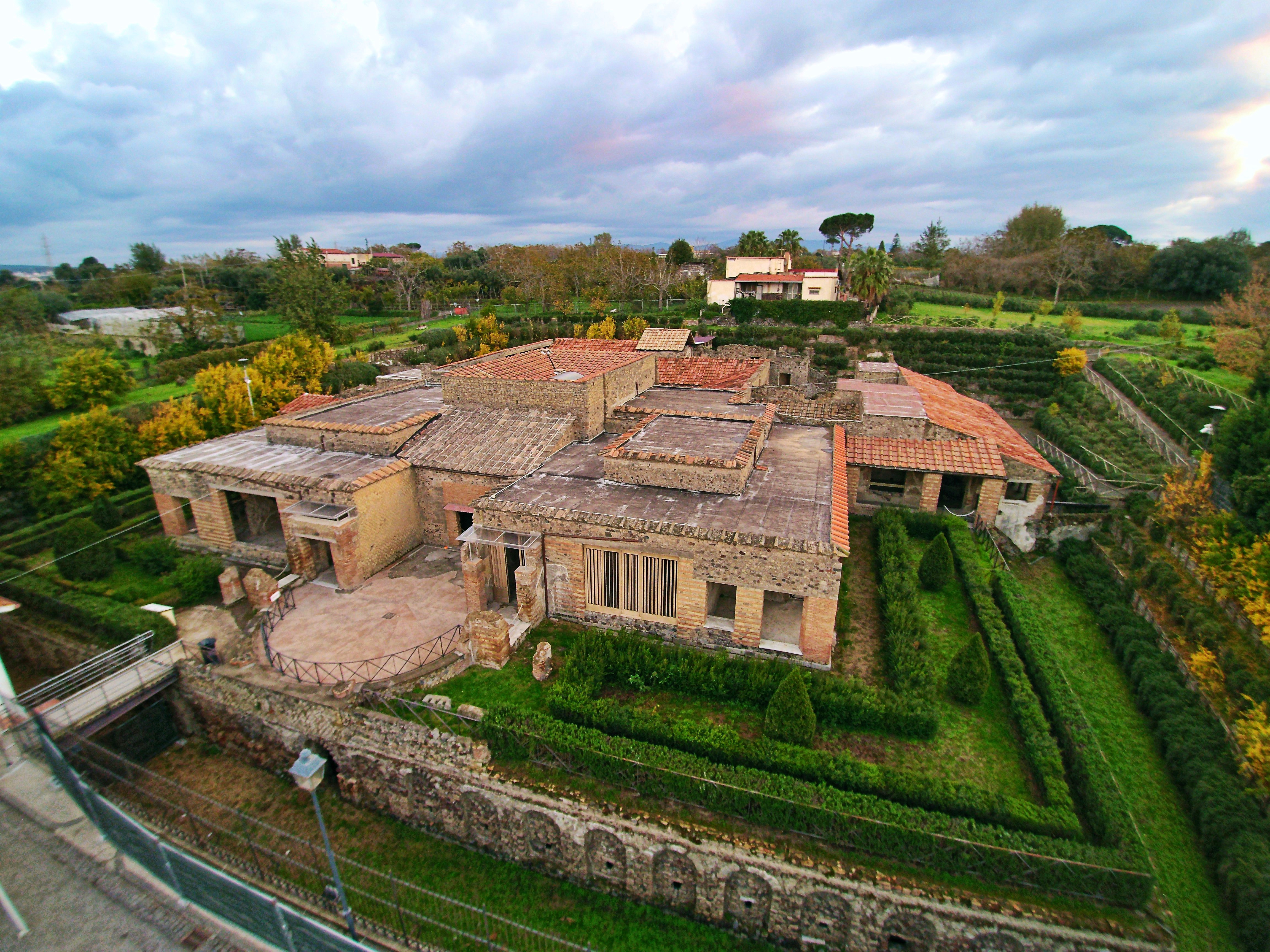
Вілла Містерій поруч з Помпеями, вид згори

Давньоримська вілла була заміським будинком, збудованим для вищого класу (у місті будинок багатіїв мав назву «домус» (лат. domus)). В імперії були багато видів вілл, не всі з них були розкішно оформлені мозаїчними підлогами та фрескаами; сучасні науковці можуть називати «віллами» будь-який заміський будинок у провінціях, який мав хоча б деякі декоративні прикраси у давньоримському стилі. Деякі з палаців насолод — напр. Вілла Адріана у Тіволі— були розташовані на прохолодних пагорбах у легкій доступності від Риму або — напр. Вілла Папірусів у Геркуланумі — на видовищних ділянках над Неаполітанською затокою. Деякі з вілл були більше схожі на заміські будинки Англії чи Польщі у сенсі, що вони були видимим місцем влади місцевого магната, напр. знаменитий палац, відкритий у Фішбурні, Сассекс, Велика Британія.
Також відомі приміські вілли на околицях міст, напр. вілли середньої та пізньої республіки, які наповзали на Марсове поле (на той час на околиці Рима), а також вілли, які можна побачити одразу за міськими мурами Помпей, включно з Віллою Містерій, знаменитою своїми фресками. Ці ранні приміські вілли, напр. вілла на місці римського Аудиторіума або на Гроттаросса, демонструють стародавність та спадок італ. villa suburbana в Центральній Італії. Можливо ці ранні приміські вілли також були місцями влади (може навіть палацами) регіональних володарів або голів впливових сімей (gentes).
Третім типом вілл були вілли — організаційні центри великих сільськогосподарських угідь, які мали назву латифундія; в таких віллах могло були небагато розкоші. Вже у IV ст. н. е. вілла могла просто позначали просто сільськогосподарські угіддя: так Ієронім Стридонський переклав в Євангелії від Марка (xiv, 32) chorion, який позначав оливкову рощу Гетсиманського саду, як віллу, без прив'язки, чи були там взагалі якісь житлові будівлі (Catholic Encyclopedia «Gethsemane»).
А колосальний Палац Діоклетіана, збудований у сільській місцевості, але пізніше перетворений у укріплене місто, є передвісником жилого замку у Середньовіччі.

### Водяні млини
Початково водяний млин виник у еллінізованому східному Середземномор'ї після завоювань Александра Македонського та зростання елліністичної науки і технології. У наступну давньоримську добу, використання сили води було розширено та були створені різні типи водяних млинів. До них належать всі три варіанти вертикального водяного колеса, а також горизонтальне водяне колесо. Крім головного використання — помолу борошна, сила води використовувалась також для дроблення зерна, помолу руди, розпилу каміння та можливо оперування міхами для плавильних печей заліза.

## Декоративні споруди

### Моноліти
В архітектурі, моноліт — це структура, яка була видобута як ціла одиниця з оточуючої грубої форми або виходу породи. Моноліти були знайдені у всіх типах римських будівель. Вони були або видобуті, але не переміщені; або видобуті і переміщені; або видобуті, переміщені і підняті над землею на їх позицію (напр. архітрав); або видобуті, переміщені та поставлені вертикально (напр. колона).
Транспортування здійснювалось дорогами або водою, в останньому випадку часто за допомогою спеціально збудованих суден, наприклад перевізників обелісків. Для підняття використовувались стародавні підйомні крани (принаймні з бл. 515 р. до н. е.), наприклад при будівництві колони Траяна.

### Обеліски
Обеліск — це високий, чотирикутний вузький монумент, який звужується до верхівки та закінчується формою піраміди. Їх вигадали давні єгиптяни, які називали їх «tekhenu». Греки, які їх побачили, використали грецьке слово 'obeliskos' для опису, і саме ця назва ввійшла до латинської мови та інші європейські мови. Римляни замовляли обеліски у давньоєгипетському стилі. Приклади:
- Арль, Франція — Арльський обеліск на площі Республіки, IV ст. н. е. римського походження;
- Беневенто, Італія — три давньоримські обеліски[66][67]
- Мюнхен — обеліск Тітуса Секстіуса Афрікануса, Державний музей єгипетського мистецтва, I ст. н. е., 5,80 м висоти
- Рим — 5 давньоримських обелісків.

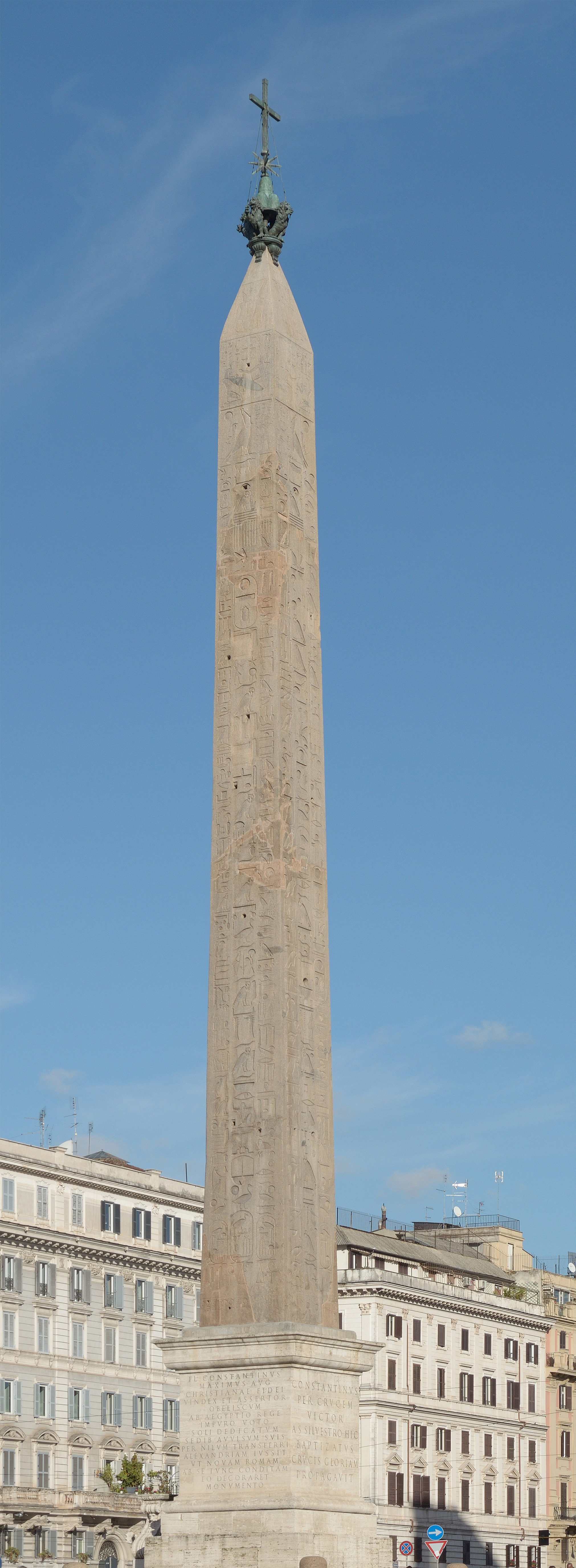
Латеранський обеліск після реставрації, 2008
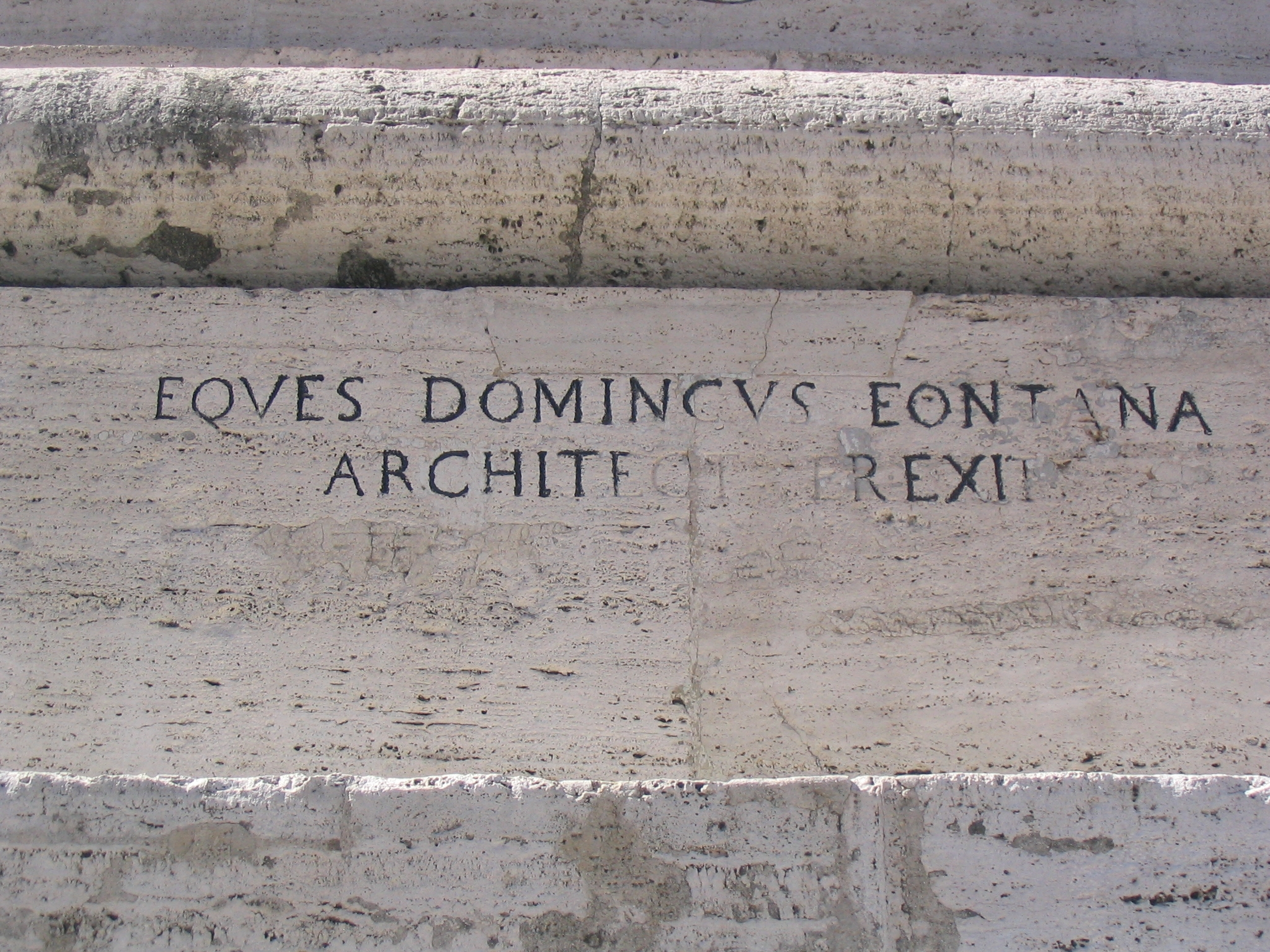
Латеранський обеліск, напис
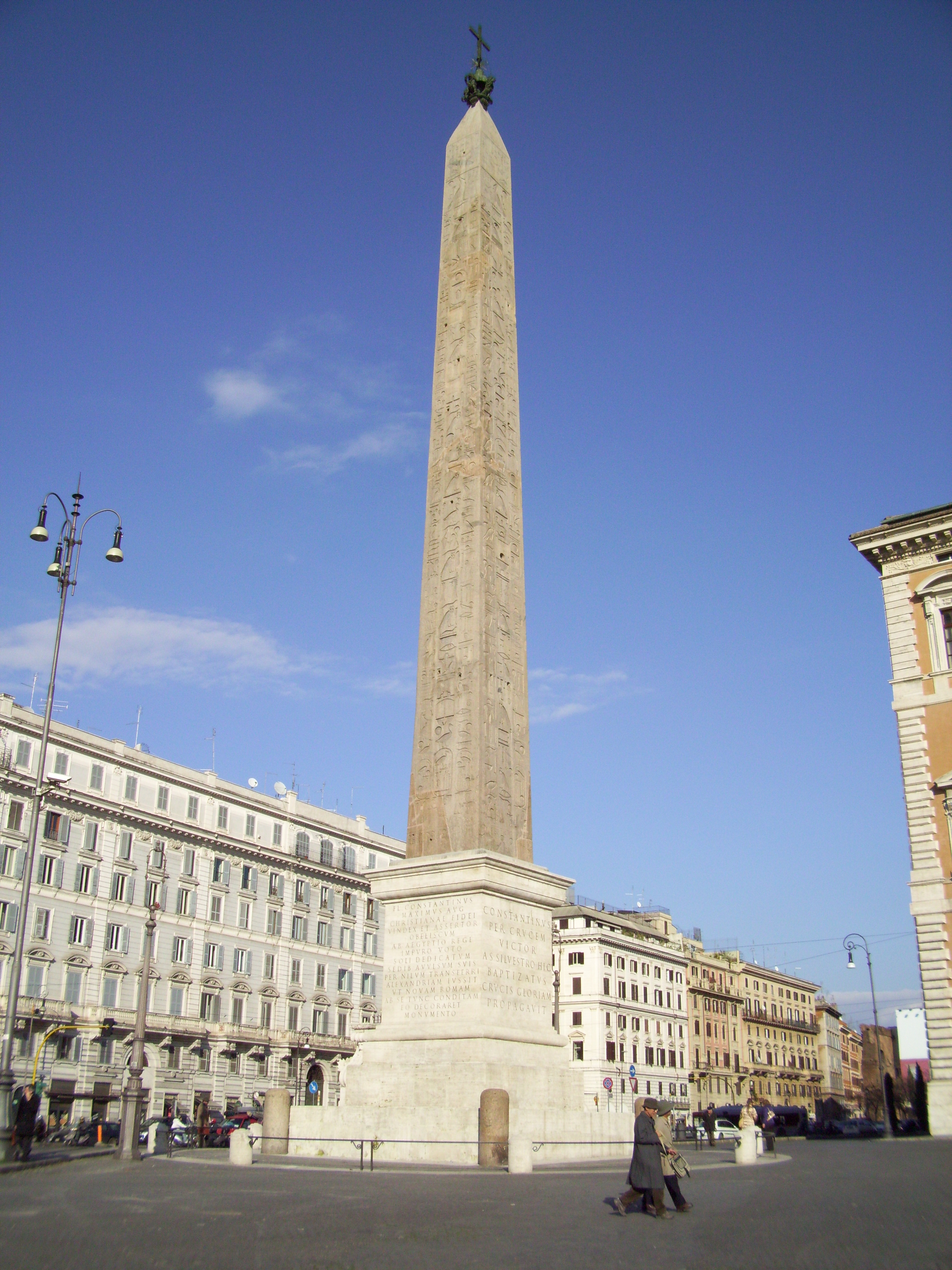
Латеранський обеліск
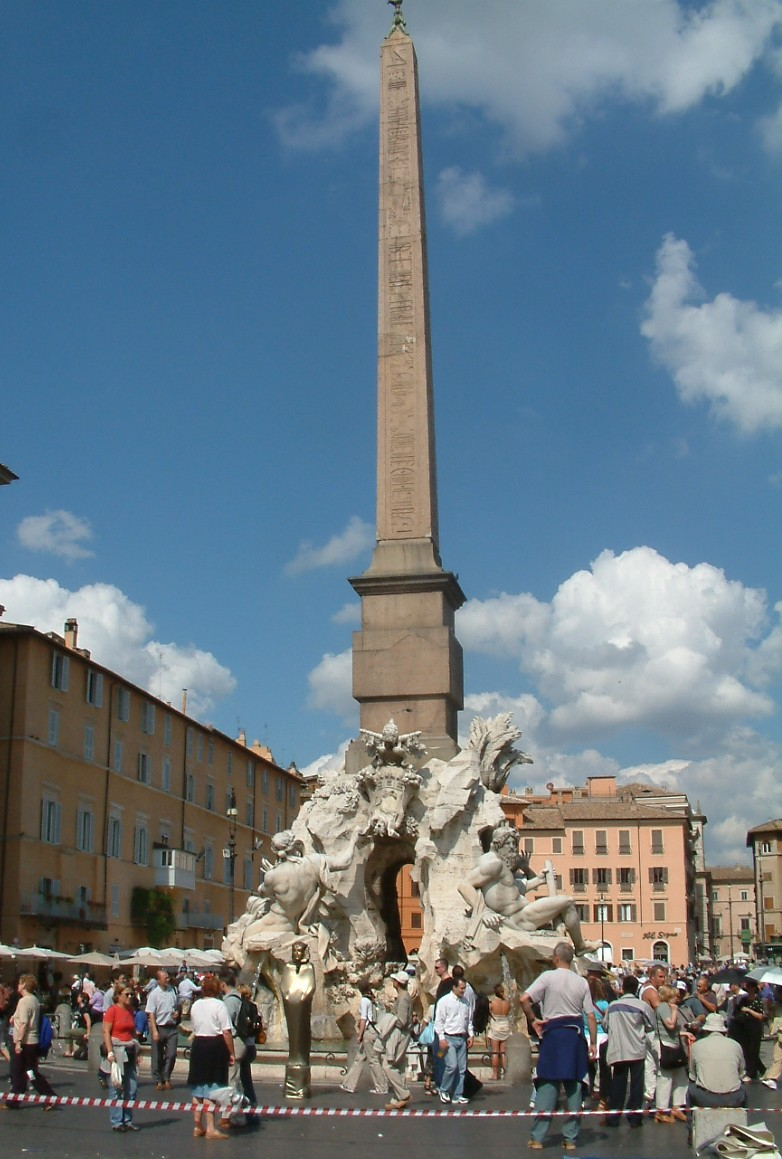
Біля фонтану чотирьох річок
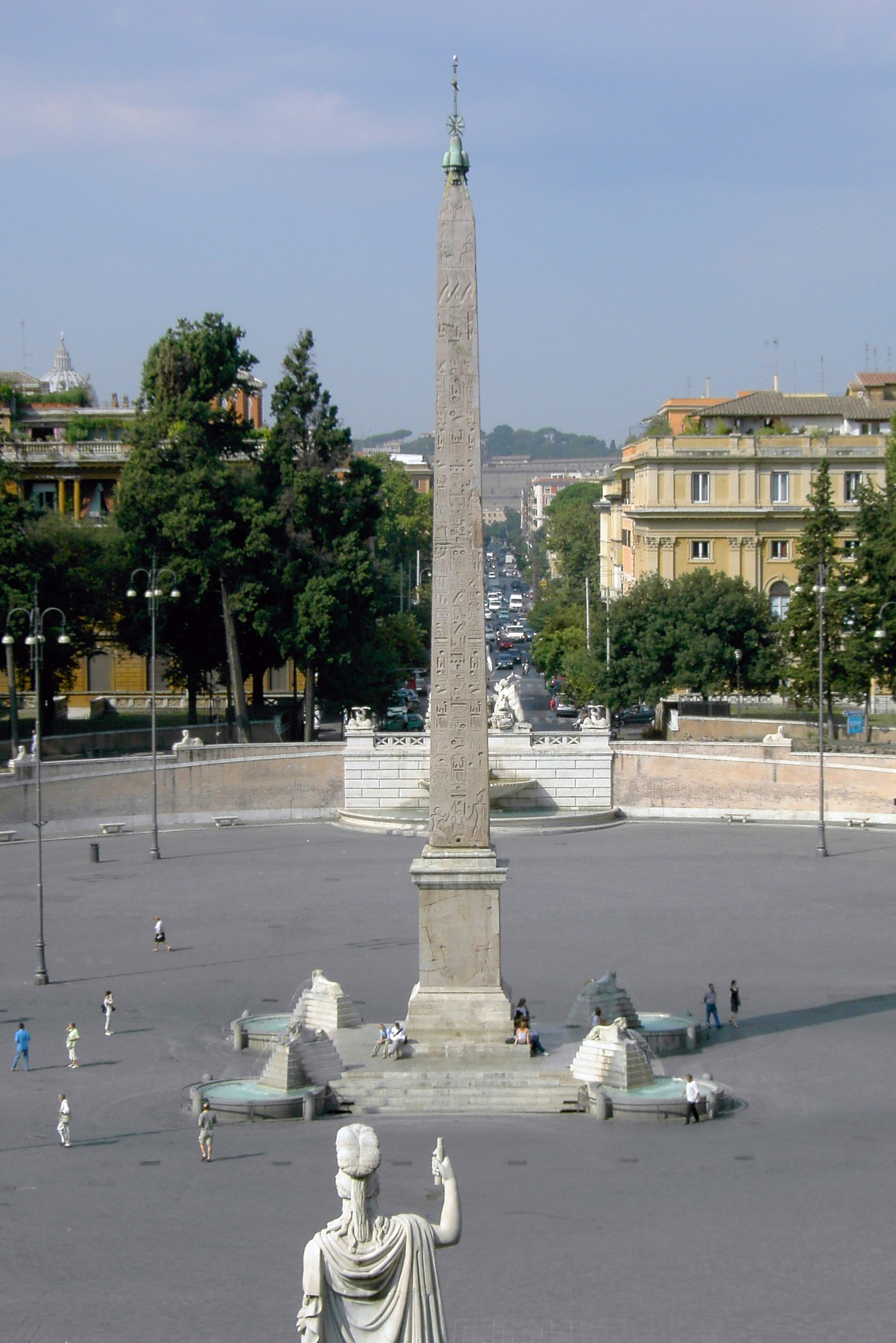
Обеліск Фламінія на п'яцца дель Пополо
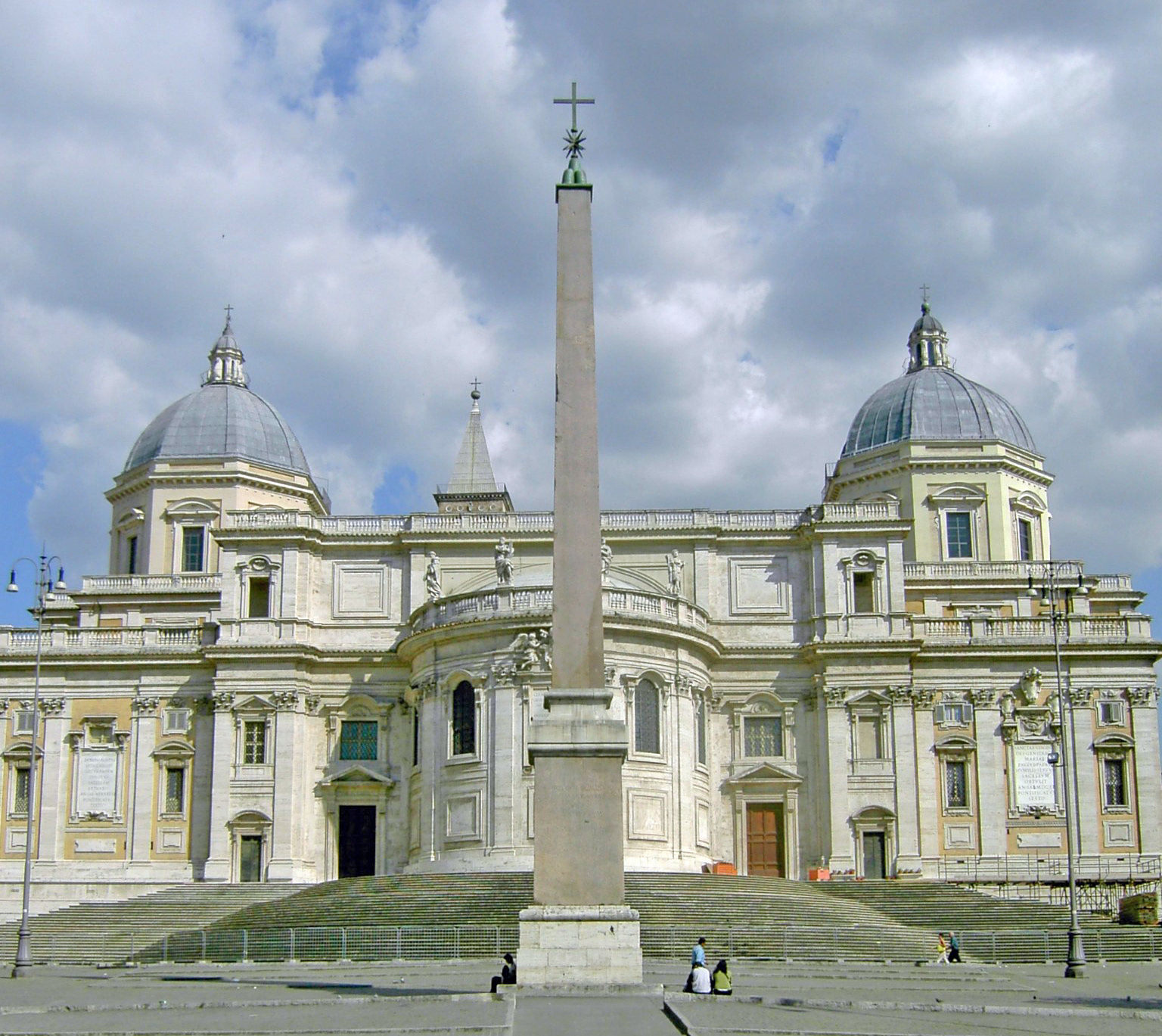
Обеліск Санта Марія Маджоре
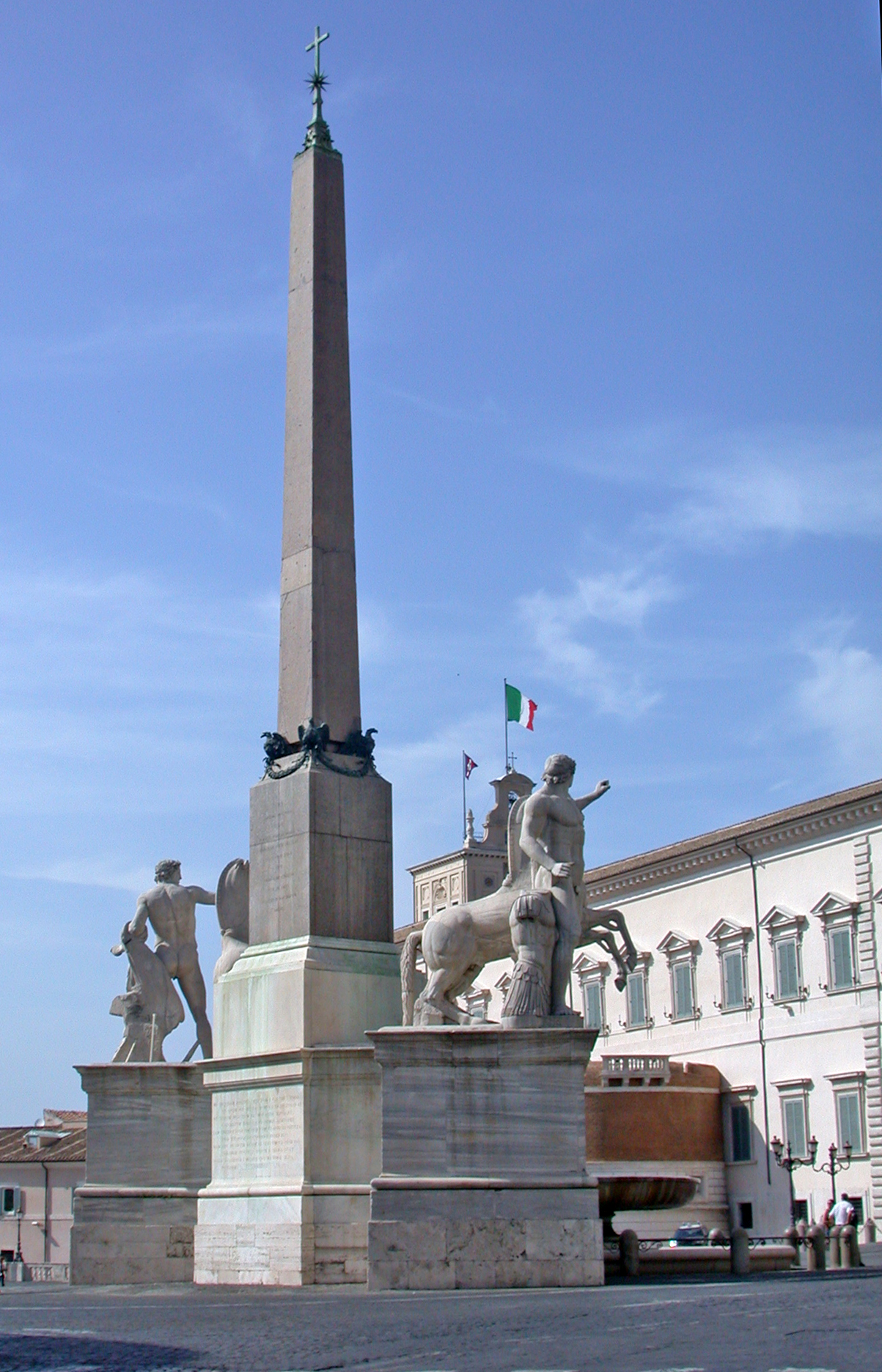
Обелісь на п'яцца Квірінале
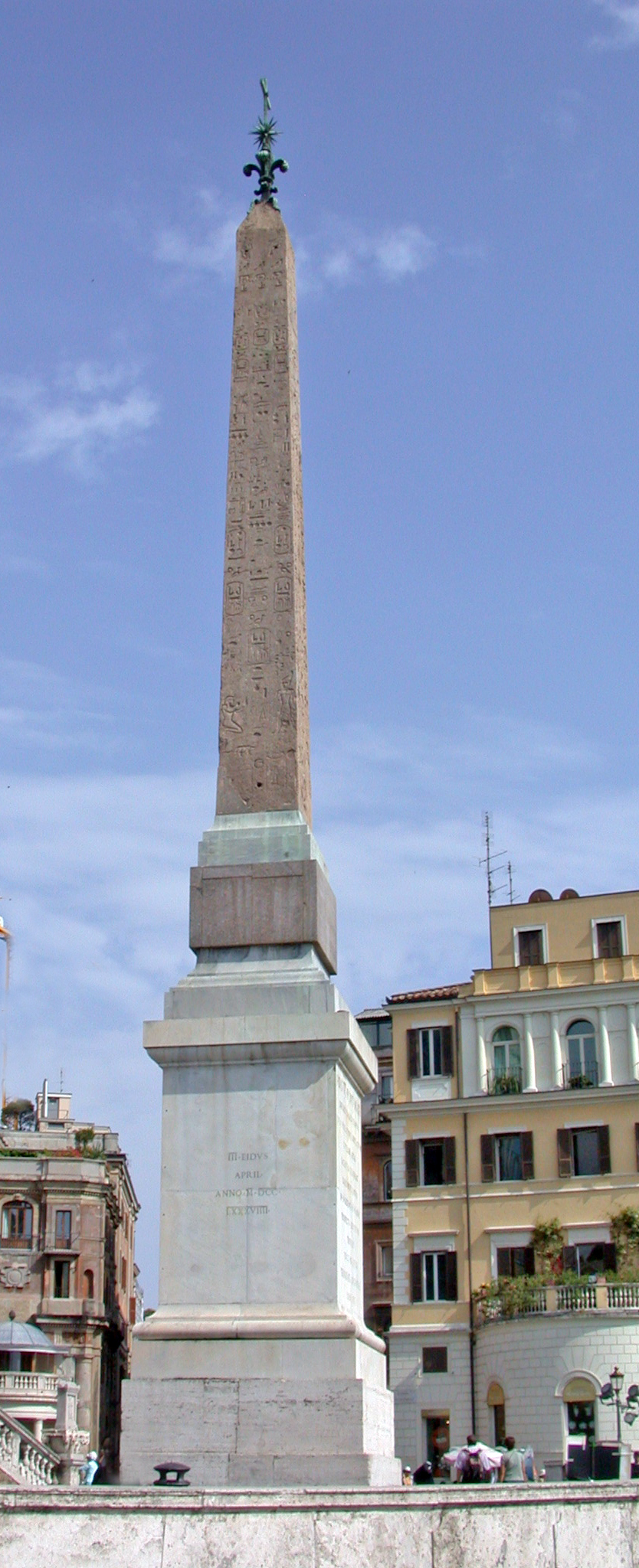
Обеліск Саллюстрино перед церквою Триніта деї Монті в Римі
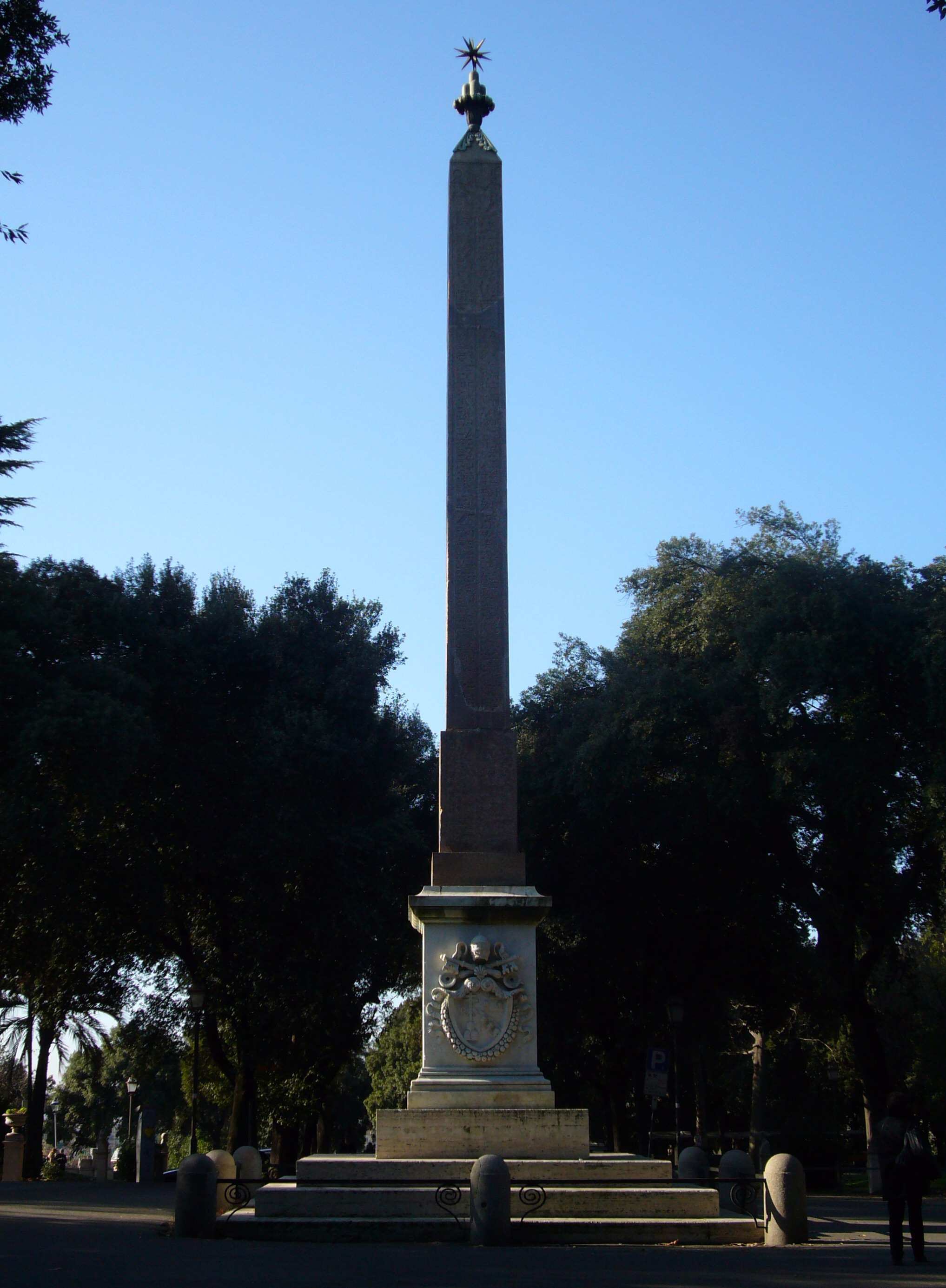
Обеліск Пінчано
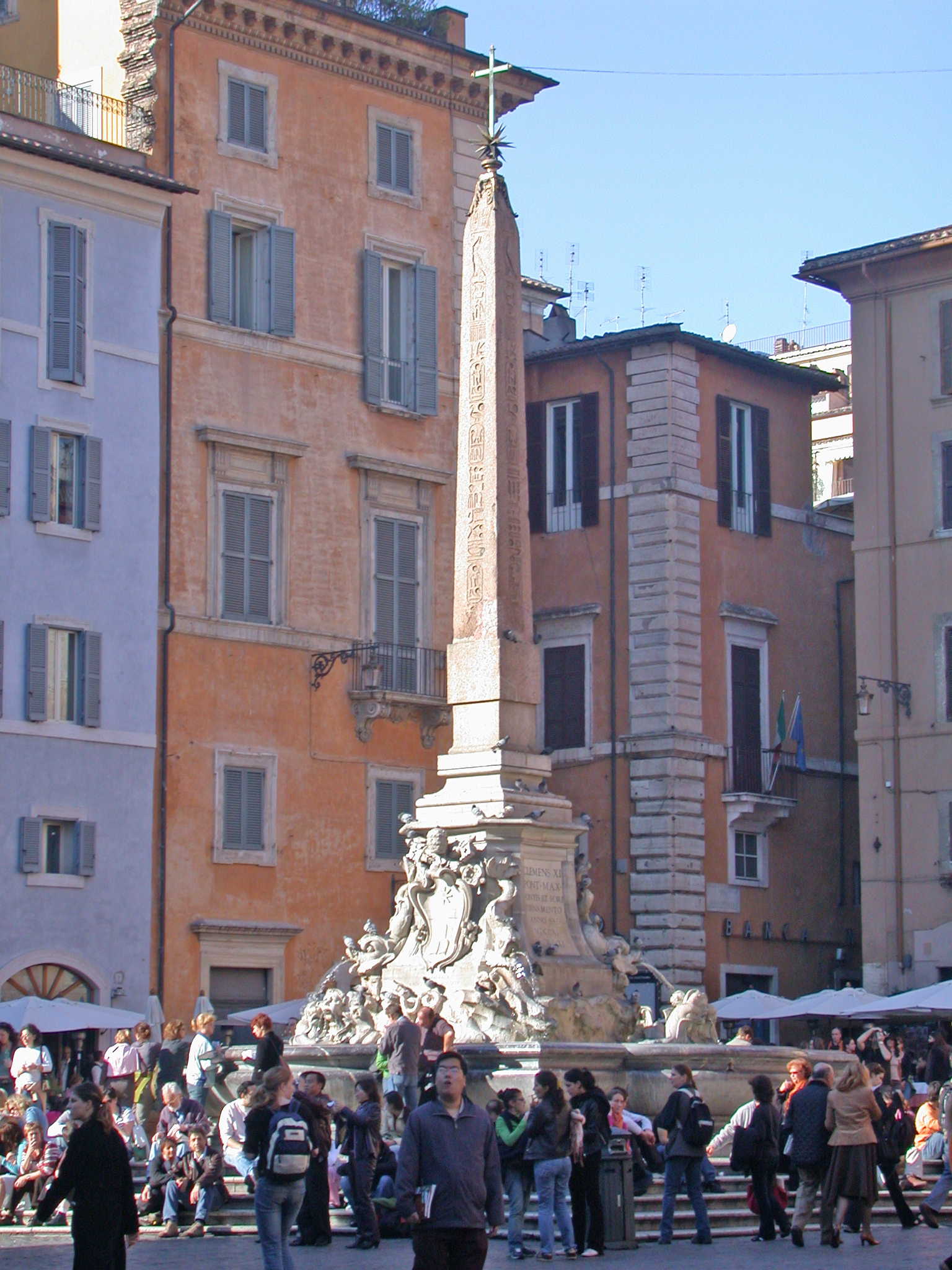
Обеліск біля Пантеону
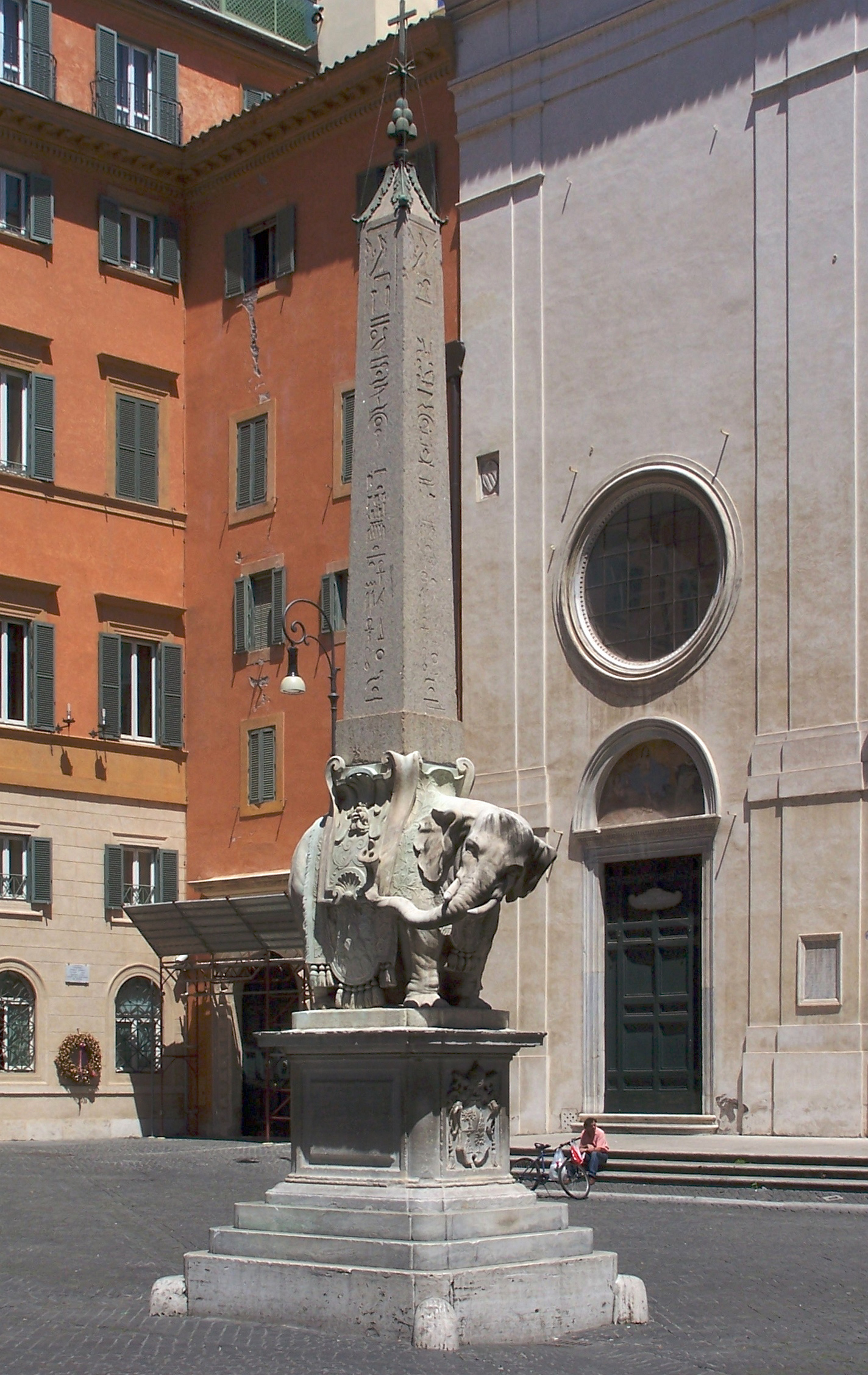
Обеліск Мінерви
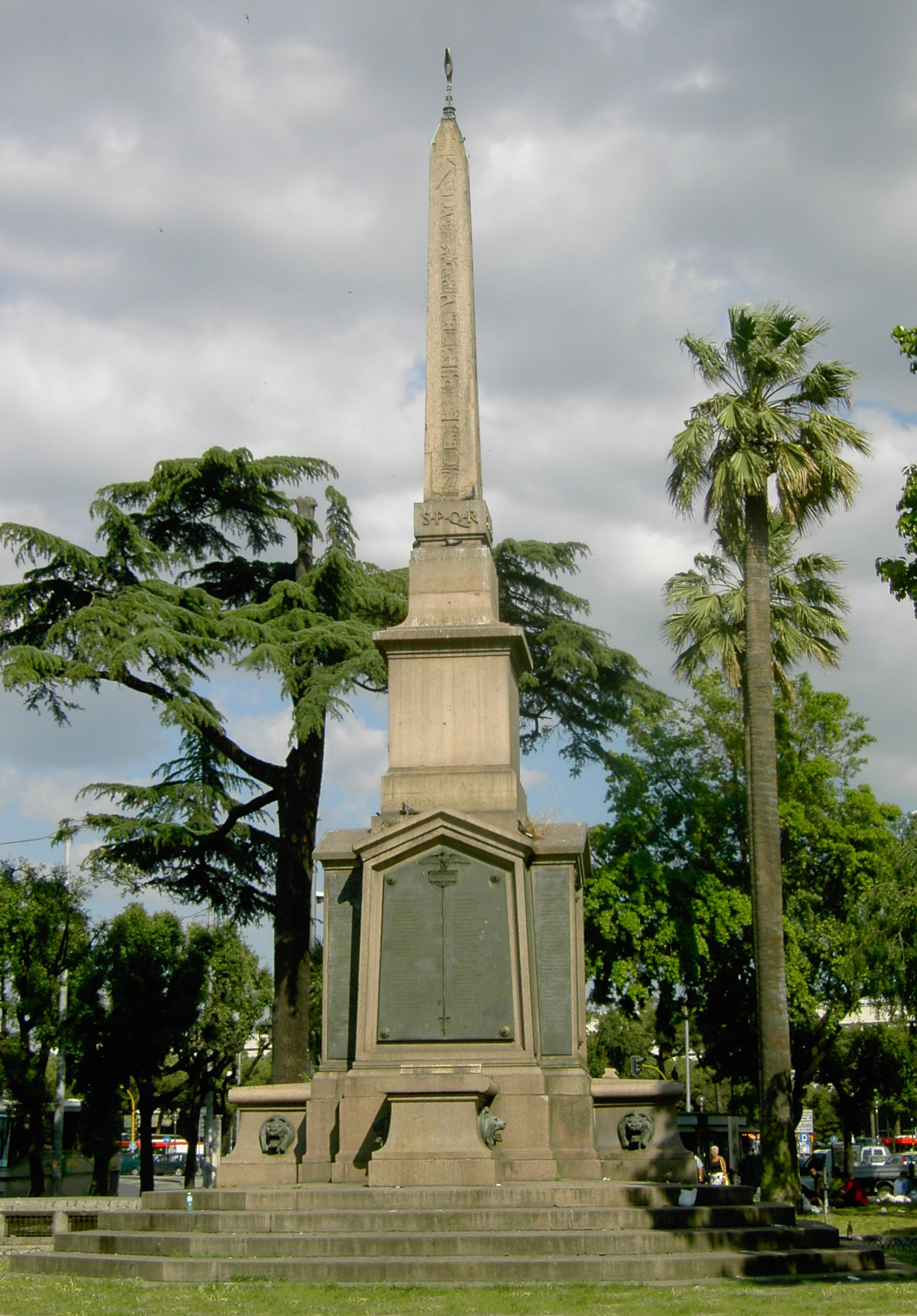
Обеліск Догалі
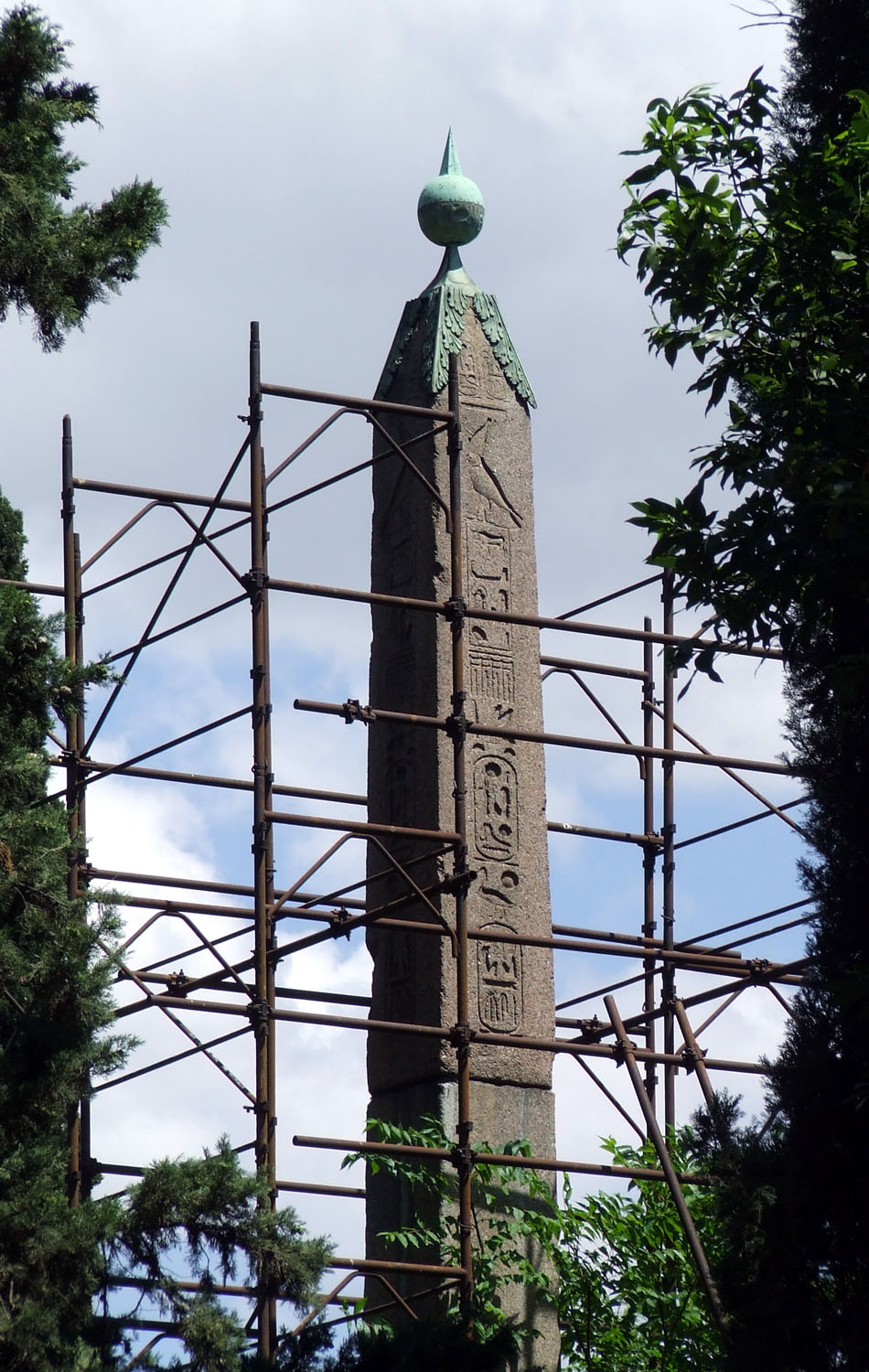
Обеліск вілли Челімонтано
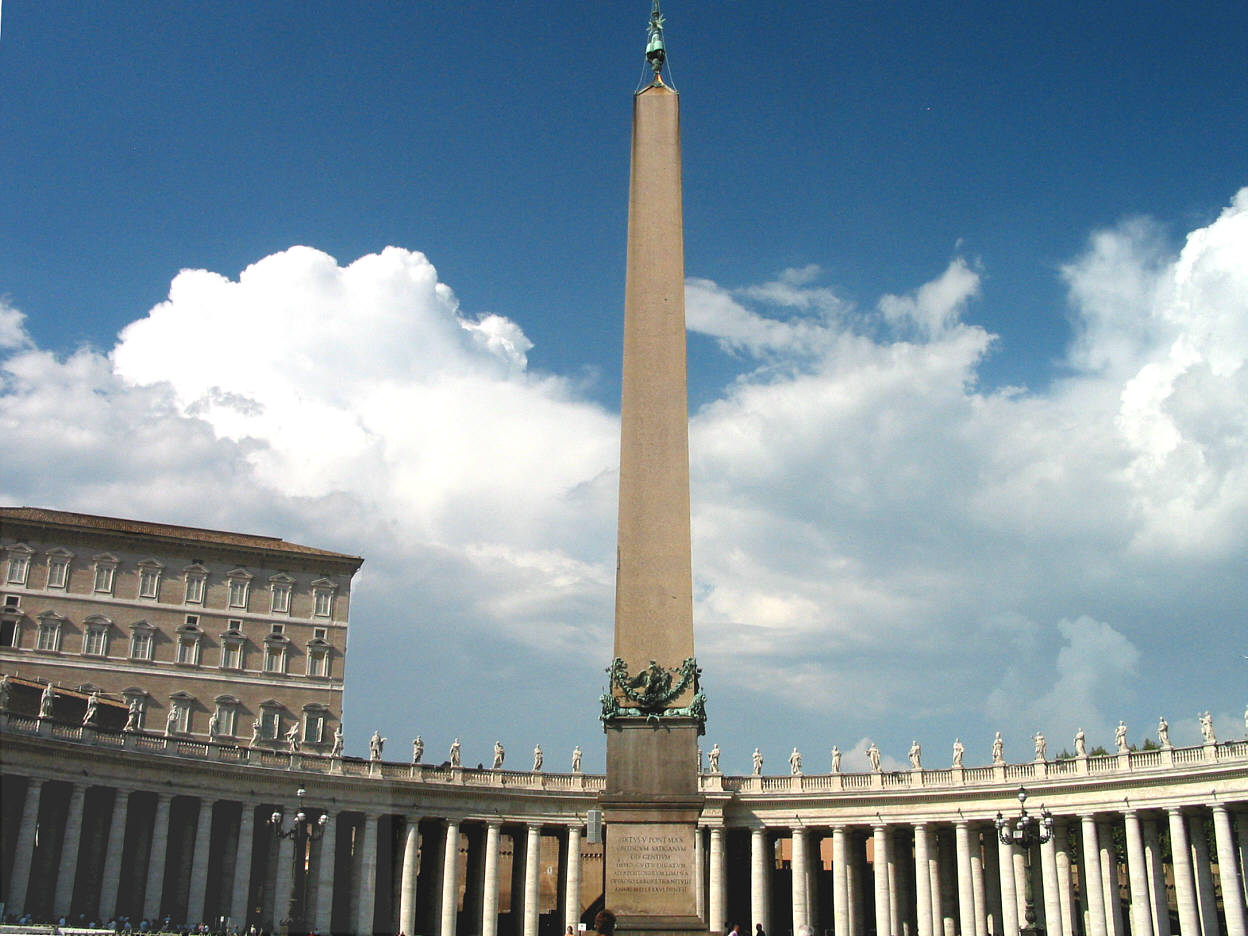
Обеліск на площі святого Петра
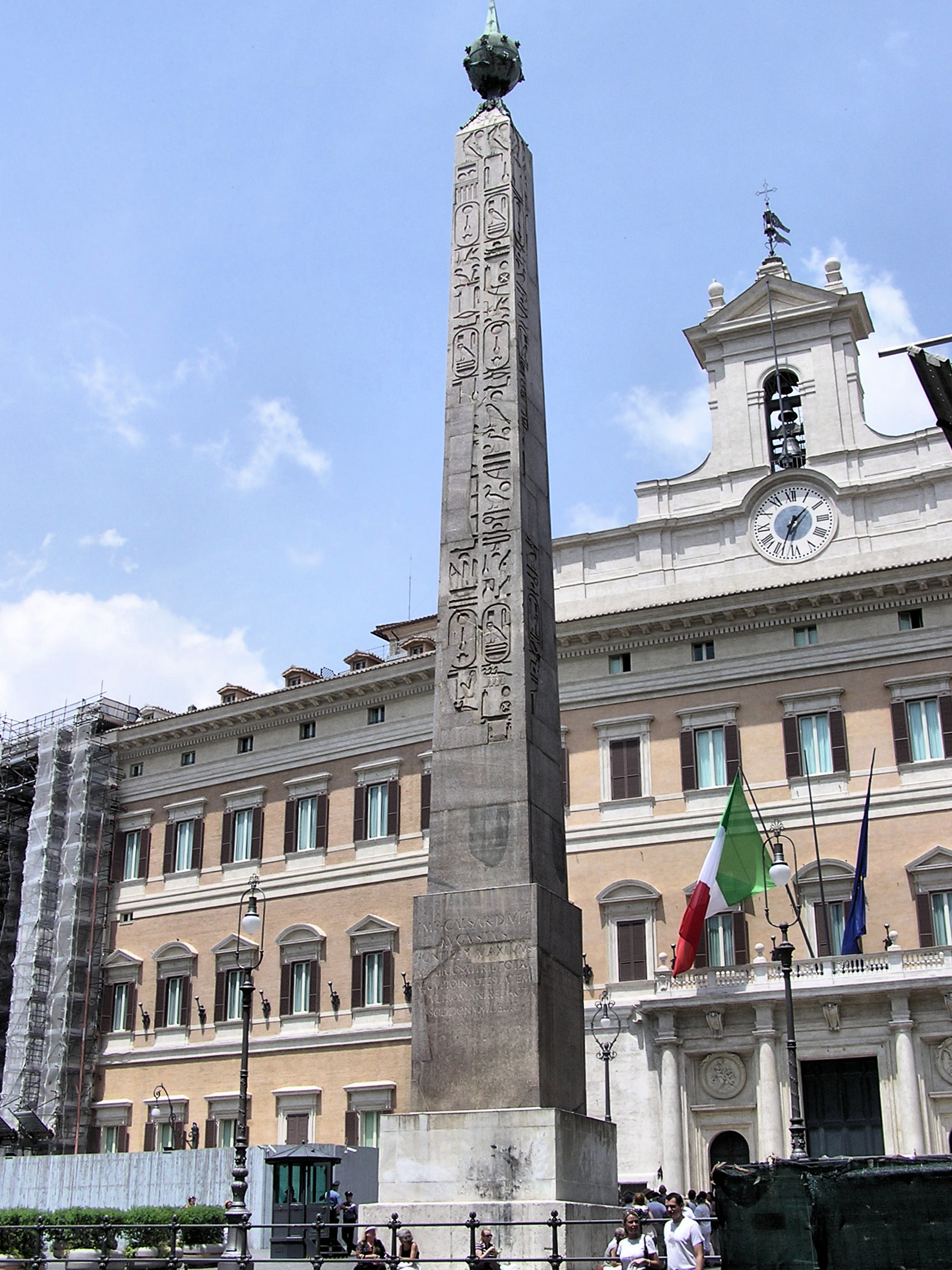
Обеліск Монтечиторіо

### Давньоримські сади
Давньоримські сади зазнали впливу єгипетських, перських та грецьких традицій садівництва. У Стародавній Лації, сад був частиною кожної ферми. Згідно з Катоном Старшим, кожен сад має бути поруч з будинком та мати квіткові клумби та орнаментальні дерева. Горацій писав, що в його час квітник став національним задоволенням. Сади не були доступні лише для дуже багатих. Розкопки у Помпеях показали, що сади, які примикали до резиденцій, зменшувались у масштабі для задоволення обмежень простору будинку звичайного римлянина. Модифіковані версії дизайну римського саду були застосовані у римських поселеннях у Африці, Галліїl та Британії. Коли міські будинки були замінені високими інсулами, міські сади були замінені садками на вікнах чи дахах.

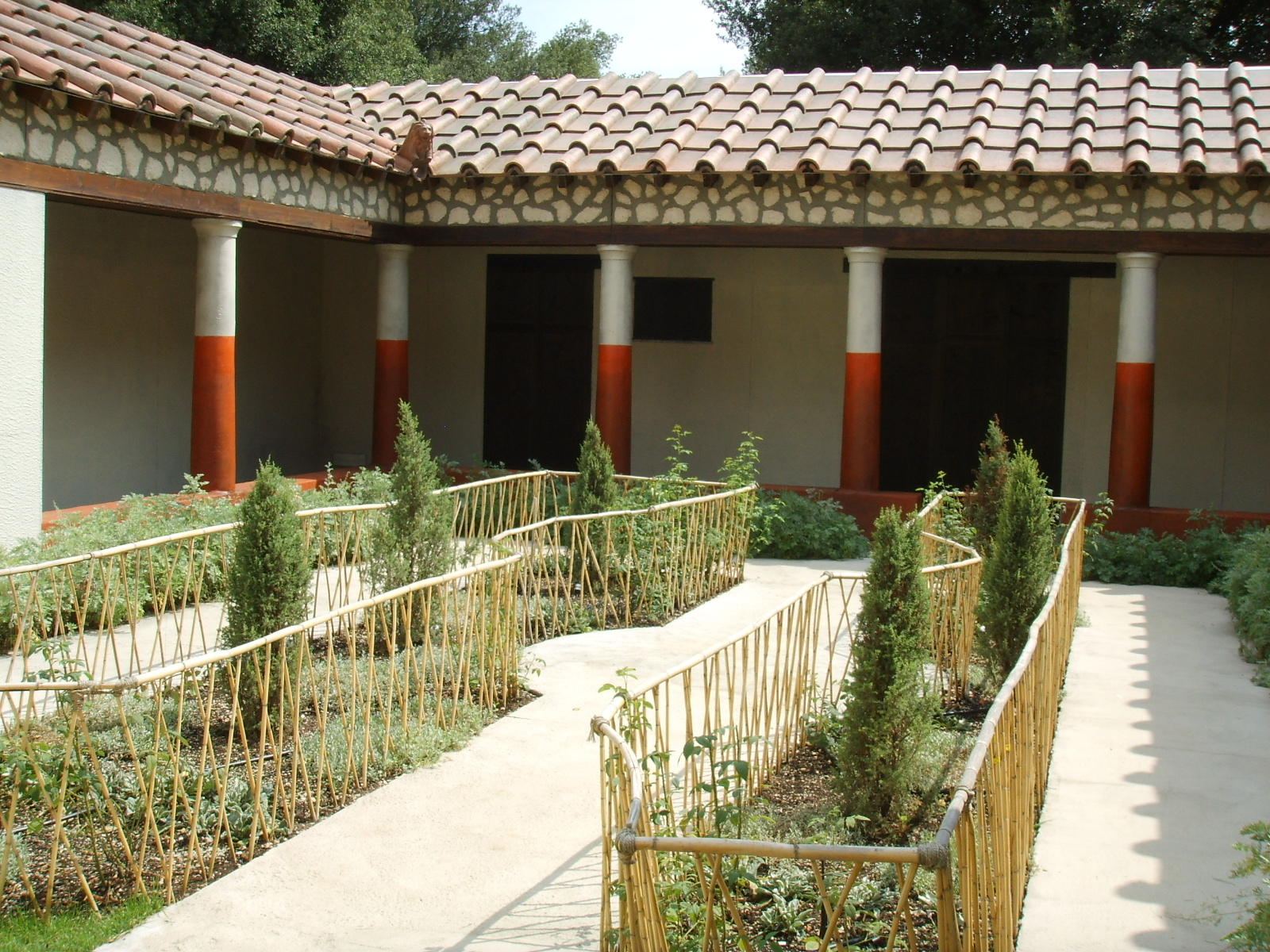
Реконструкція саду «будинку малярів» Помпеї
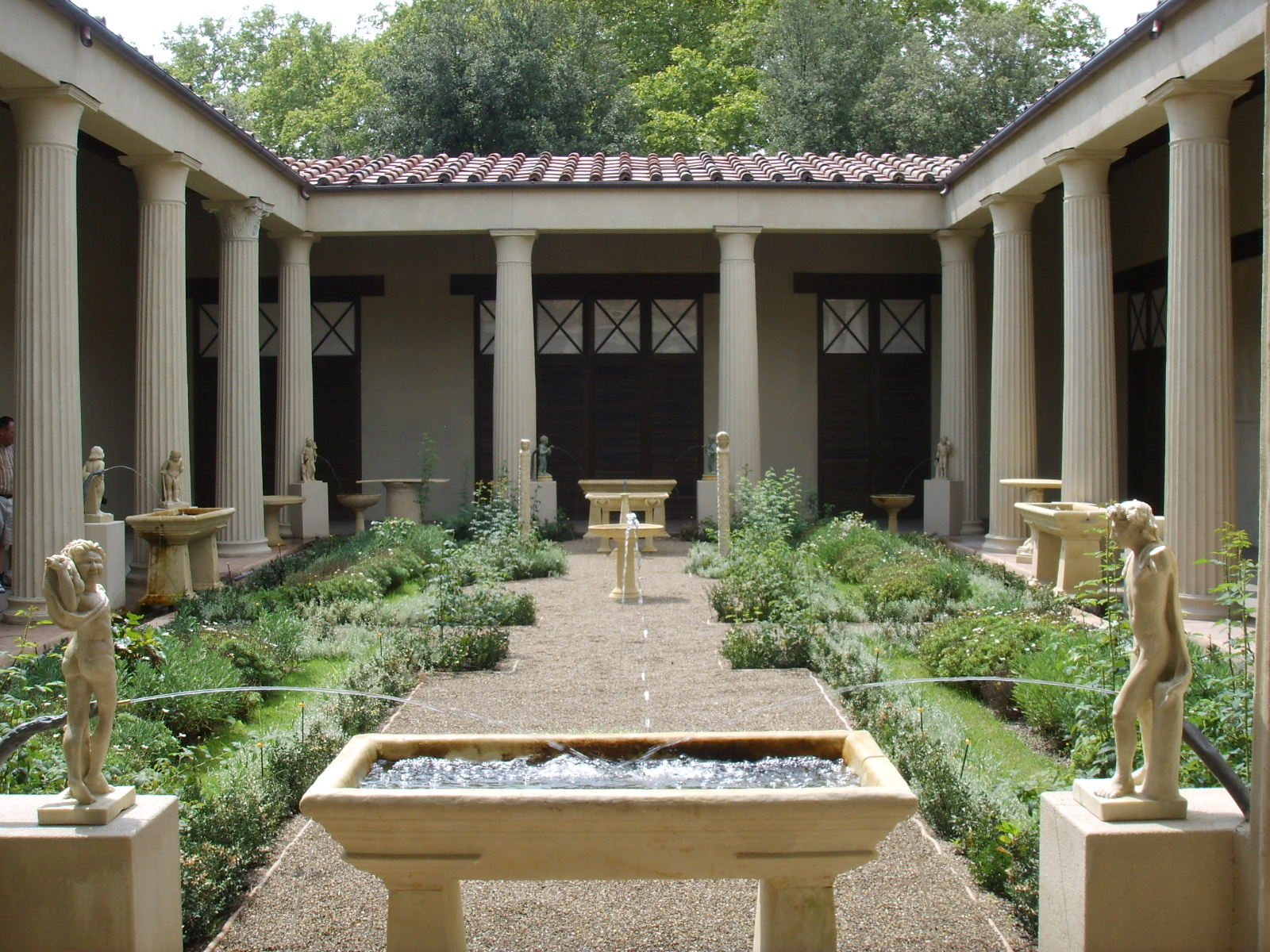
Реконструкція саду в  «будинку Веттії» у Помпеї
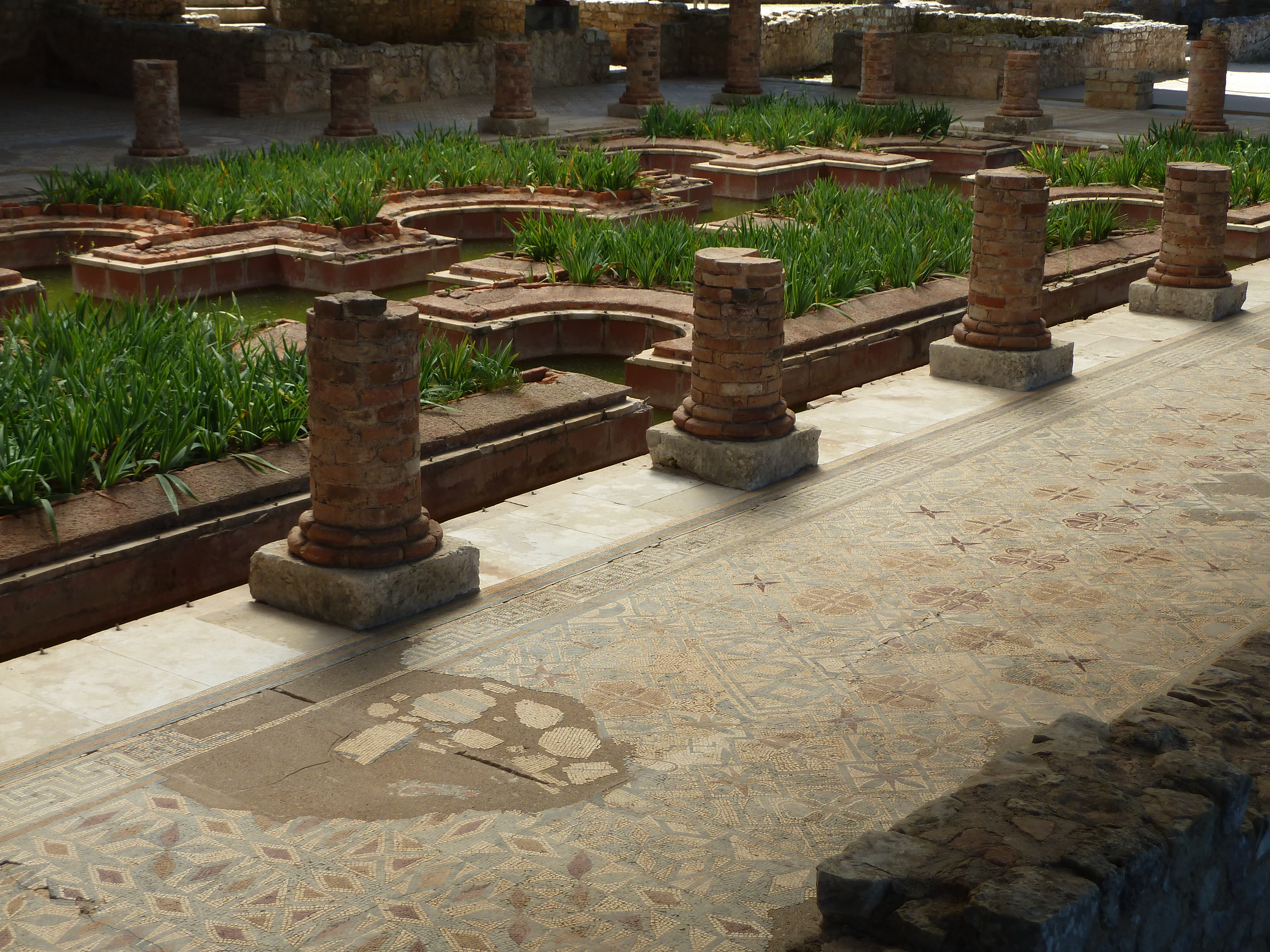
Сади в місті Конімбрига, Португалія

### Тріумфальні арки та колони
Тріумфальна арка — це монументальна споруда у формі арки з одним або декількома склепінчастими проходами, часто спроєктована так, щоб під нею проходила дорога. Витоки римських тріумфальних арок не з'ясовані, хоча є теорії про попередників римських арок. Так, в Італії етруски використовували сильно декоровані однопрольотні арки як ворота чи портали до своїх міст. Збереглися приклади етруських арок у Перуджі та Вольтеррі. Два ключові елементи триумфальної арки — закруглена арка та квадратний антаблемент (станина)  — тривалий час використовувались як окремі архітектурні елементи у Стародавній Греції. Інновацію, яку римляни привнесли у ці елементи, — це комбінування їх у окремо стоячій споруді. Колони стали чисто декоративними елементами зовнішнього фасаду арки, а антаблемент, звільнений від ролі несучого елементу будівлі, став полотном для світських та релігійних послань, які хотіли передати творці арки.
Мало що відомо, яке значення для римлян мали тріумфальні арки. Пліній Старший, який писав у I ст. н. е., є єдиним відомим автором тих часів, що писав про них, зокрема він зазначив, що їх метою було «піднімати над звичайним світом» образ шанованої персони, яку зазвичай зображували як статую з квадригою.
Перші відомі римські тріумфальні арки були встановлені в часи Римської республіки. Генерали, яким подарували тріумф, називались тріумфатори та зводили почесні арки зі статуями на згадку про їх перемоги
З початком імперського періоду римські тріумфальні практики сильно змінились, коли перший римський імператор Октавіан Август постановив, що лише тріумф можна дарувати лише імператорам. І тріумфальна арка від значення персонального пам'ятника стала пропагандистським, метою якого було нагадування про правителя та владу держави. Арки не обов'язково будували як входи кудись, алеt — на відміну від багатьох сучасних тріумфальних арок — вони часто зводились над дорогами і слід було проходити через них, а не обходити довкола.
Більшість тріумфальних арок були збудовані в імперський період. У IV ст. н. е. лише у Римі налічувалось 36 таких арок, з яких до нашого часу збереглося три — арка Тіта (81 р.н. е.), арка Септімія Севера (203—205 рр.н. е.) та арка Костянтина (312 р.н. е.); а по всій імперії були збудовані численні інші. Найпоширенішою була арка з одним проходом, але нерідкі були і потрійні арки, яких найраннішим вцілілим прикладом є тріумфальна арка в Оранжі (бл. 21 р.н. е.), частина Світової спадщини ЮНЕСКО в м. Оранж (Воклюз), Франція. З другого сторіччя нашої ери поширюються лат. arcus quadrifrons — квадратні тріумфальні арки, які зводились над перехрестями, з проходами на всіх чотирьох сторонах, особливо у Північній Африці. Будівництво тріумфальних арок у Римі та Італії зійшло нанівець після правління імператора Траяна (98–117 р.н. е.), але залишилось поширеним у провінціях ще у II–III ст. н. е., де їх часто зводили на згадку про візит імператора.
Орнамент арки був покликаний слугувати постійним візуальним нагадування про тріумф і тріумфатора. Фасад прикрашався мармуровими колонами, а постаменти та фронтони прикрашались декоративними карнізами. Різьблені панелі зображували перемоги та досягнення, діла тріумфатора, захоплену зброю ворога або саму тріумфальну процесію. На антревольтах зображували літаючу богиню Вікторію, а фронтон часто містив написи-присвяти, які іменували та прославляли тріумфатора. Постаменти та внутрішні проходи також прикрашались рельєфами та скульптурами. Склепіння орнаментувалось кесонами. Деякі тріумфальні арки віншували статуї лат. currus triumphalis — група статуй, яка зображувала імператора або генерала у квадризі.
Написи на тріумфальних арках самі по собі були витвором мистецтва, з дуже тонко різьбленими, деколи позолоченими літерами. Форма кожної літери та простір між ними були уважно вивірені для максимуму ясності та простоти, без декоративних візерунків, підкреслюючи смак римлян до обмеження та порядку. Ця концепція того, що потім стало мистецтвом типографії, зберігає своє фундаментальне значення і до наших днів.
Тріумфальна колона — монумент у вигляді колони, що встановлюється на честь військової перемоги, визначної події чи певної видатної особи. Зазвичай колона розміщується на п'єдесталі і завершується скульптурою — символом перемоги.

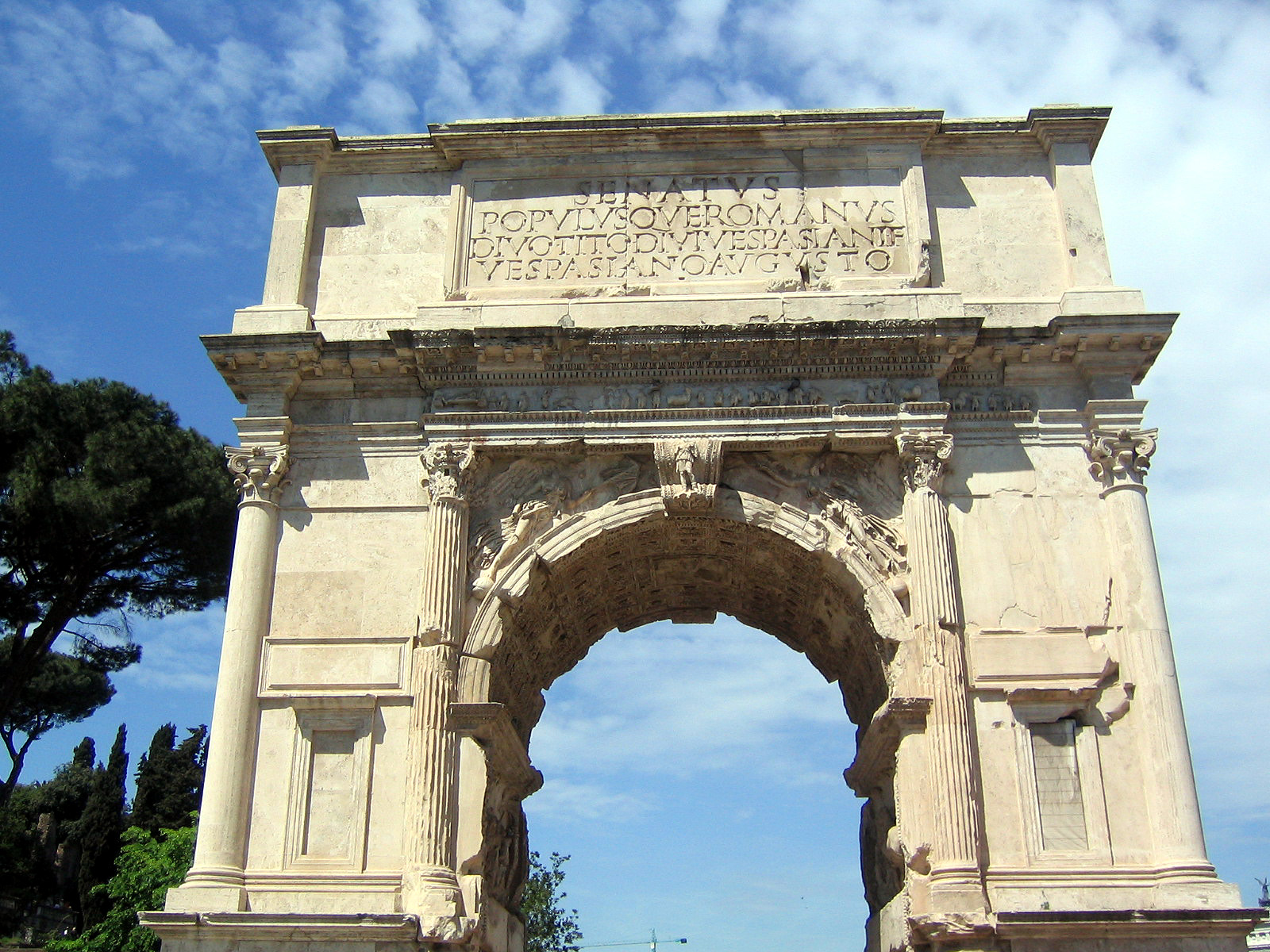
Арка Тіта в Римі, ранньо-імперська римська тріумфальна арка з єдиним проходом
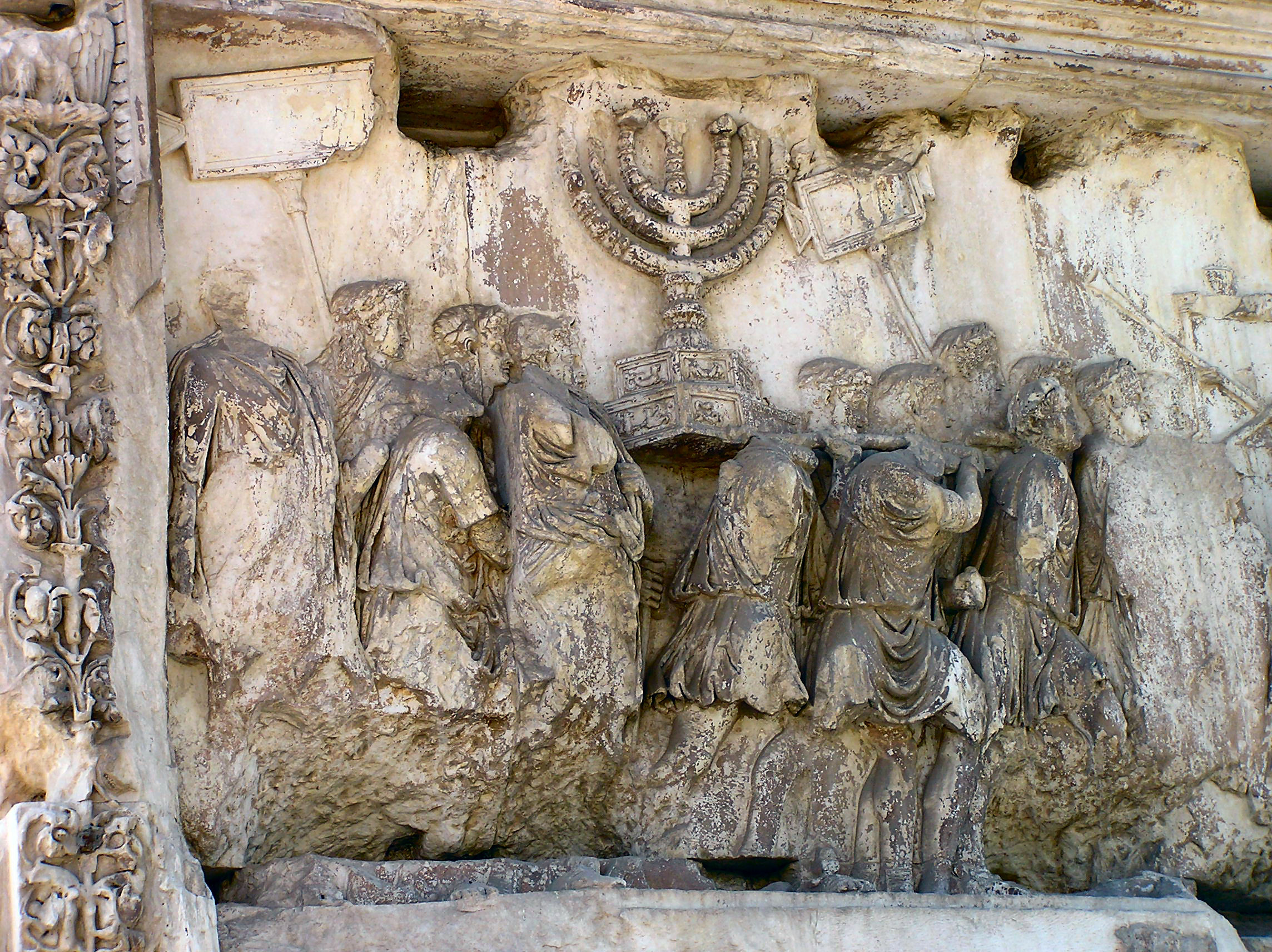
Деталь арки: тріумфальна процесія Тита, яке демонструє скарб, захоплений в Єрусалимі 81 н. е.
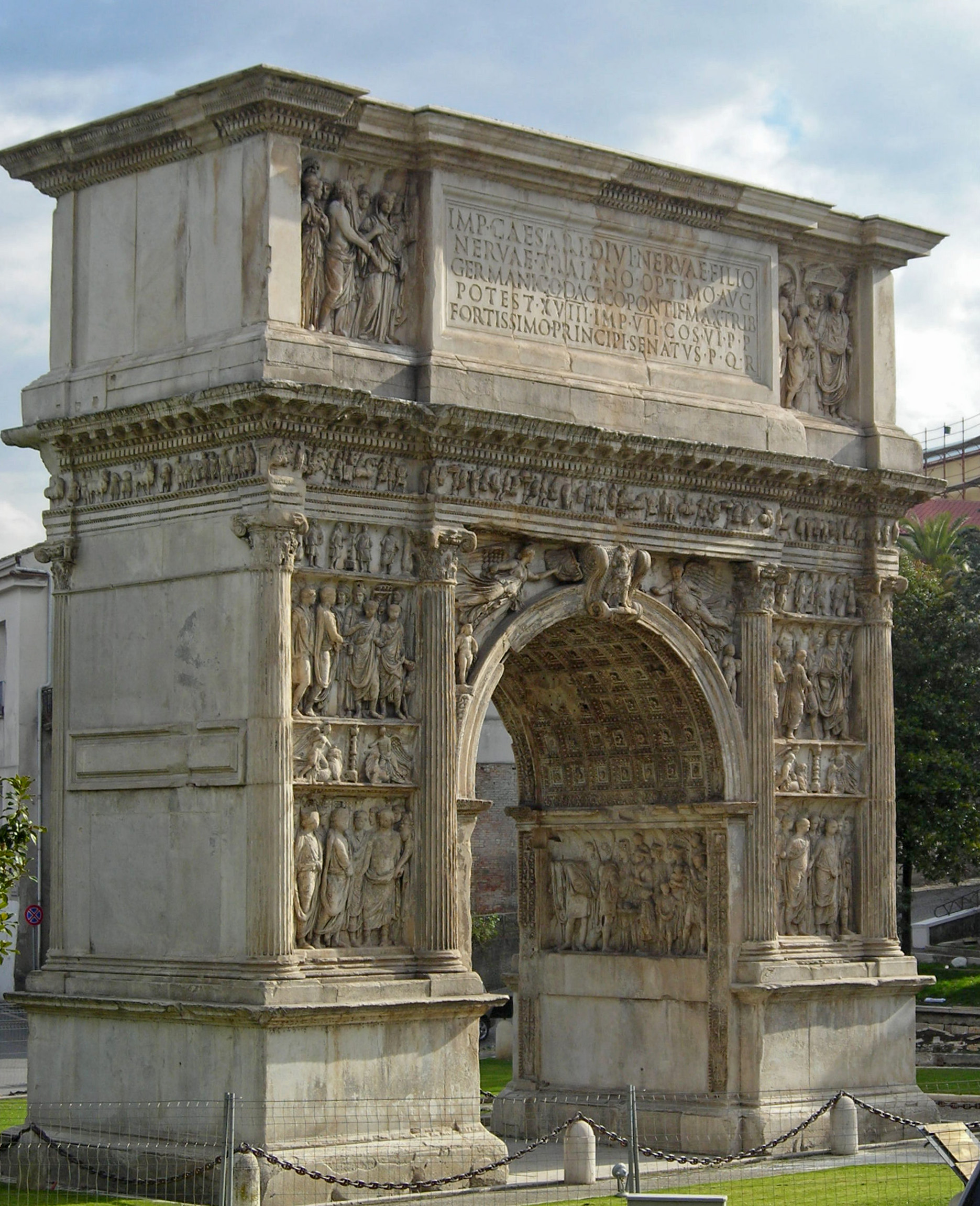
Тріумфальна арка Траяна (Беневенто)
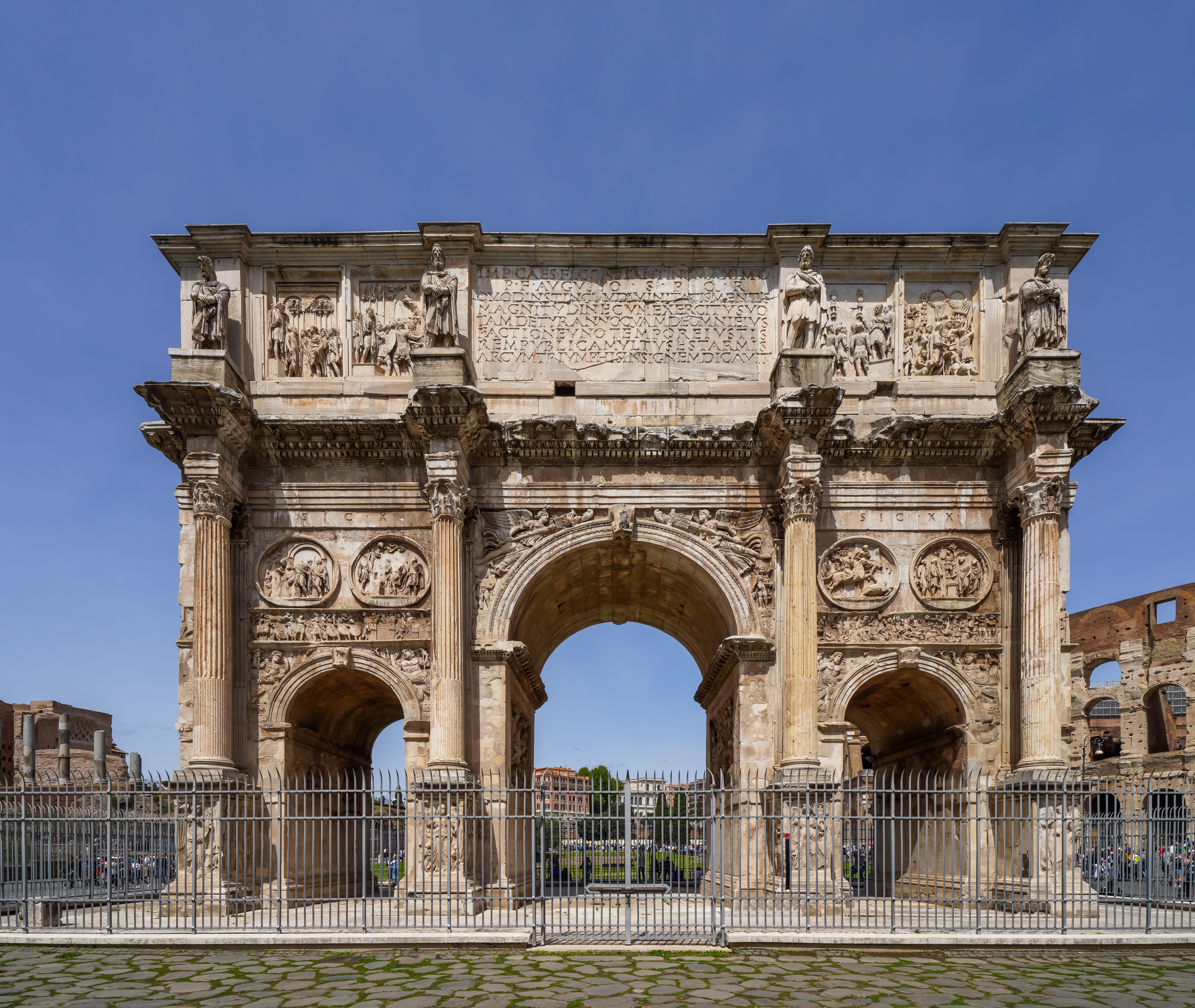
Тріумфальна арка Костянтина
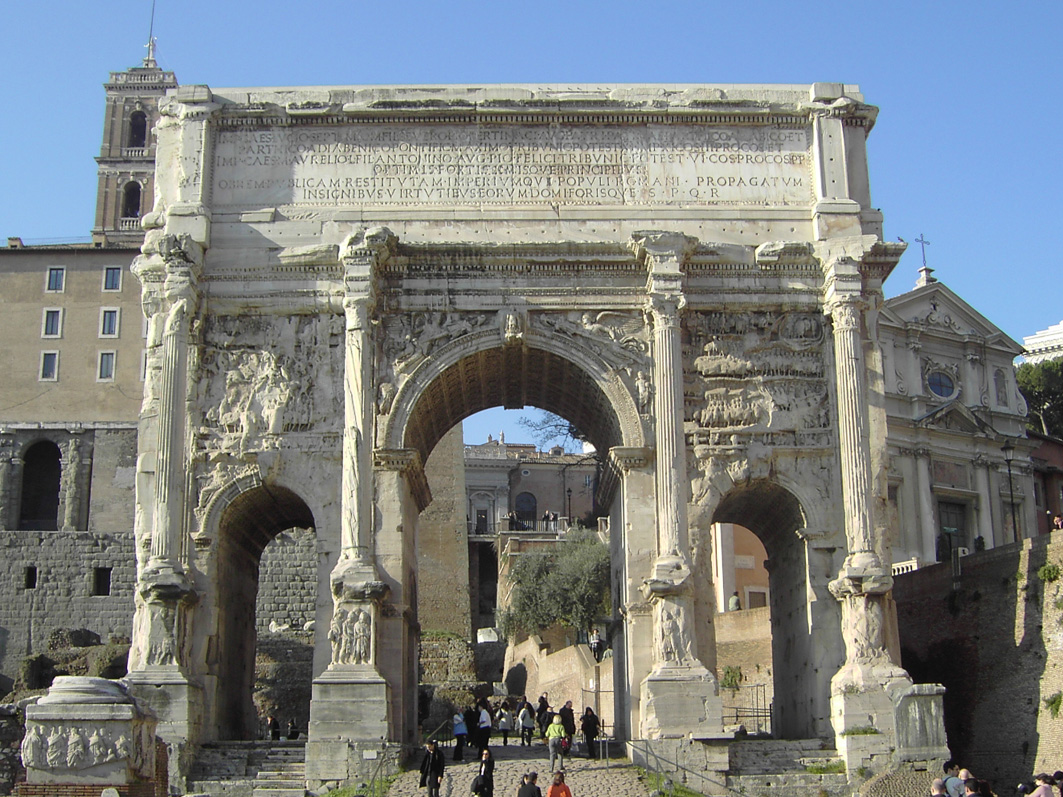
Тріумфальна арка Септімія Севера
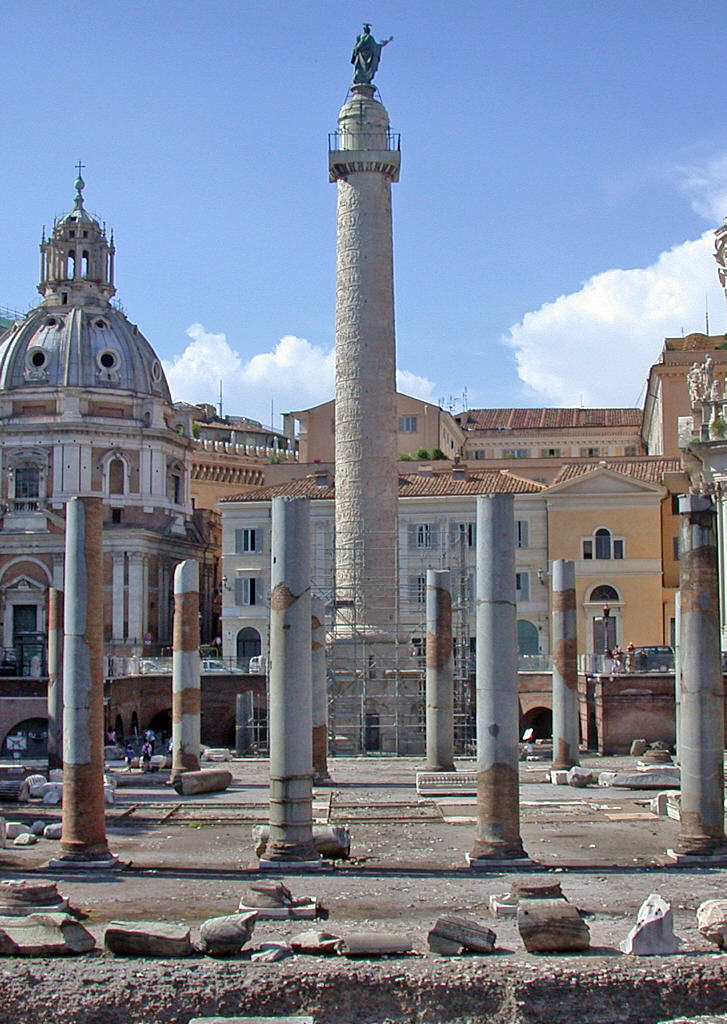
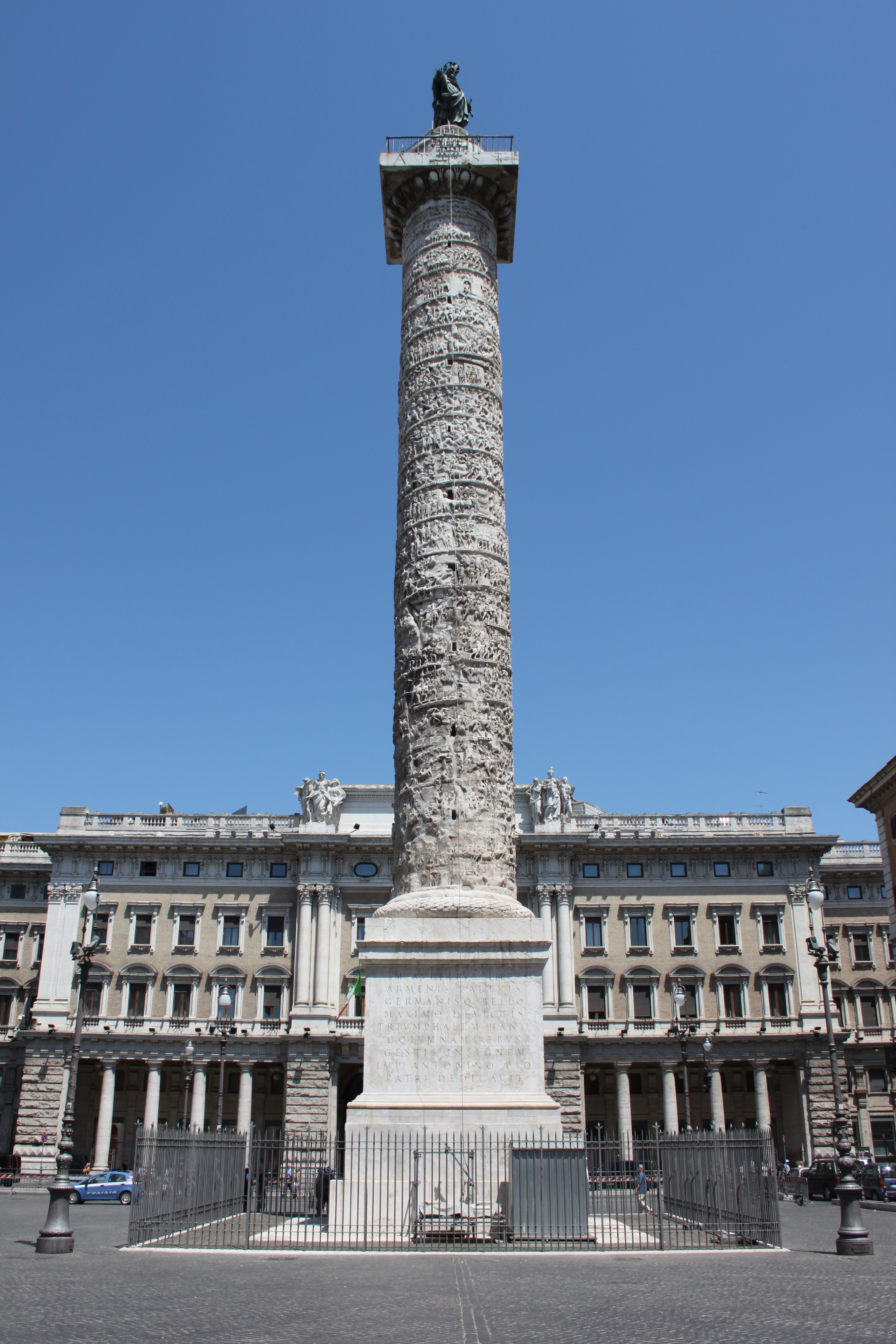
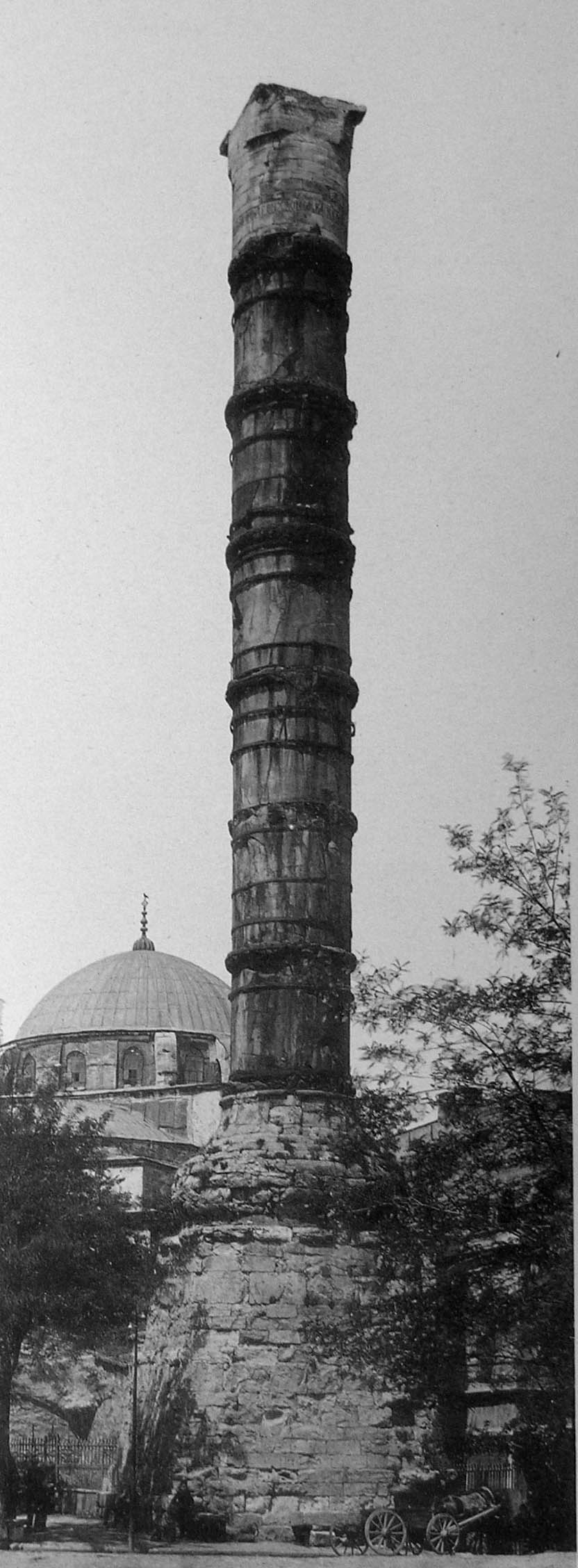
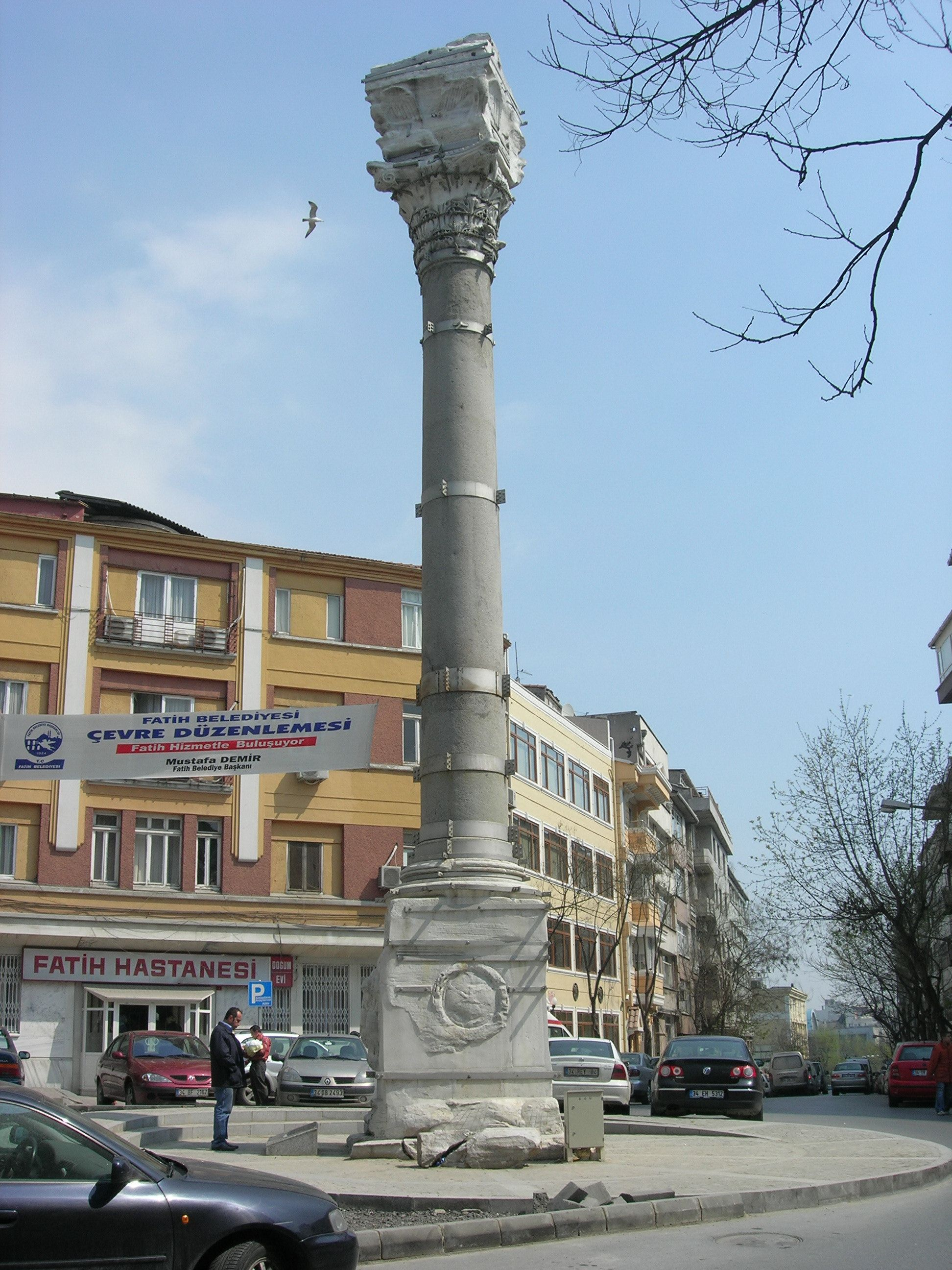
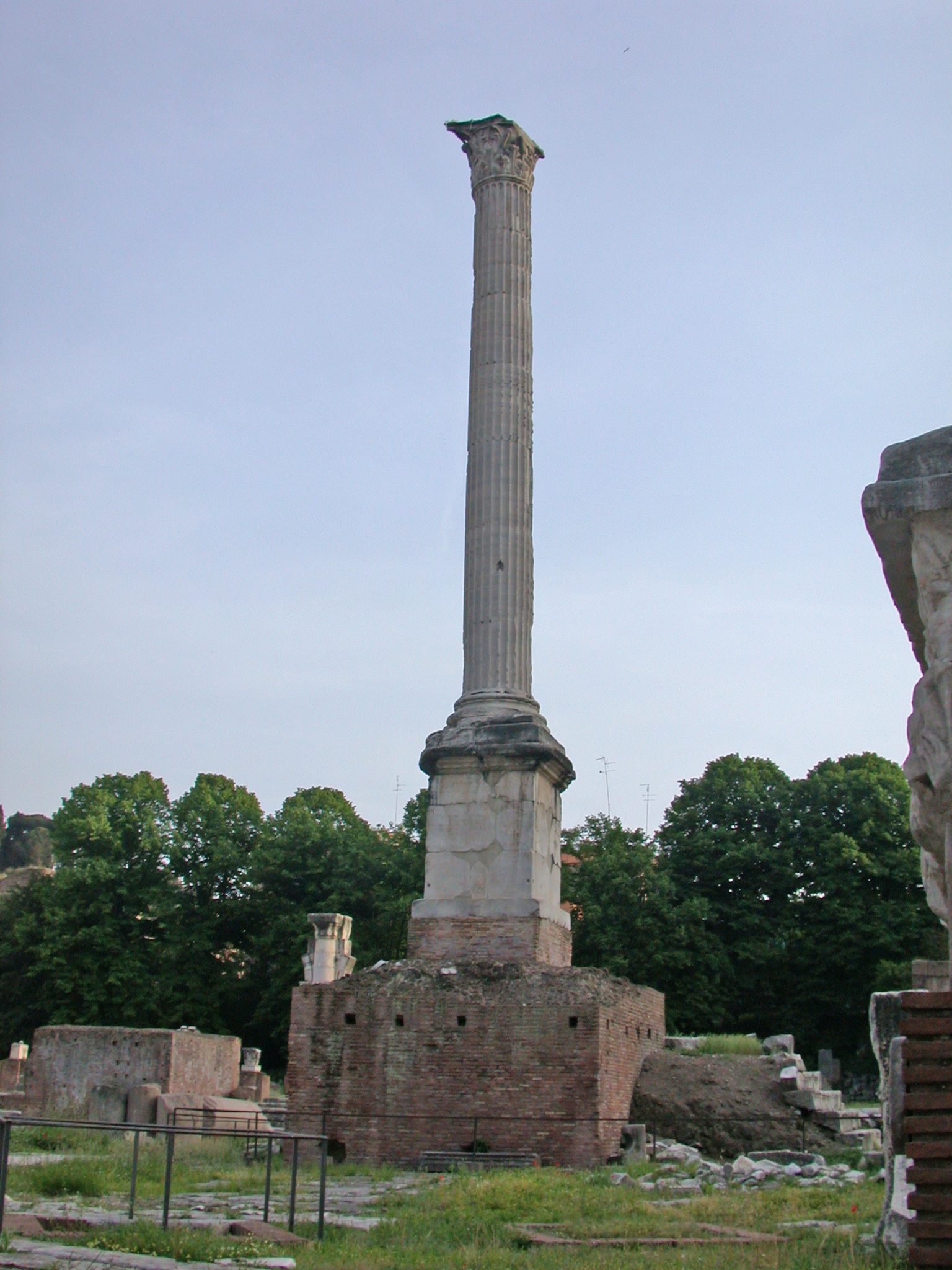

## Інфраструктура

### Дороги
Римські дороги були життєво необхідними для підтримки та розвитку римської держави та будувались десь від 500 р. до н. е. через розширення та консолідацію Римської республіки та Римської імперії. Вони надавали ефективні можливості для пересувань по суші армій, державних службовців та цивільних осіб, а також для передачі по суші офіційних комунікацій та торгівлі товарами. На піку розвитку Риму, від столиці відходило не менше 29 великих військових доріг, а 113 провінцій пізньої імперії поєднували 372 великих дороги
Будівельники римських доріг намагались дотримувались регульованої ширини, але в реальності ширина була від 1,1 м до більш ніж 23 фут (7,0 м). Сьогодні на дорогах, що збереглися, бетон вже вищербився, і здається, що вони були дуже нерівні, але тоді вони намагались наблизити поверхню до пласкої.

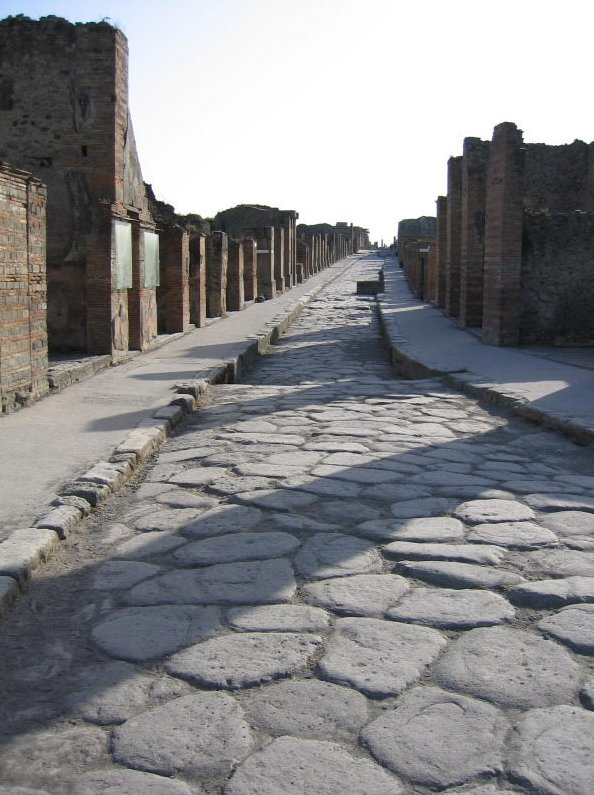
Вулиця у Помпеях, Італія
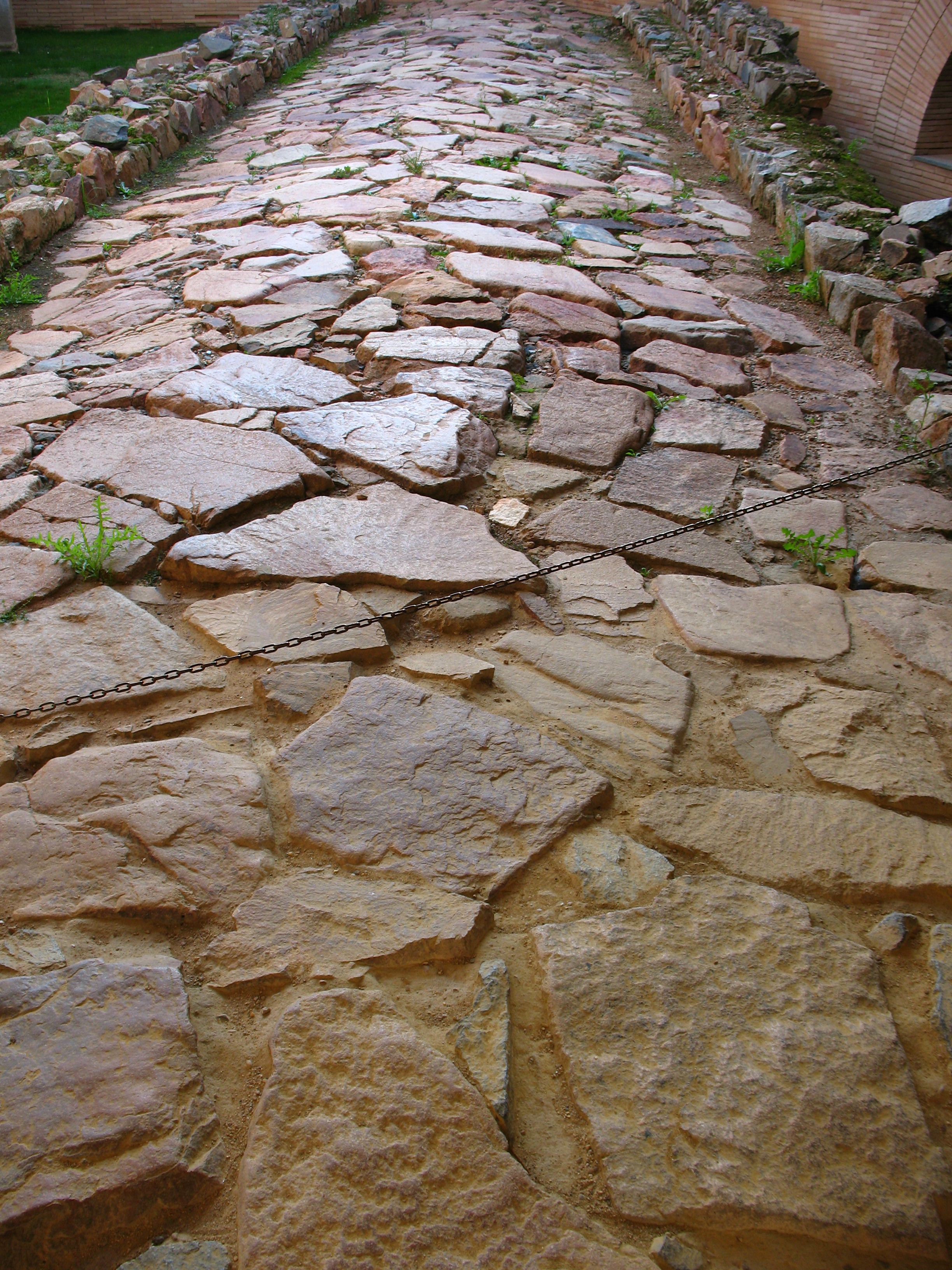
Римська дорога у Мериді, Іспанія
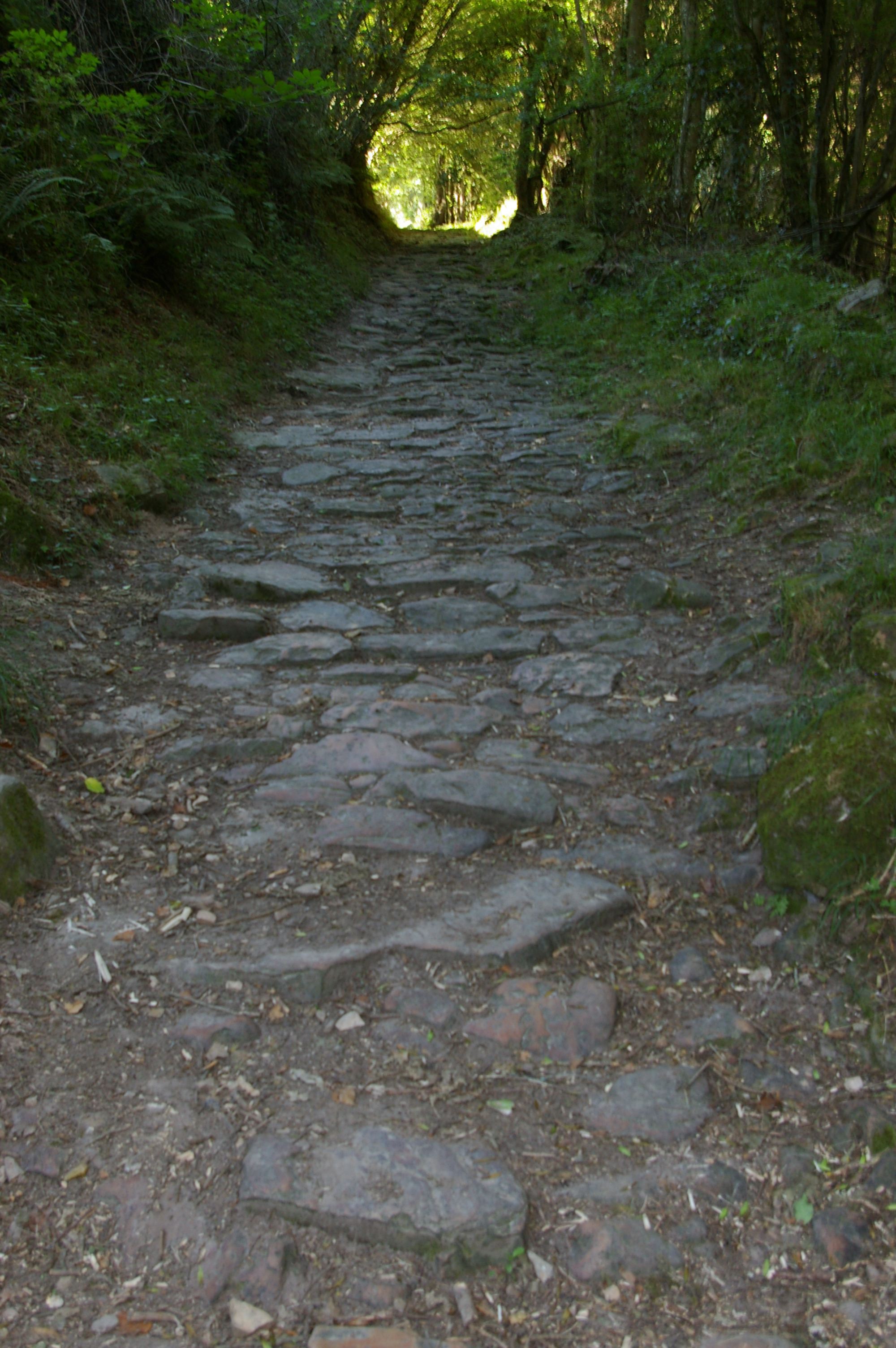
Римська дорога біля Сент-Сюзанн, Франція
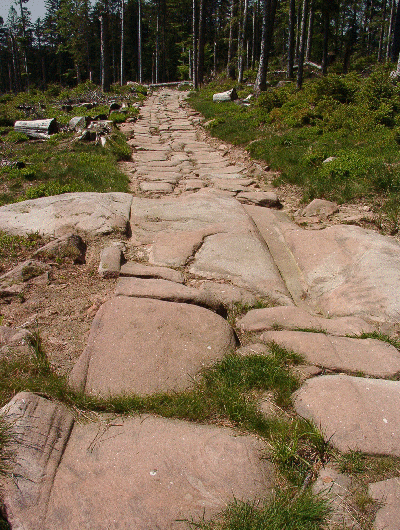
Римська дорога біля Раон-ле-Ло, Франція
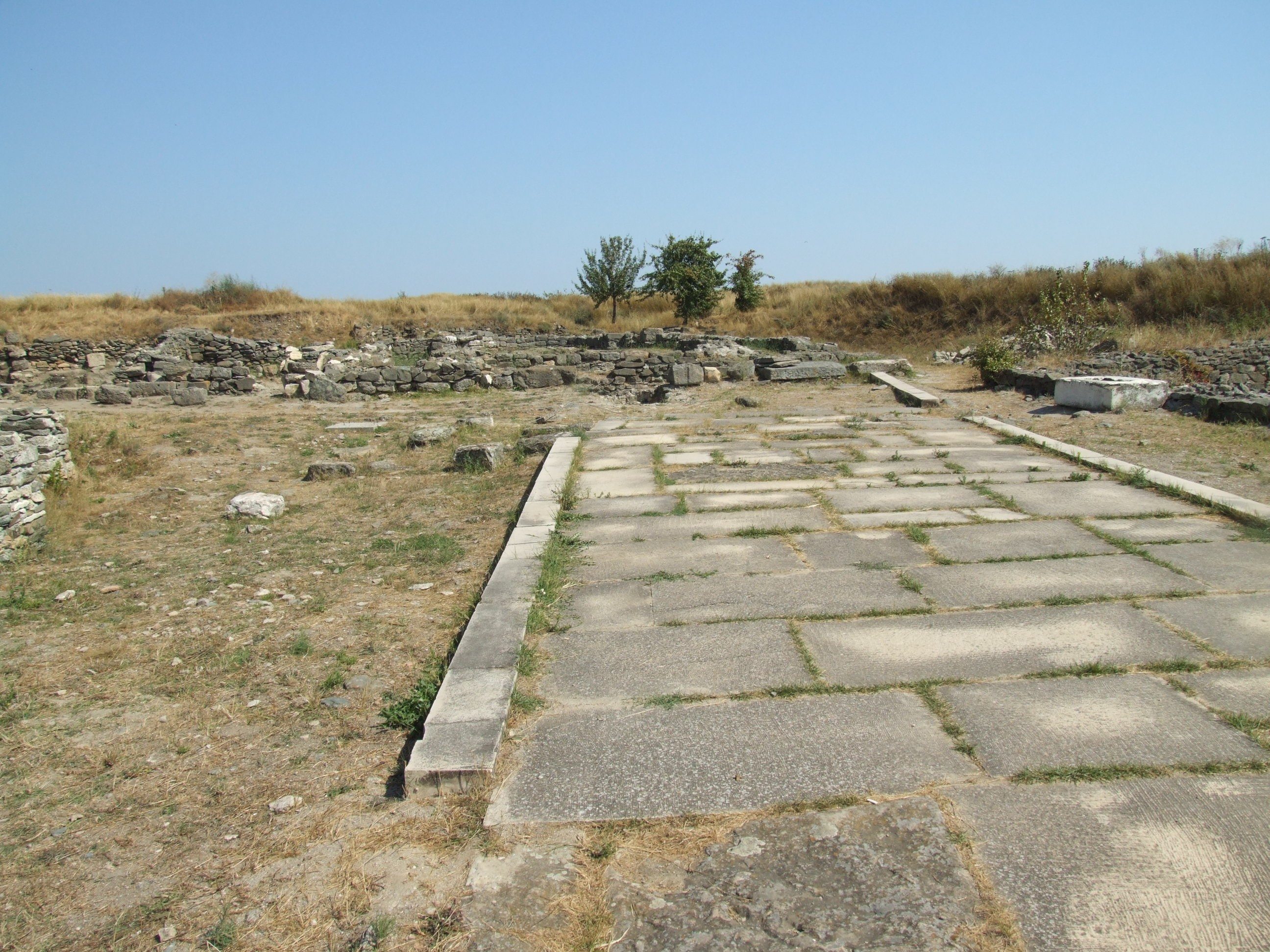
Дорога в Істрії
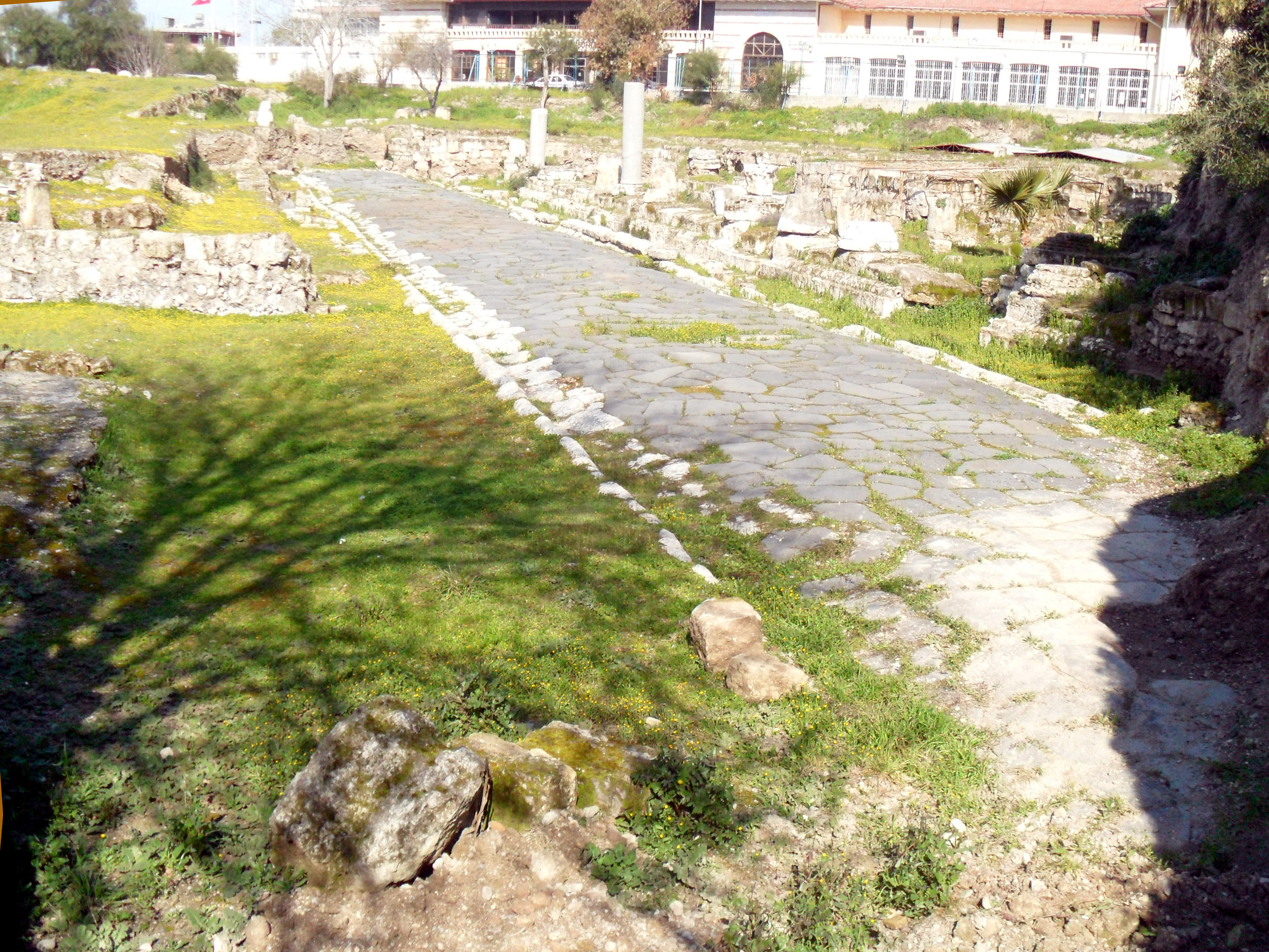
Римська дорога у Тарсі, іл Мерсін, Туреччина
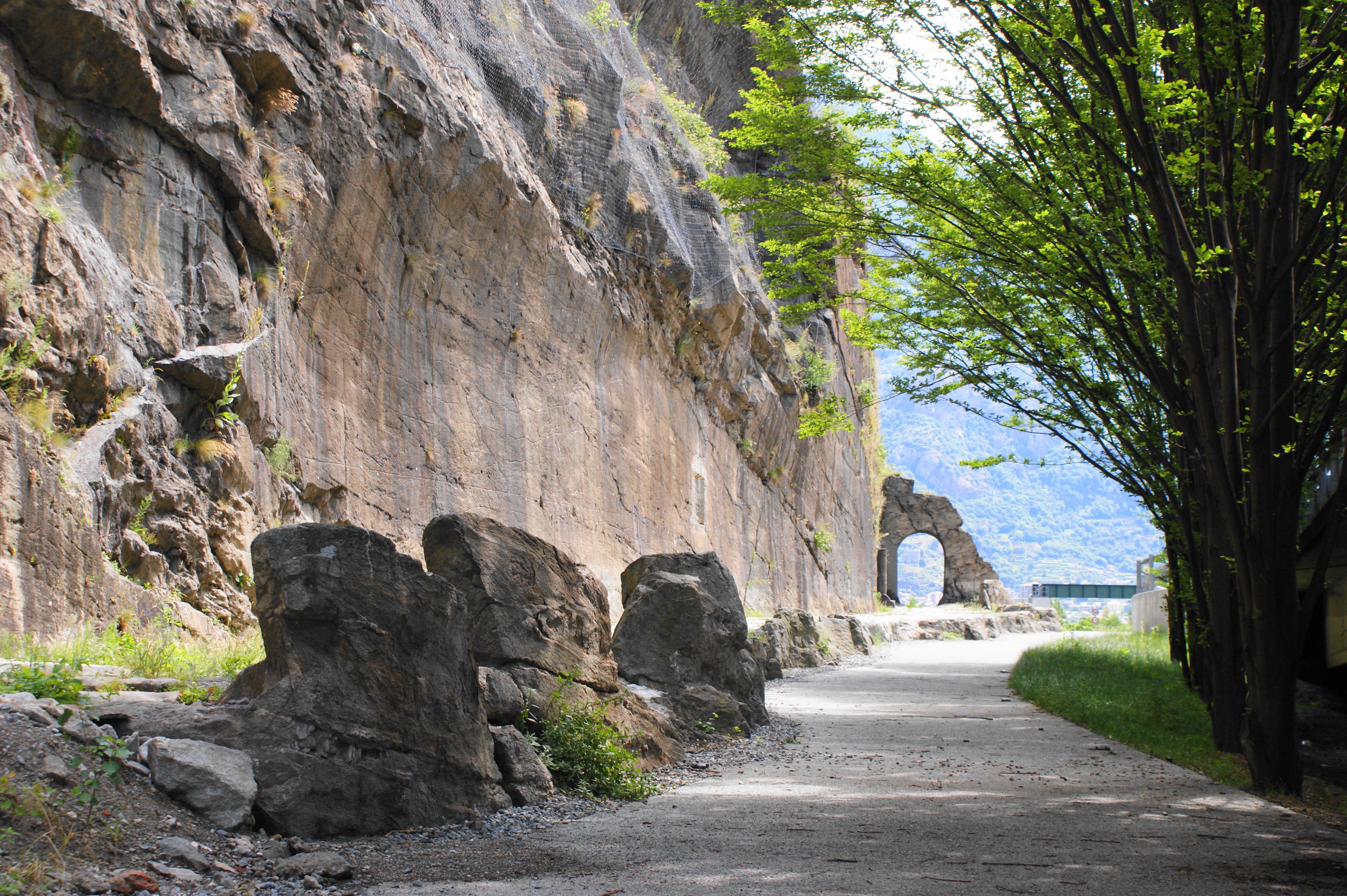
Консульська дорога в Галії
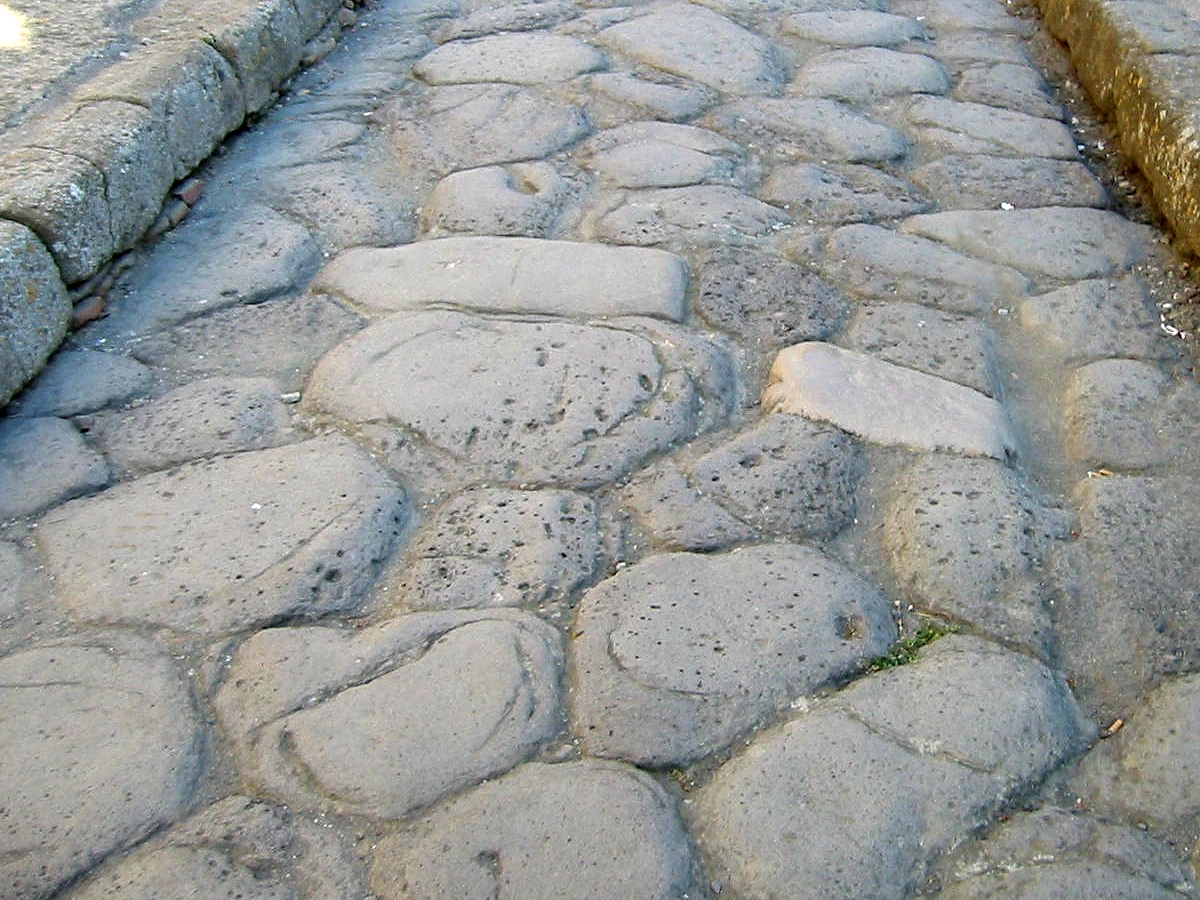
Дорога в Геркуланумі
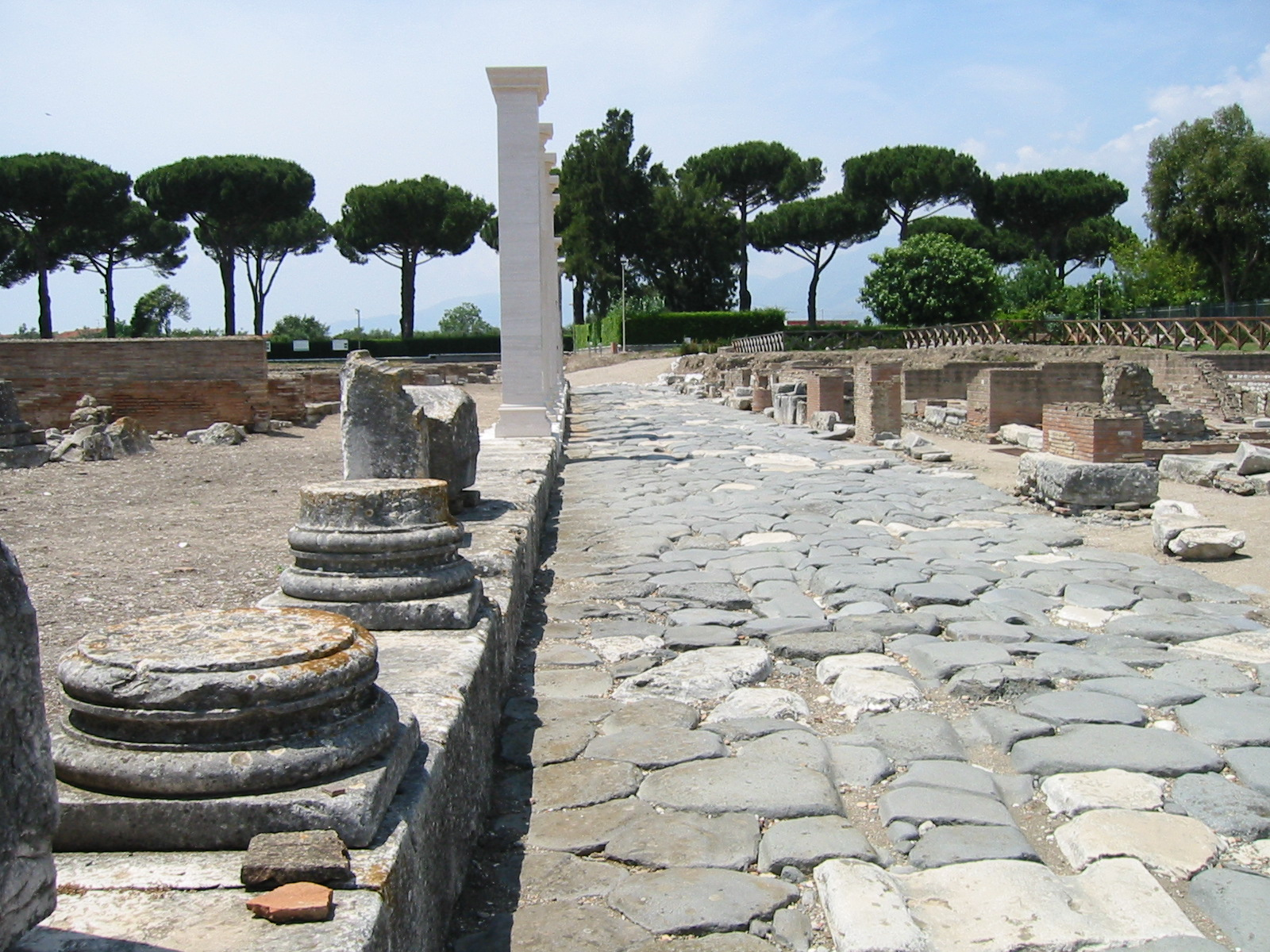
Аппієва дорога
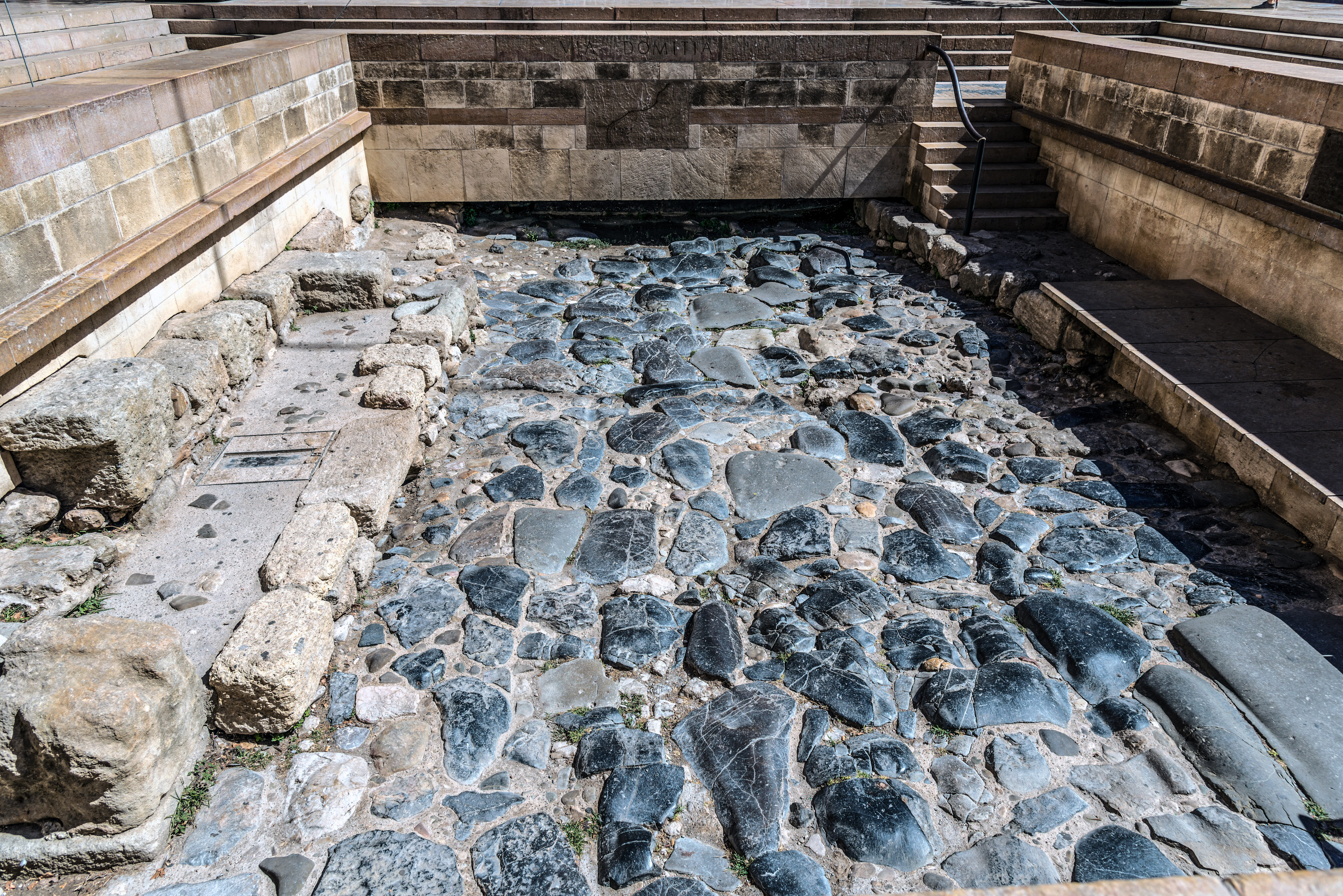
Доміцієва дорога в Нарбонні
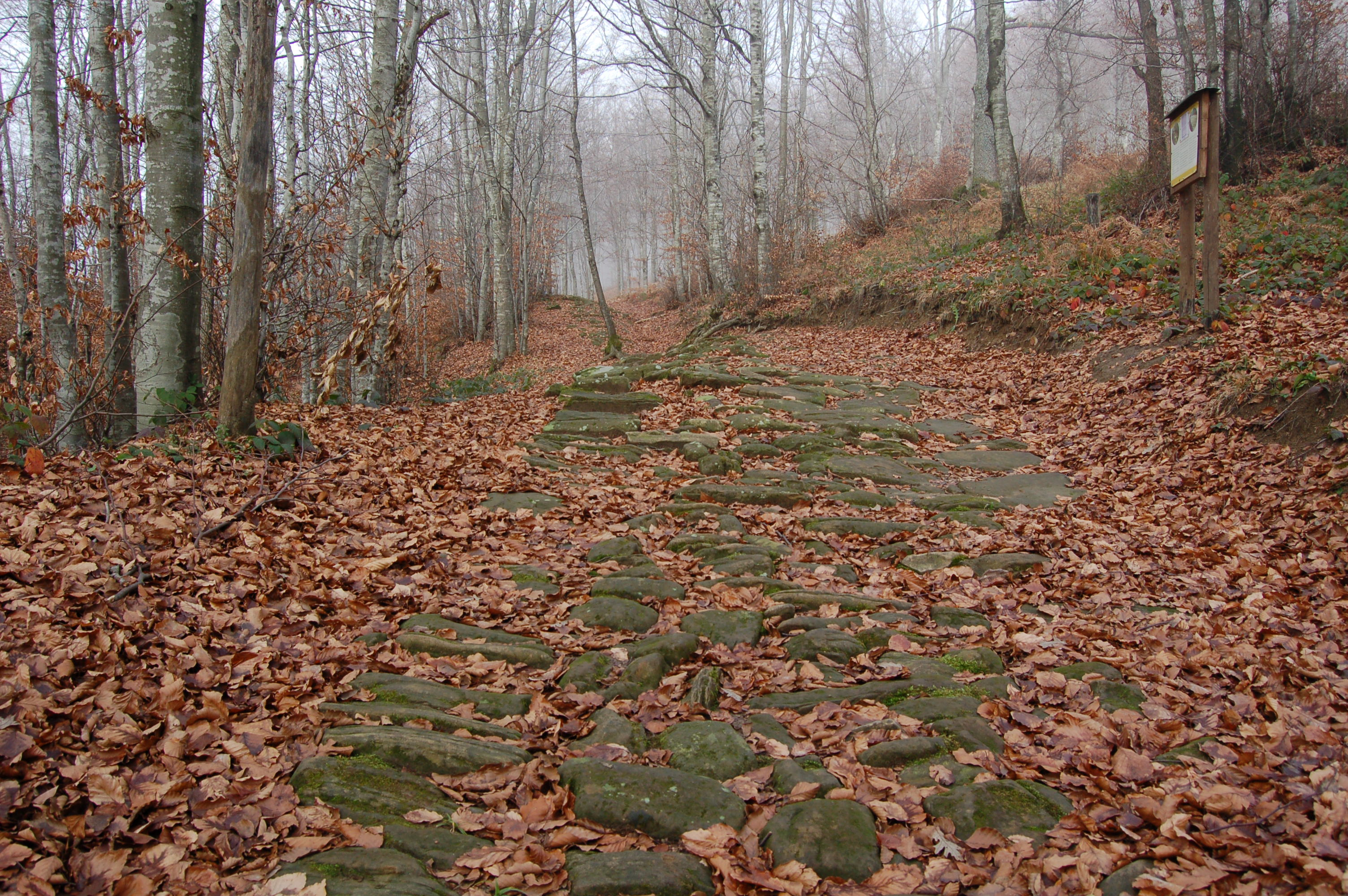
Мала Фламінієва дорога
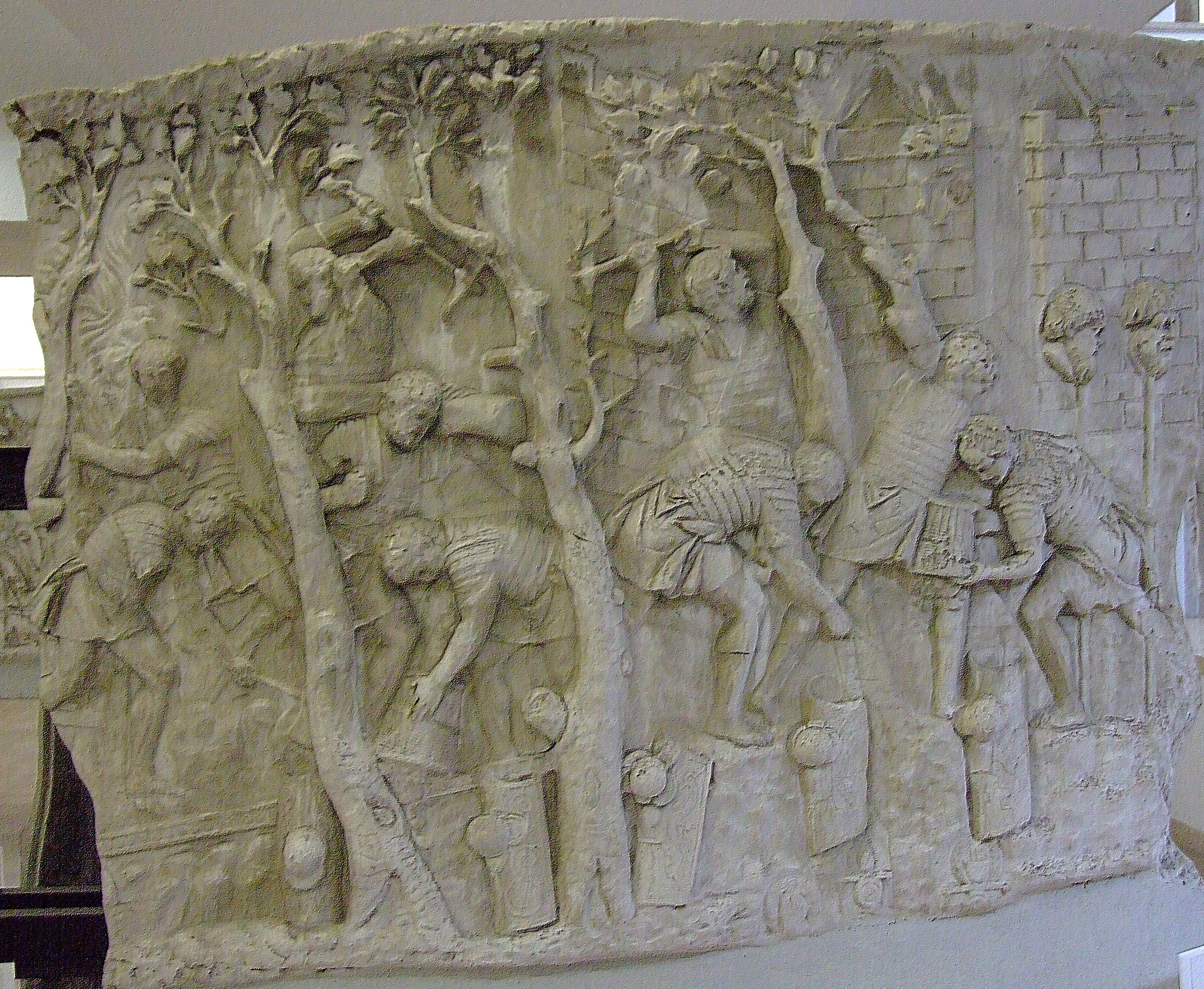
Барельєф з колони Траяна. Будівництво дороги
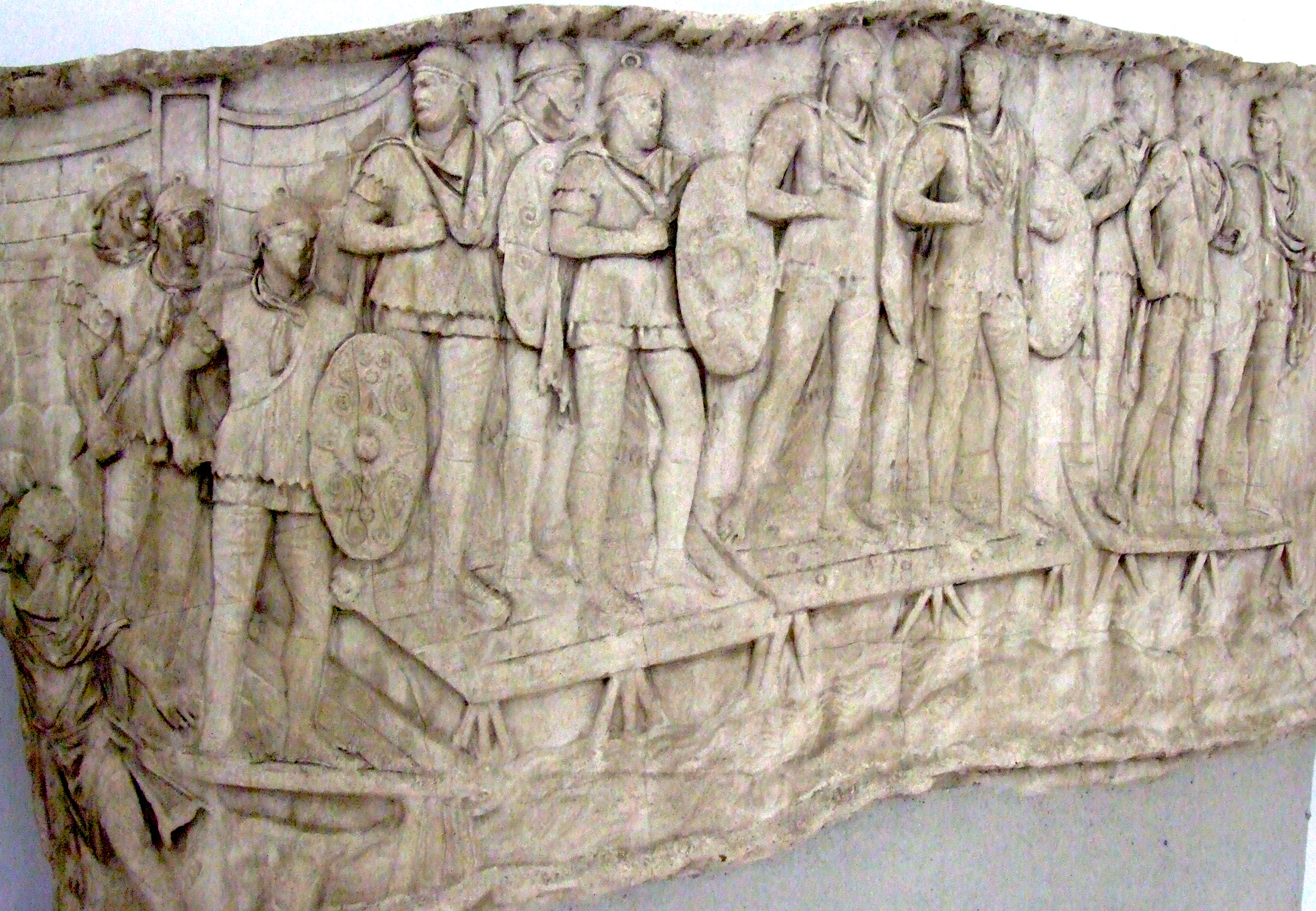
Барельєф з колони Траяна. Будівництво дороги
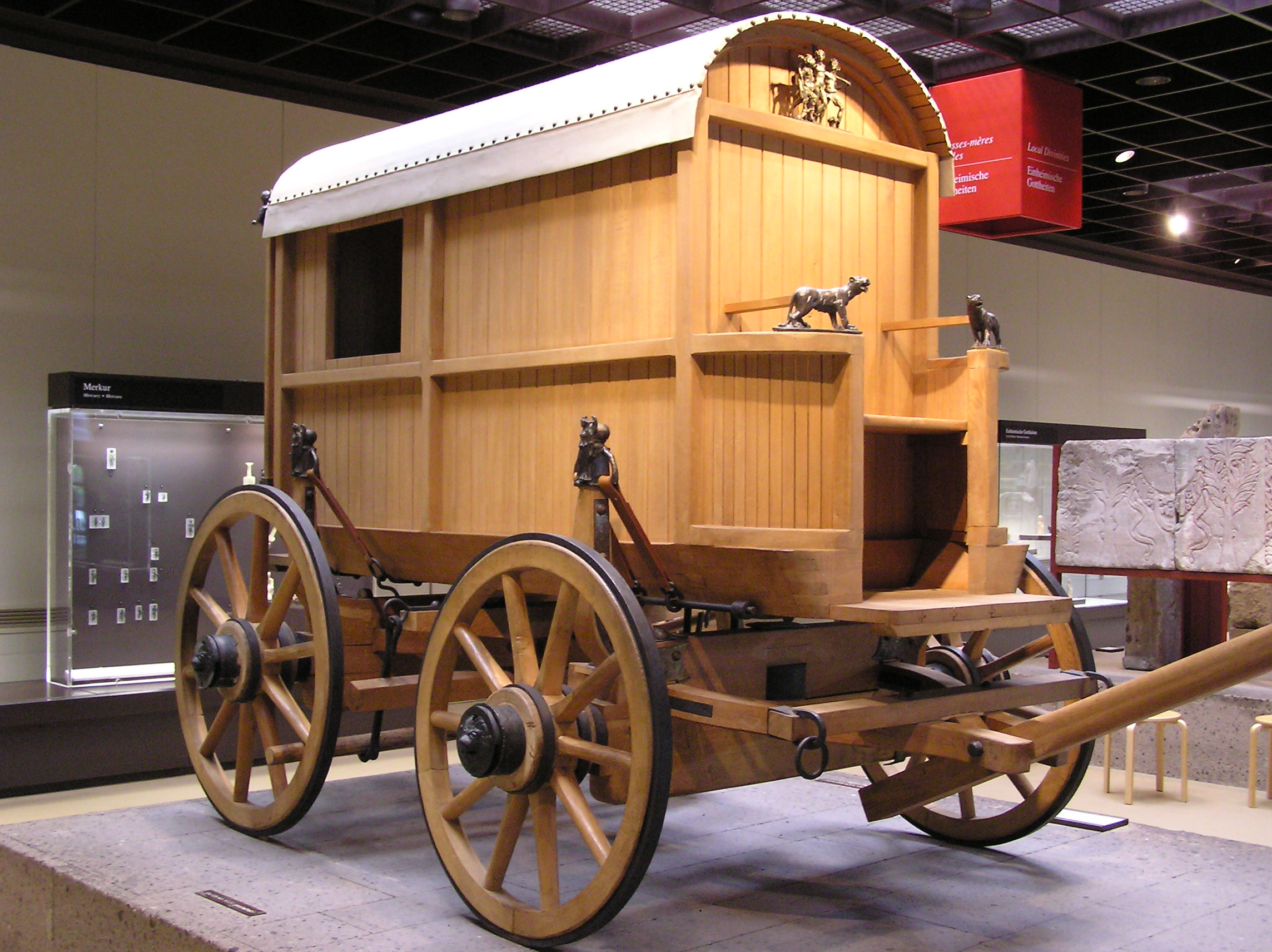
Римська повозка, реконструкція

### Акведуки
Стародавні римляни будували численні акведуки, щоб доставити воду від далеких джерел до міст, постачати терми, туалети, фонтани та приватні домогосподарства. Використана вода відводилась складною системою каналізації до розташованих неподалік водойм, зберігаючи міста чистими і вільними від стічних вод. Акведуки також забезпечували подачу води для видобутку корисних копалин, помелу, ферм і садів.
Акведуками вода рухалась виключно під дією гравітації каналом, збудованим під невеликим кутом вниз з каменю, цегли чи бетону. Більша частина акведуків була підземною та наслідувала контури землі; якщо на шляху були пагорби, їх обходили, або рідше — пробивали тунель. Через ущелини та низини будували мости-акведуки, або вода з акведуків заганялася у свинцеві або кам'яні труби меншого діаметра і під тиском піднімалася вгору. Більшість систем акведуків включали відстійники, шлюзи і розподільні резервуари, щоб регулювати подачу води за потреби.
Перший римський акведук постачав фонтан на міському ринку худоби. А у третьому сторіччі нашої ери місто вже мало 11 акведуків, які забезпечували водою понад один мільйон осіб в економіці, яка надмірно витрачала воду — більшість води використовувалась у численних термах міста. Міста по всій імперії наслідували цю модель та фінансували будівництво акведуків як об'єктів громадського інтересу та гордості.
Більшість римських акведуків виявились надійними та довготривалими; функціонування деяких підтримувалось до раннього нового часу, а декілька досі частково використовуються. Методи огляду та будівництва акведуків згадані Вітрувієм у трактаті «De Architectura» (I ст. до н. е.). А генерал Секст Юлій Фронтін у своєму офіційному звіті дає більше деталей про проблеми, належне і неналежне використання громадського водопостачання Римської імперії. До значущих прикладів архітектури акведуків належать підтримуючі прольоти акведука у Сеговії та цистерни, що наповнювались акведуком, у Константинополі.

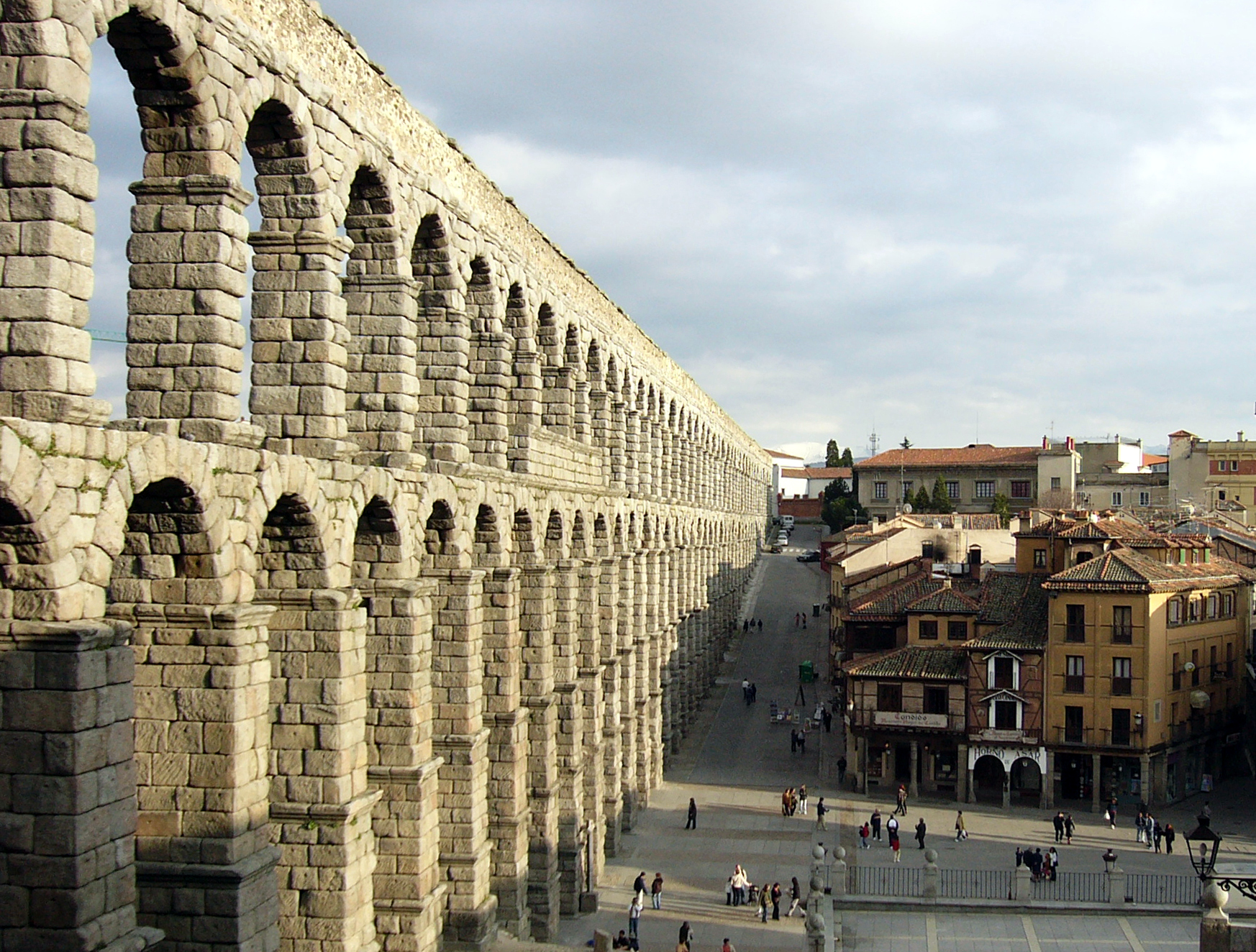
Акведук у Сеговії, Іспанія
Акведук в Сеговії, Іспанія
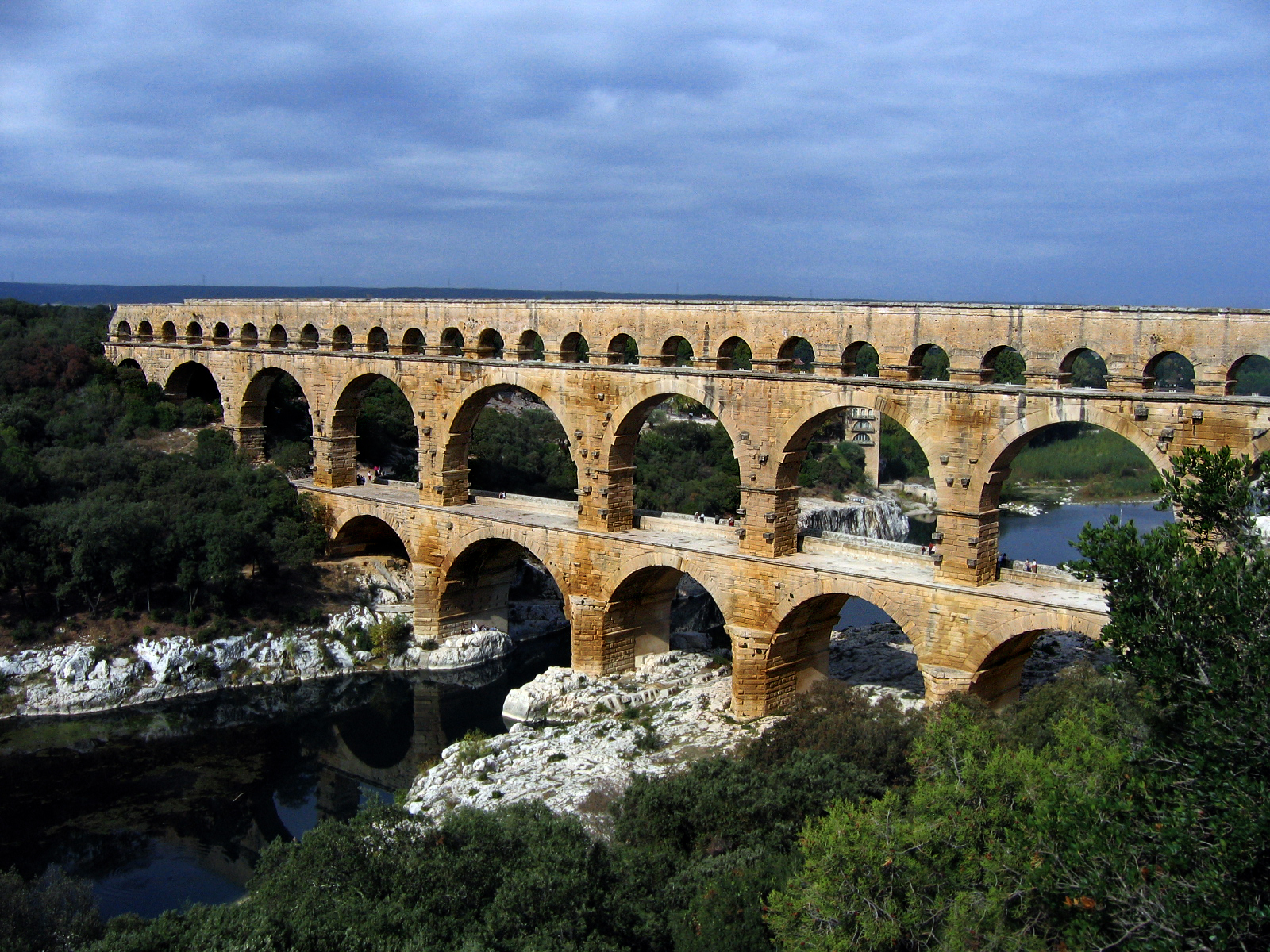
Акведук Пон-дю-Гар у південній Франції
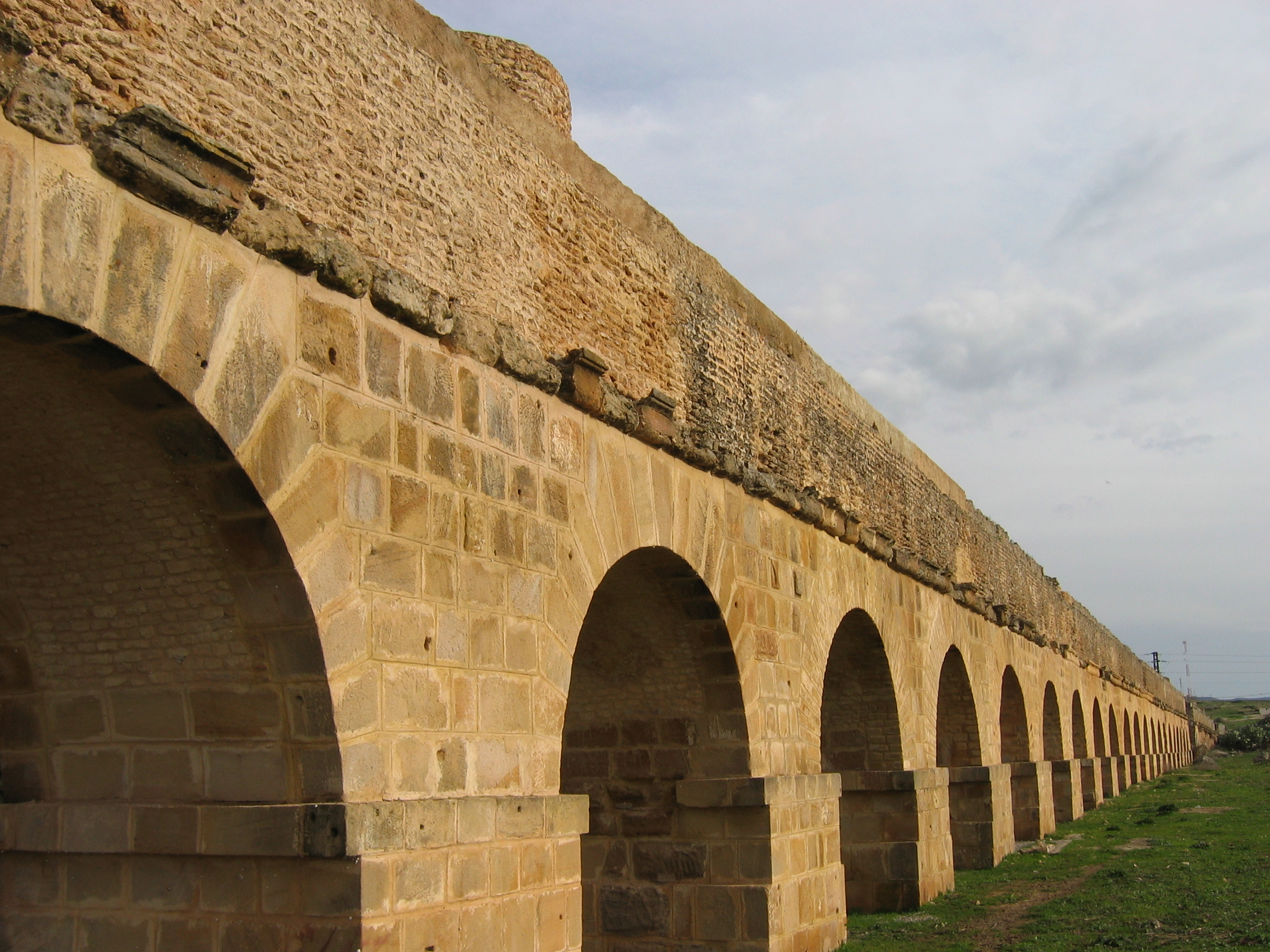
Карфаген, Туніс
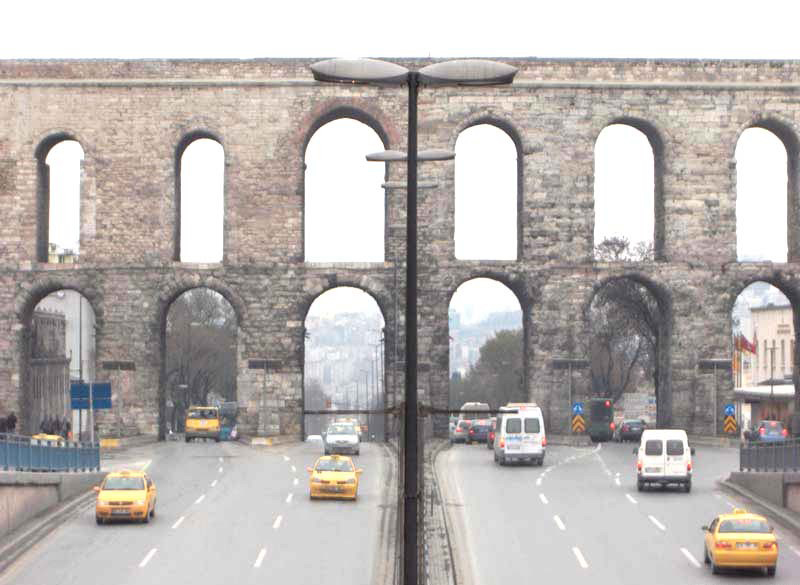
Акведук Валента, Стамбул, Туреччина
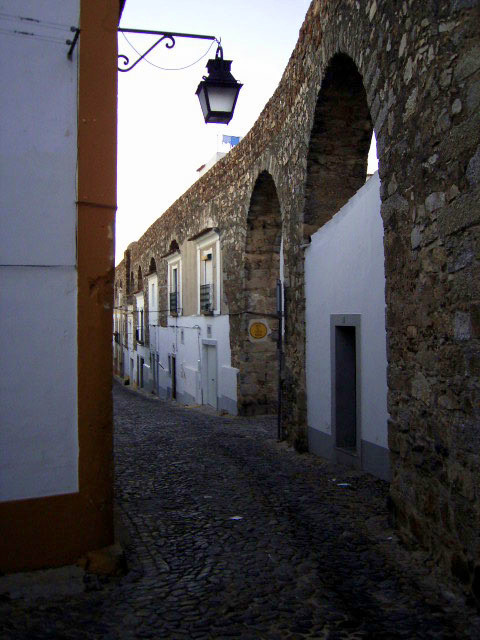
Будинки побудовані між арками Água de Prata Aqueduct в Еворі, Португалія
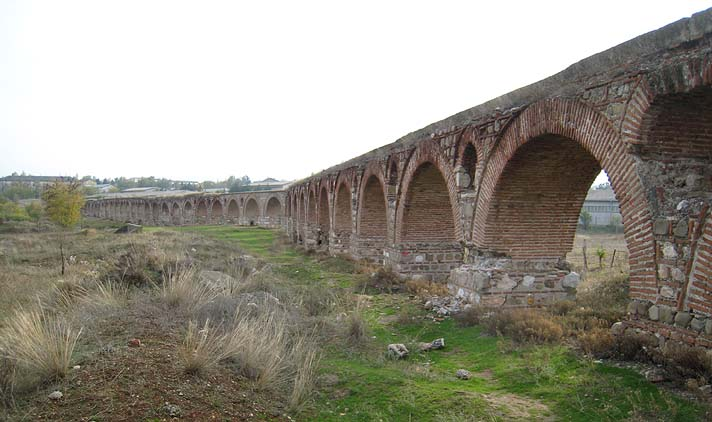
Акведук Скоп'є біля Скоп'є, Північна Македонія
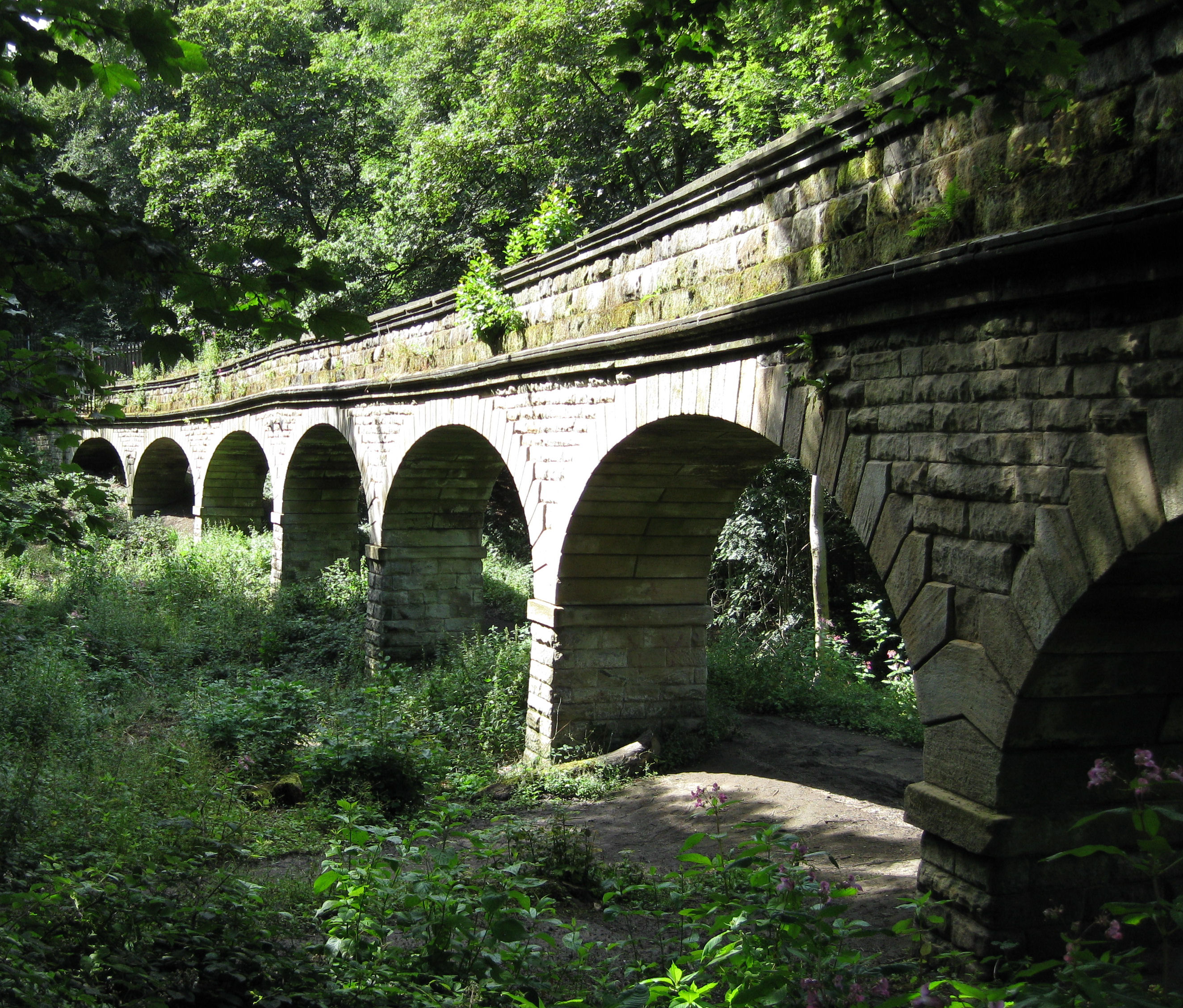
Малий невикористаний акведук у Лідсі, Англія
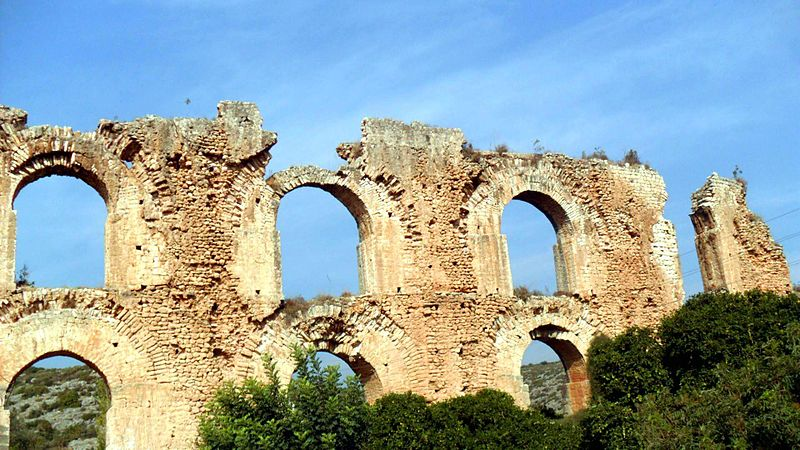
Руїни Акведук Ламас біля  Мерсіну, Туреччина

### Мости
Римські мости були першими великими мостами, які простояли довгий час; їх базовою формою була арка, а матеріалом камінь та часто бетон, який саме римляни вперше почали використовувати для мостів.
Римські аркові мости як правило напівкруглі, хоча деякі були сегментні (сегментна арка — арка, яка менша півкола), напр. міст Алконетар в Іспанії. Перевагами сегментного аркового мосту був більший простір для проходу повеней, що підсилювало здатність мосту протидіяти руйнуванню ними, а також менша вага мосту. Римські мости мали клиноподібні аркові камені схожого розміру та форми. Римляни будували мости як з одним прольотом, так і довгі акведуки з численними арками, наприклад Пон-дю-Гар та акведук у Сеговії. Досить з раннього часу, у опорних колонах мостів створювали отвори для зменшення тиску води на них під час повеней, наприклад як у римському мості Фабричіо (62 р. до н. е.), одному з найстаріших збережених мостів світу. Римські інженери були першими і до промислової революції єдиними, хто будував мости з використанням бетону (лат. Opus caementicium), які зовні потім облицьовувались цеглою чи тесаним каменем, як на мості Алькантара.
Вони також запровадили сегментні аркові мости у будівництво мостів. Лімірський міст (тур. Kırkgöz Kemeri, «міст сорока арок») у південно-західній Туреччині має 300 метрів у довжину та 26 сегментних арок з середнім співвідношенням прольоту до висоти сегменту — 5,3:1, через що міст мав незвично плаский профіль, неперевершений протягом тисячоліття. Траянів міст через Дунай був сегментним арковим мостом з наскрізною будовою склепіння (які стояли на бетонних колонах заввишки 40 м). Незважаючи на те, що він був зруйнований, він як за загальною довжиною, так і за довжиною окремої арки, протягом тисячоліття був найдовшим; найдовший вцілілий римський міст — Пуенте Романо у Мерида (Іспанія) завдовжки 790 метрів.

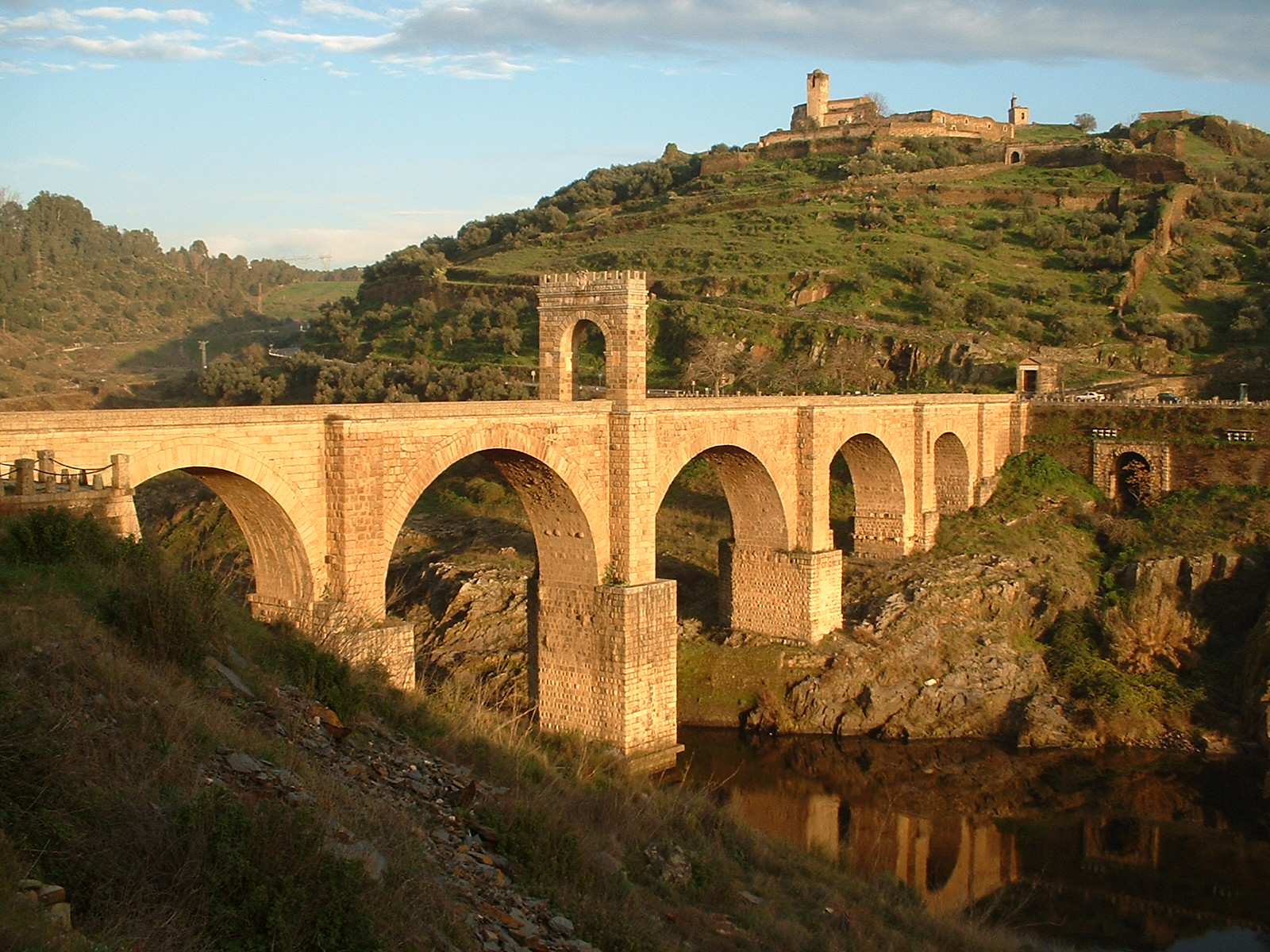
Римський міст в Алькантарі, Іспанія
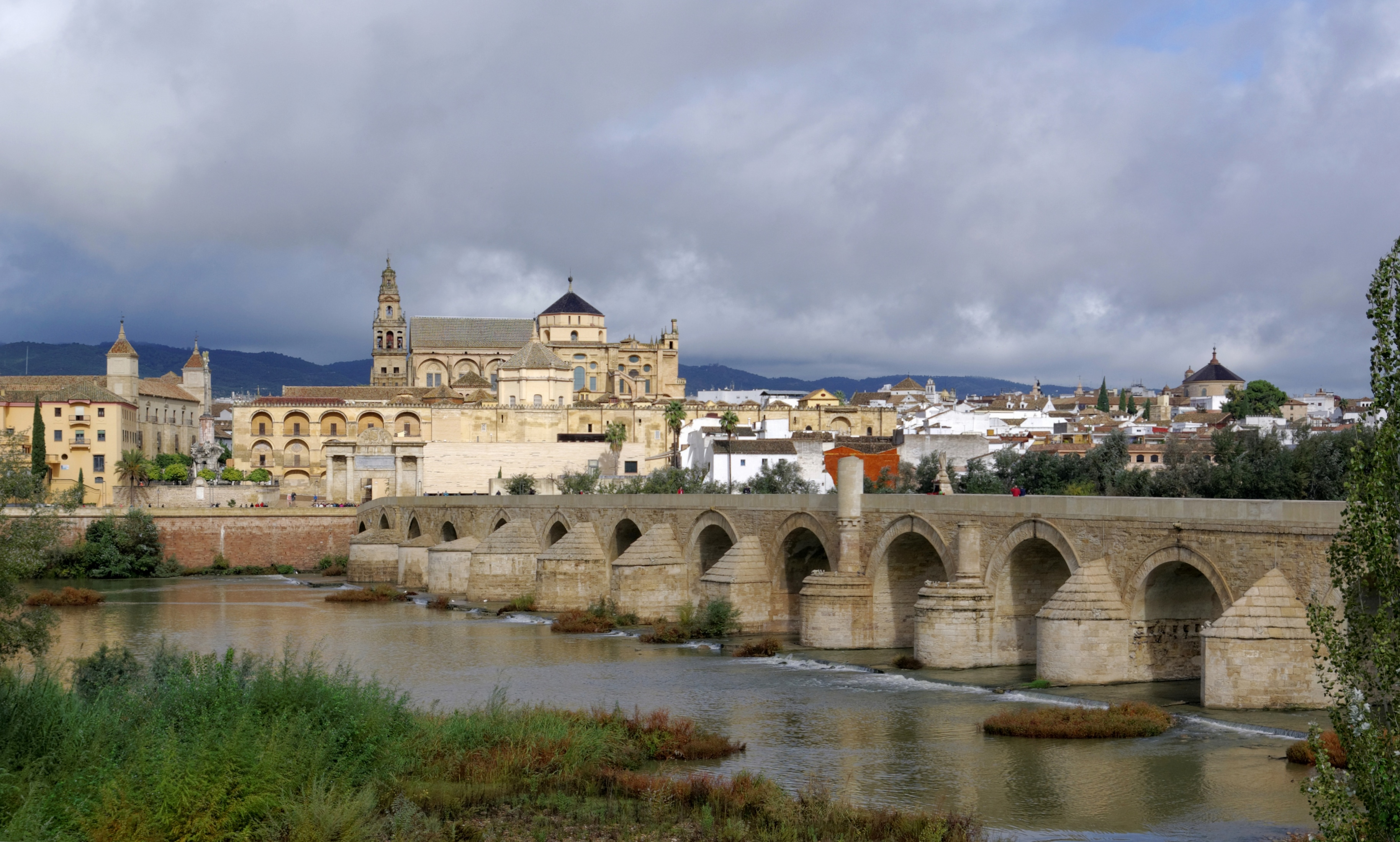
Римський міст у Кордобі, Іспанія
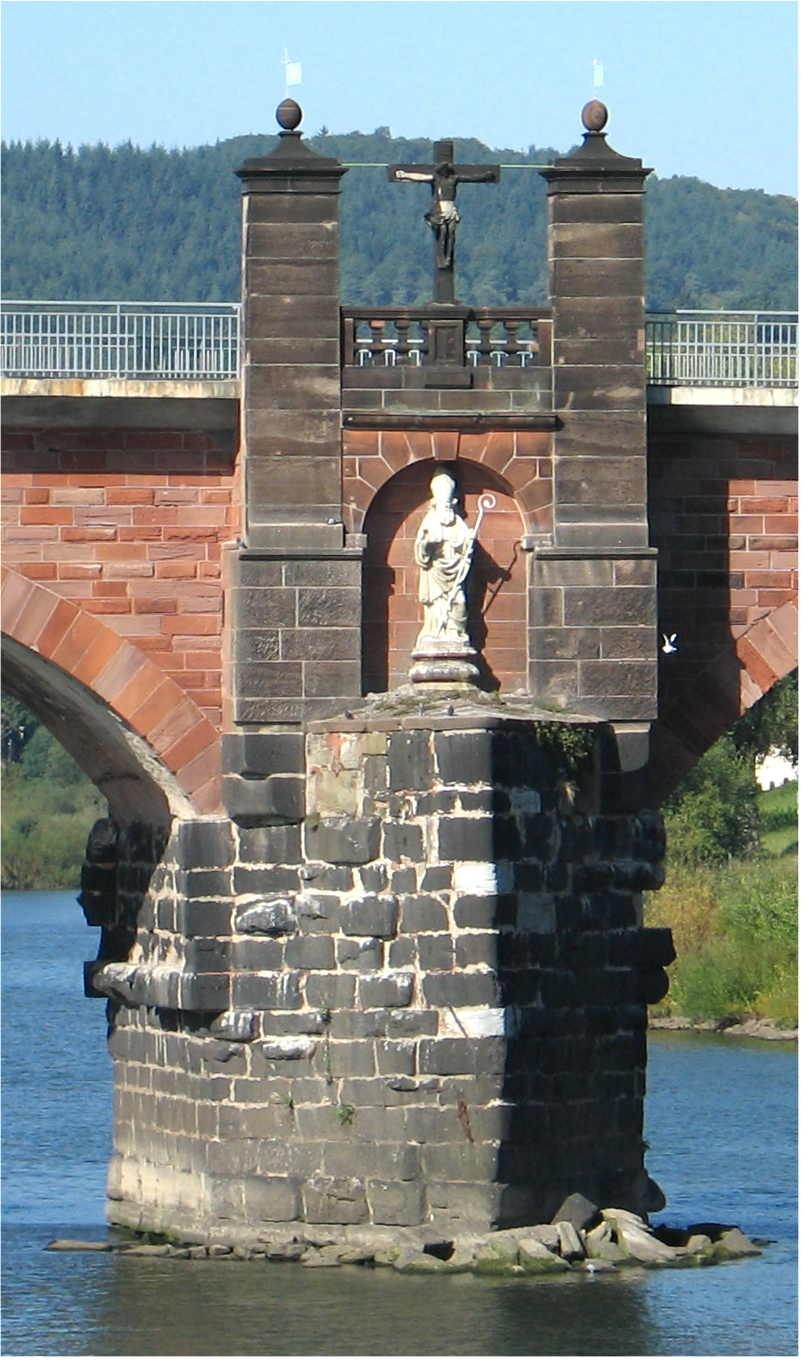
Трірський міст, збудований на римському фундаменті, Німеччина
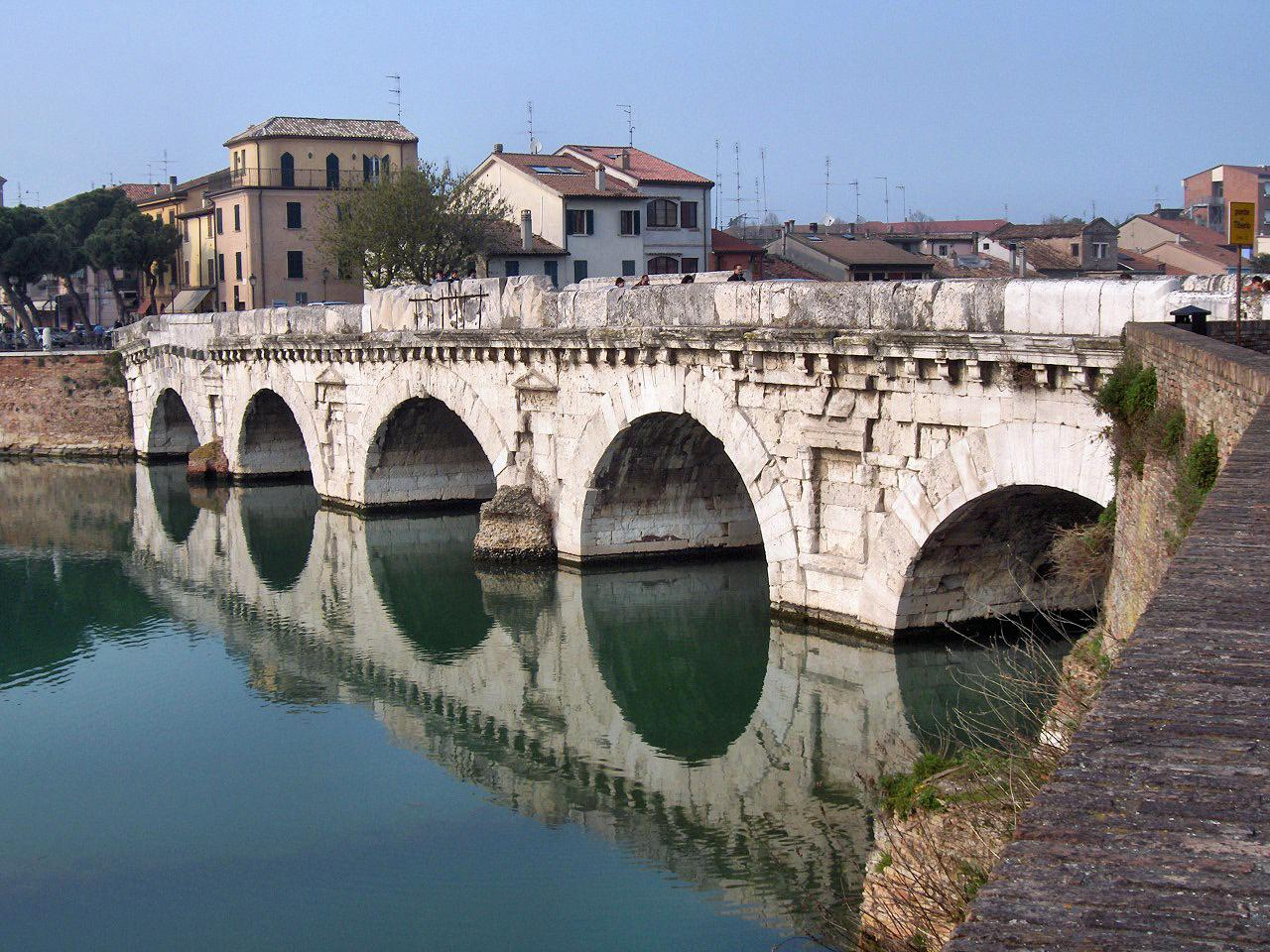
Римський міст у Ріміні

### Канали
Римські канали типово були багатоцільовими спорудами, призначеними для іригації, дренажу, повернення земель, контролю за повенями та навігації, де це були раціональним. Про деякі навігаційні канали писали стародавні географи, і їх все ще можна розрізнити засобами сучасної археології. Канали, які слугували цілям міського водопостачання, згадані у переліку римських акведуків.

### Цистерни

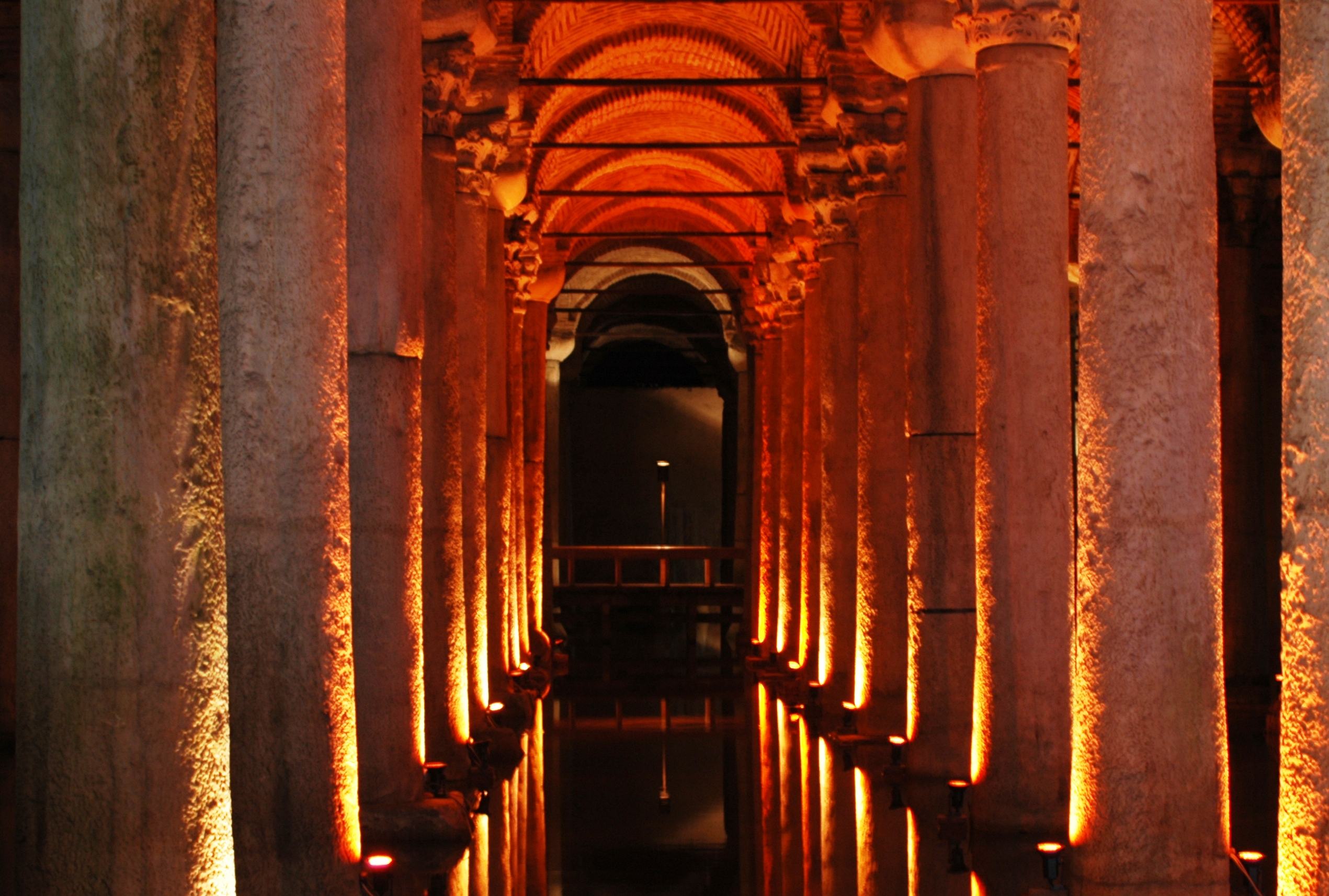
Цистерна Базиліка у Константинополі забезпечувала водою палац імператора.

У кінцевій точці акведуків та їх бокових відгалужень зазвичай облаштовувались резервуари прісної води, які забезпечували резервний запас води для домогосподарств, сільських маєтків, імперських палаців, терм чи баз римського флоту.

### Дамби
Будівництво дамб римлянами активно розпочалося у ранньому імперському періоді. В більшості, воно концентрувалось у напівпустельних околицях імперії, зокрема у провінціях Північної Африки, Близького Сходу та Іспанії. Відносно велика кількість прикладів з Іспанії пов'язана з тим, що там були інтенсивніші археологічні дослідження; в Італії підтвердженими є лише дамби Суб'яко, створені за правління імператора Нерона (54–68 р.н. е.) для його рекреаційних цілей, які були випадково знищені 1305 року, однак варті увагу через їх надзвичайну висоту, яка була неперевершена у світі до Пізнього Середньовіччя.
Найпоширенішими типами були заповнені ґрунтом чи камінням підпірні греблі та гравітаційні греблі з кам'яної кладки. Дамби слугували різним цілям — іригації, контролю за повенями, зміні русла рік, збереженню ґрунтів або їх комбінації. Непроникність римських дамб підвищилась після початку застосовування водонепроникних гідравлічних розчинів і особливо римського бетону. Ці матеріали дозволили будівництво більших споруд, напр. дамба озера Хомс, ймовірно найбільша на той час і яка використовується і сьогодні, та міцна дамба Харбака,; обидві ці дамби розташовані в Сирії та мають бетонну основу, облицьовану тесаним камінням.
Римські архітектори були першими, хто зрозумів стабілізуючий ефект арок і контрфорсів, які вони інтегрували у проєкти дамб. Завдяки цьому вони запровадили раніше невідомі типи дамб — арково-гравітаційна гребля, аркова гребля, контрфорсна гребля та греблі з декількома арками та контрфорсами.

### Захисні мури та вали
Римляни переважно укріплювали міста, а не окремі фортеці, хоча існували і укріплені форти, наприклад форти Саксонського берега, як Портус Адурні в Англії. Міські мури були важливими вже в архітектурі етрусків, а у боротьбі за контроль над Італією в часи ранньої Римської республіки було збудовано багато інших з використанням різних технік. Наприклад, тісно підганялись масивні неправильні багатокутні блоки каміння, у манері, схожій на пізнішу кладку інків.
Сервіїв мур довкола Рима був амбітним проєктом початку IV ст. до н. е.; він мав висоту до 10  метрів в окремих місцях, ширину в основі 3,6  метрів та довжину 11 км. Також вважається, що в ньому було облаштовано 16 основних воріт, хоча багато з них згадані лише у письмових джерелах, а археологічних залишків не знайдено. Деякі з них мали канаву (лат. fossa) попереду і пагорб позаду, і цього виявилось достатньо для затримання Ганнібала. Пізніше цей мур змінив Авреліанів мур, оточивши збільшене місто та з використанням складніших технік, наприклад з облаштованими невеликими фортами через певні інтервали.
Римляни оточували мурами основні міста на територіях, які вони вважали вразливими. Частини римських мурів були включені у пізніші захисні мури, наприклад Кордові (II ст. до н. е.), Честері (вали з землі та дерева бл. 70 р.н. е., камінь — бл. 100 р.н. е.) та Йорку (з 70-х років н. е.). Стратегічні вали через відкриті простори були набагато рідшими; найзначущими прикладами є вали на кордоні з піктами — Адріанів вал (з 122 р.н. е.) та Вал Антоніна (з 142 р.н. е., покинутий лише через 8 років після завершення).

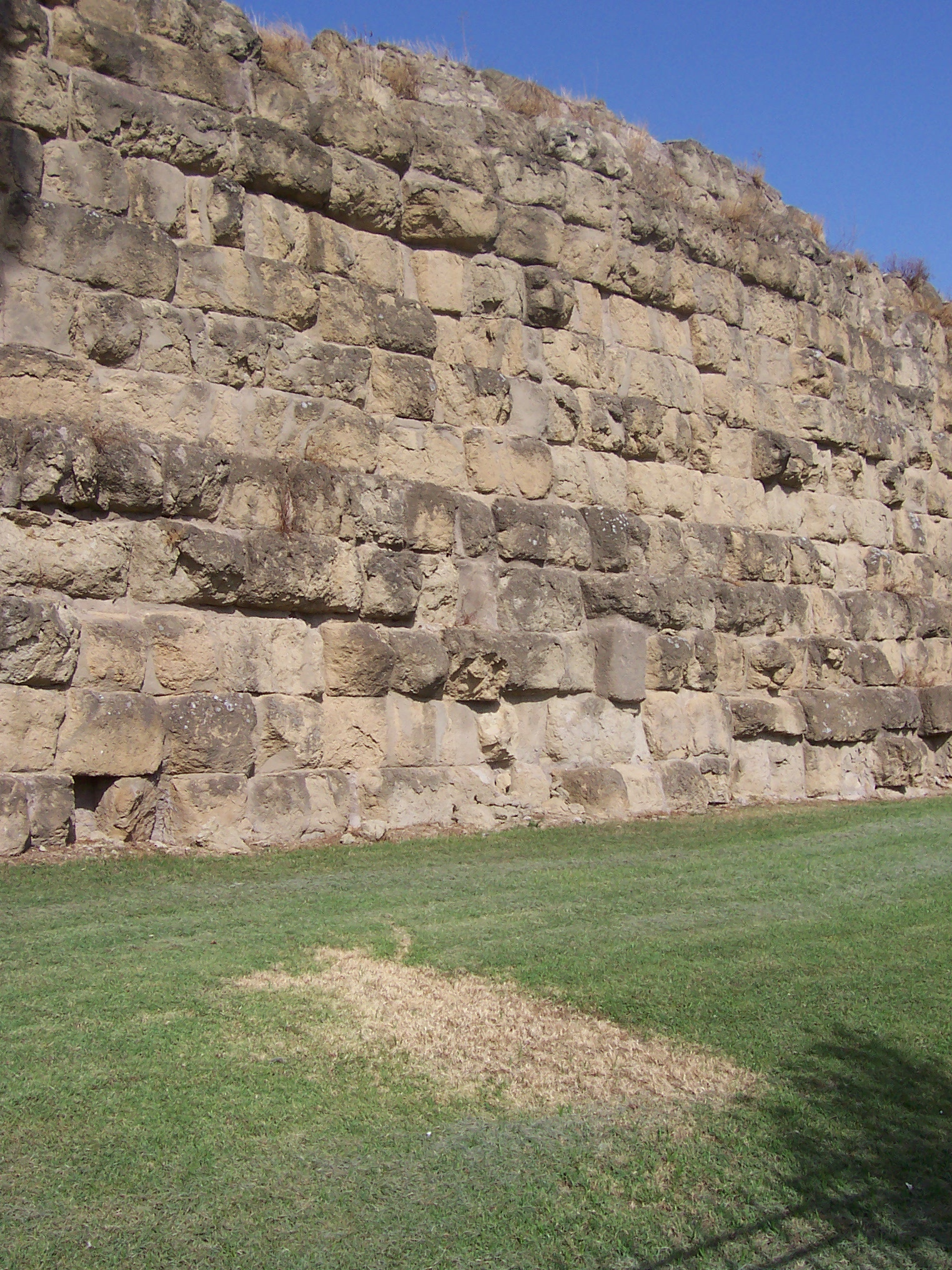
Сервіїв мур біля вокзалу Терміні
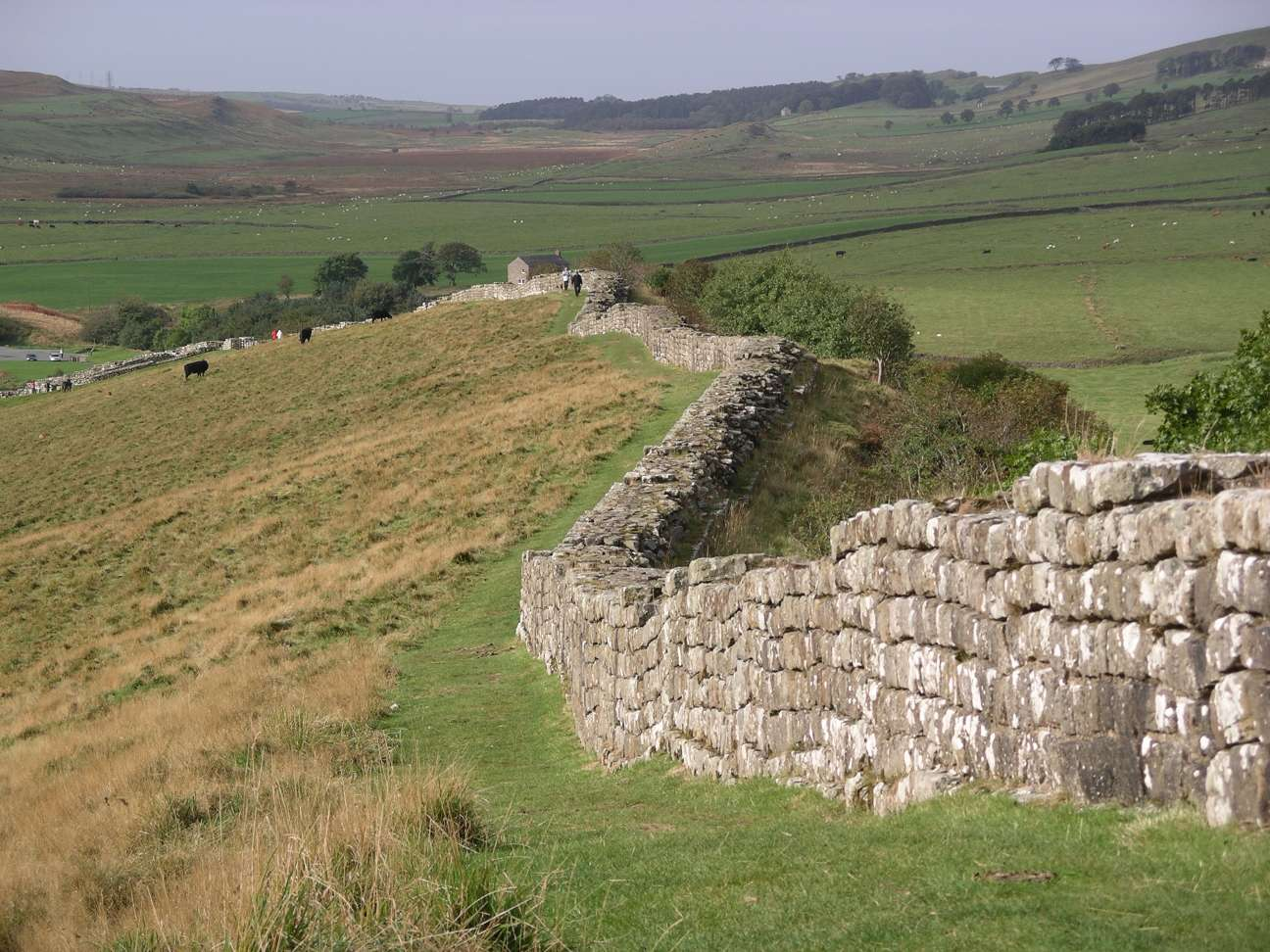
Адріанів вал
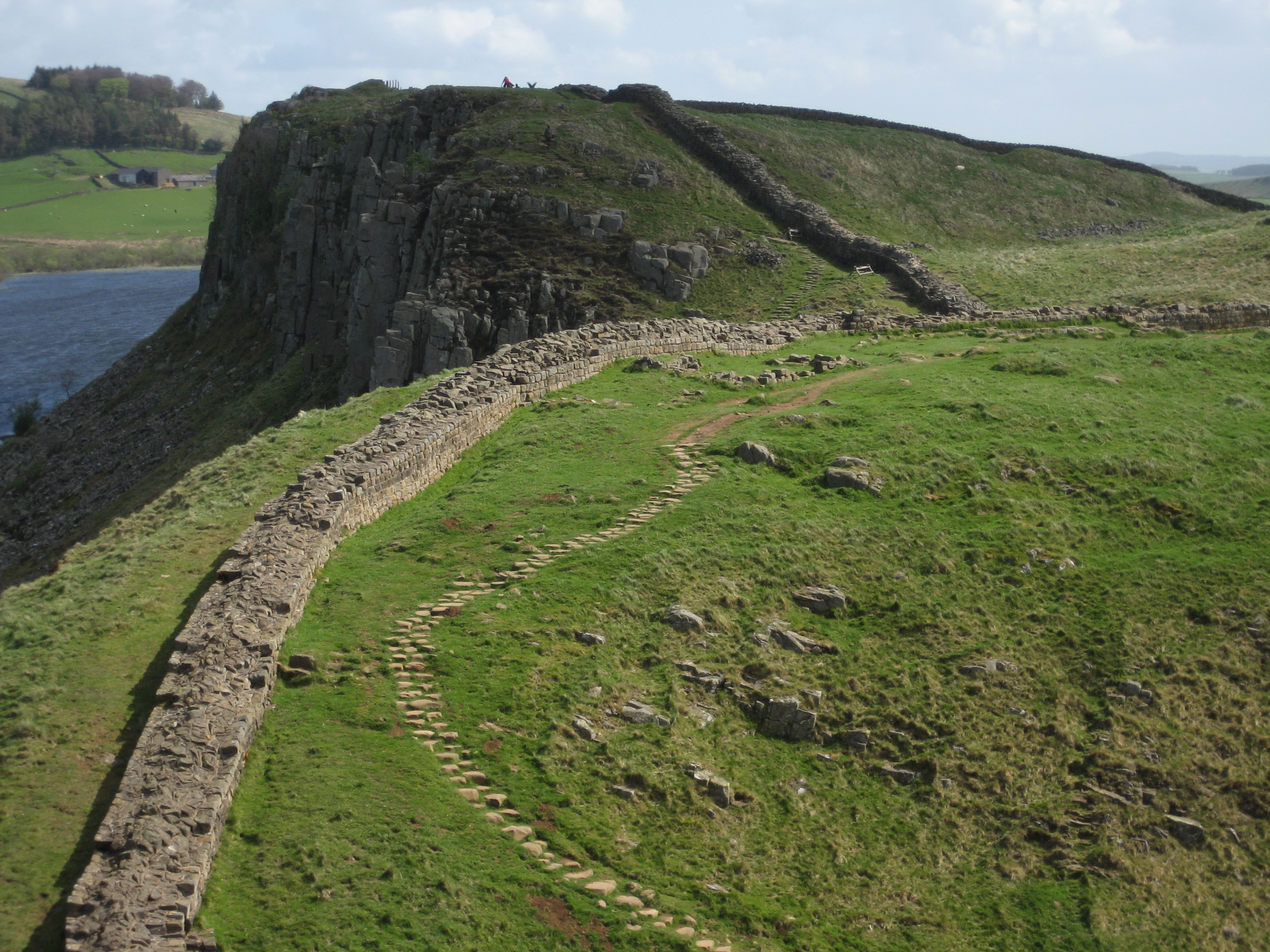
Адріанів вал
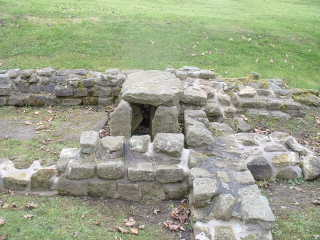
Вал Антоніна
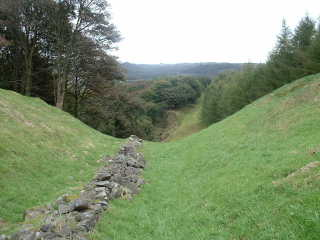
Вал Антоніна
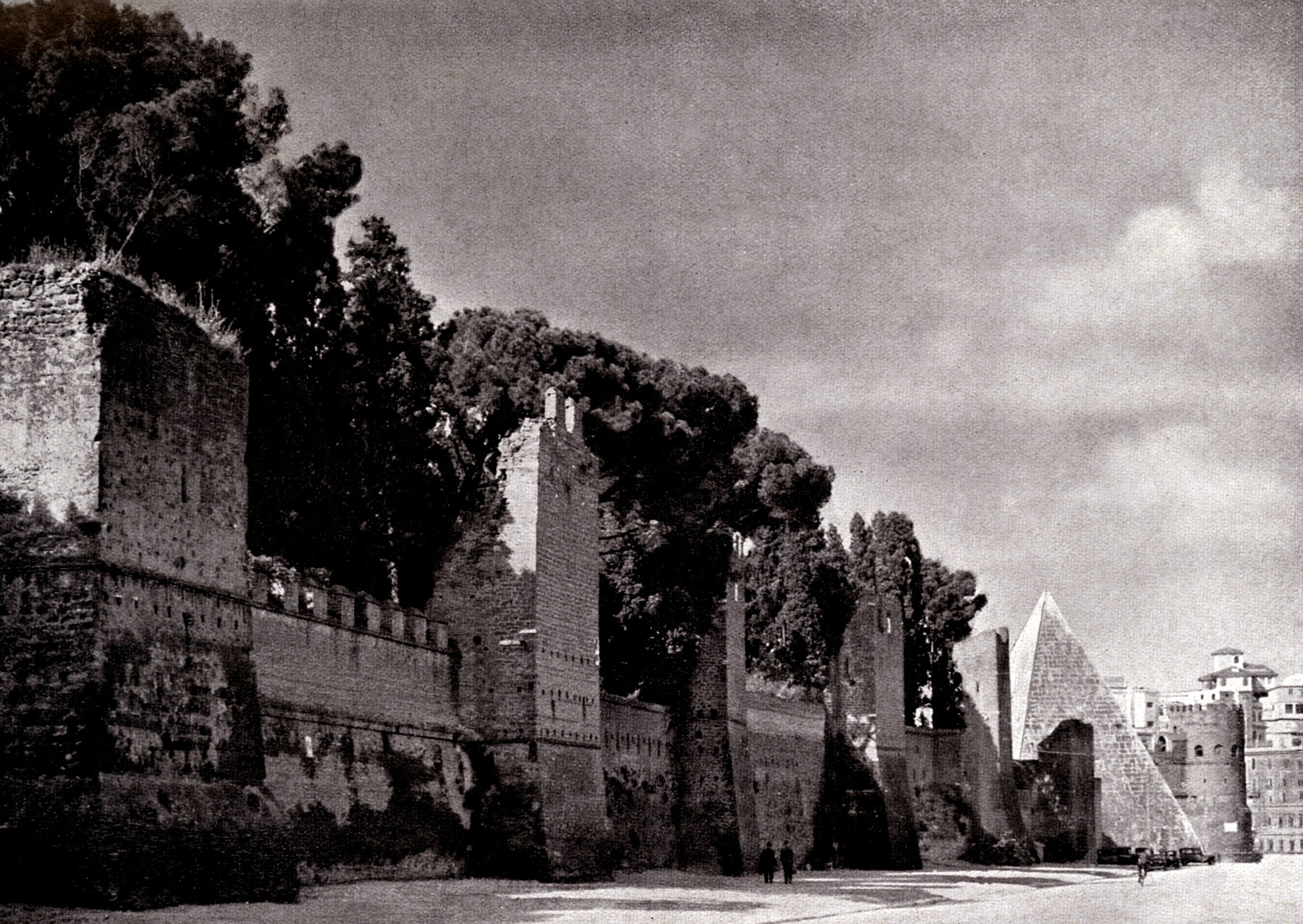
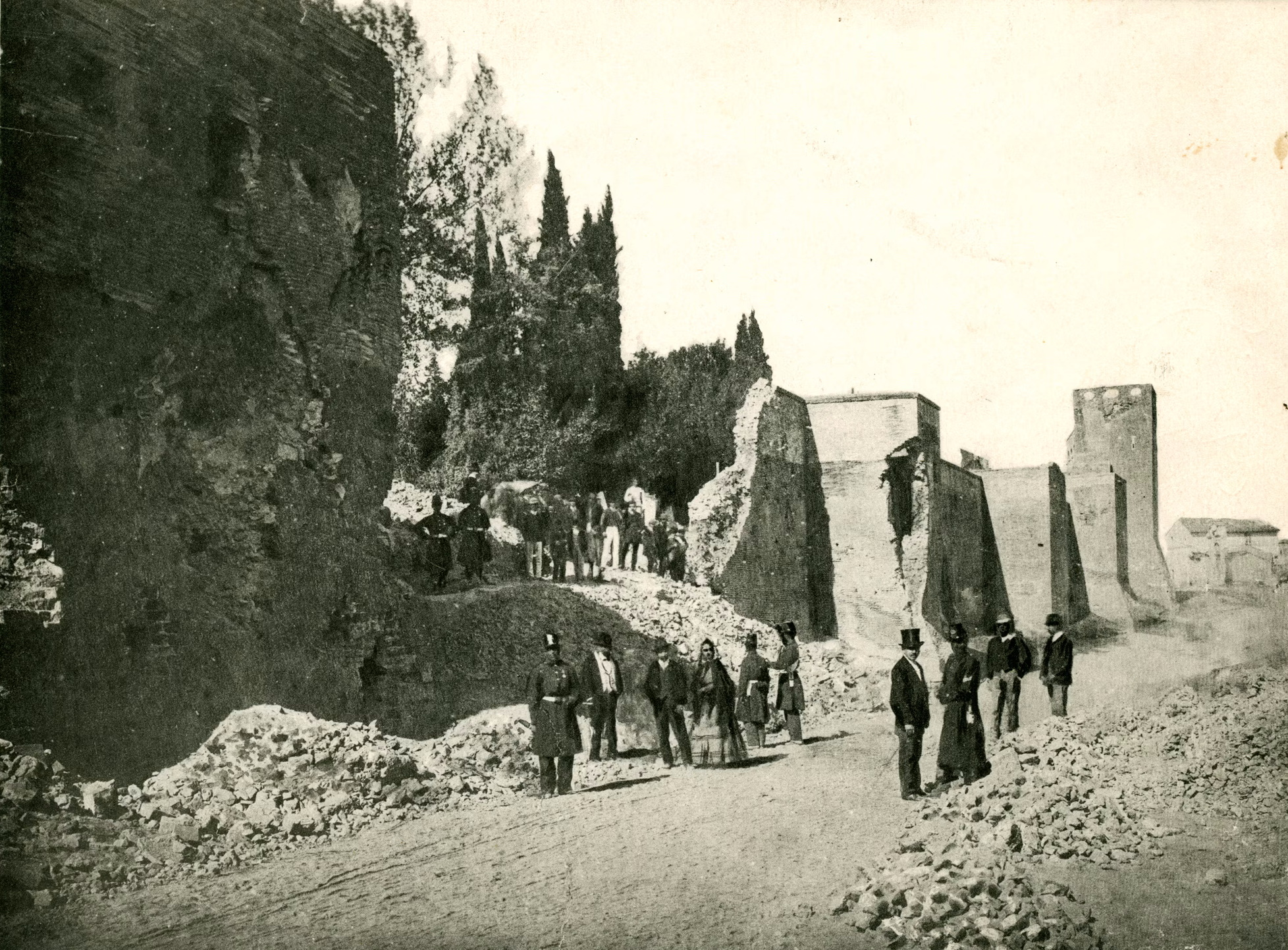
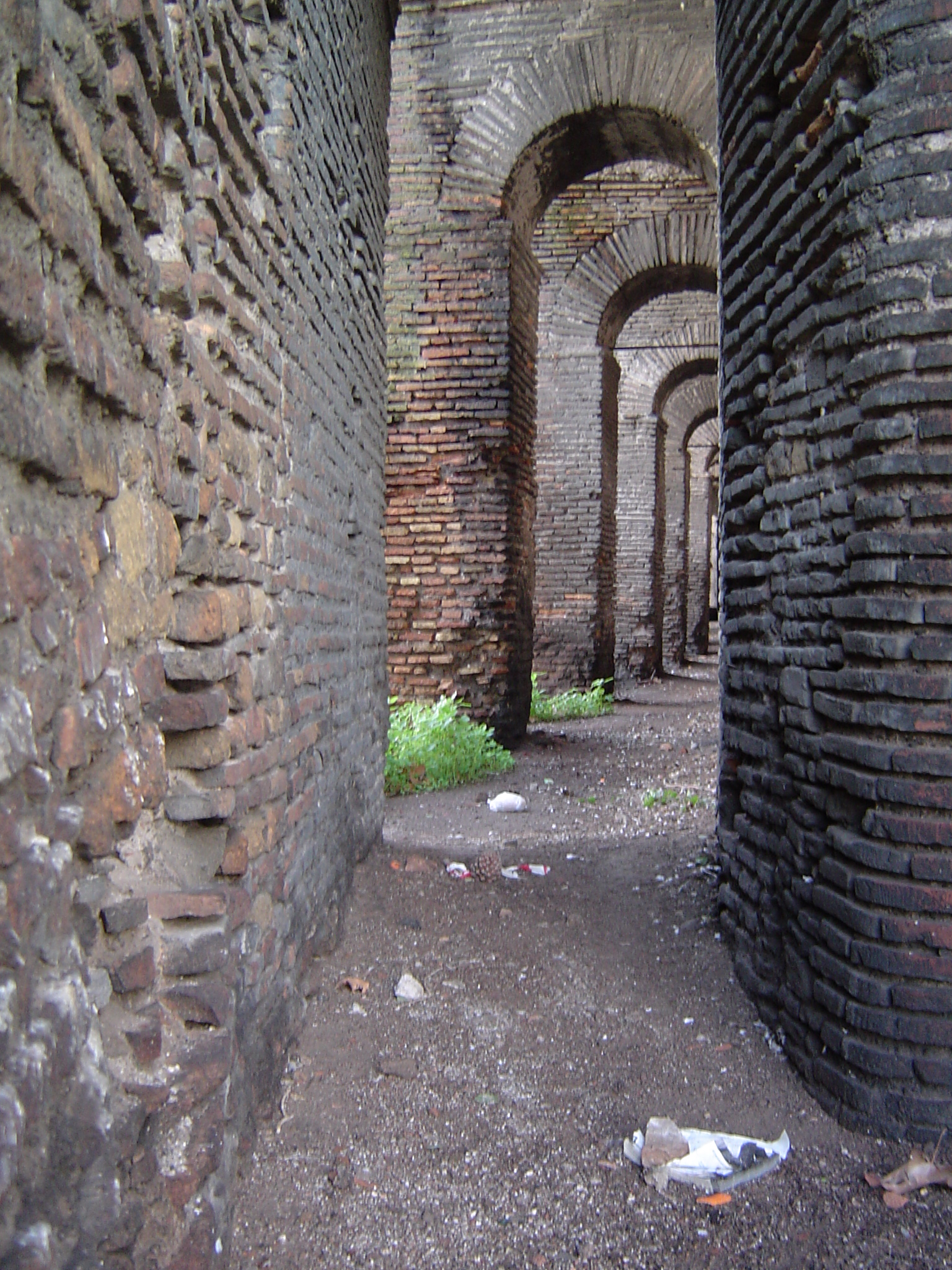
Прохід для варти
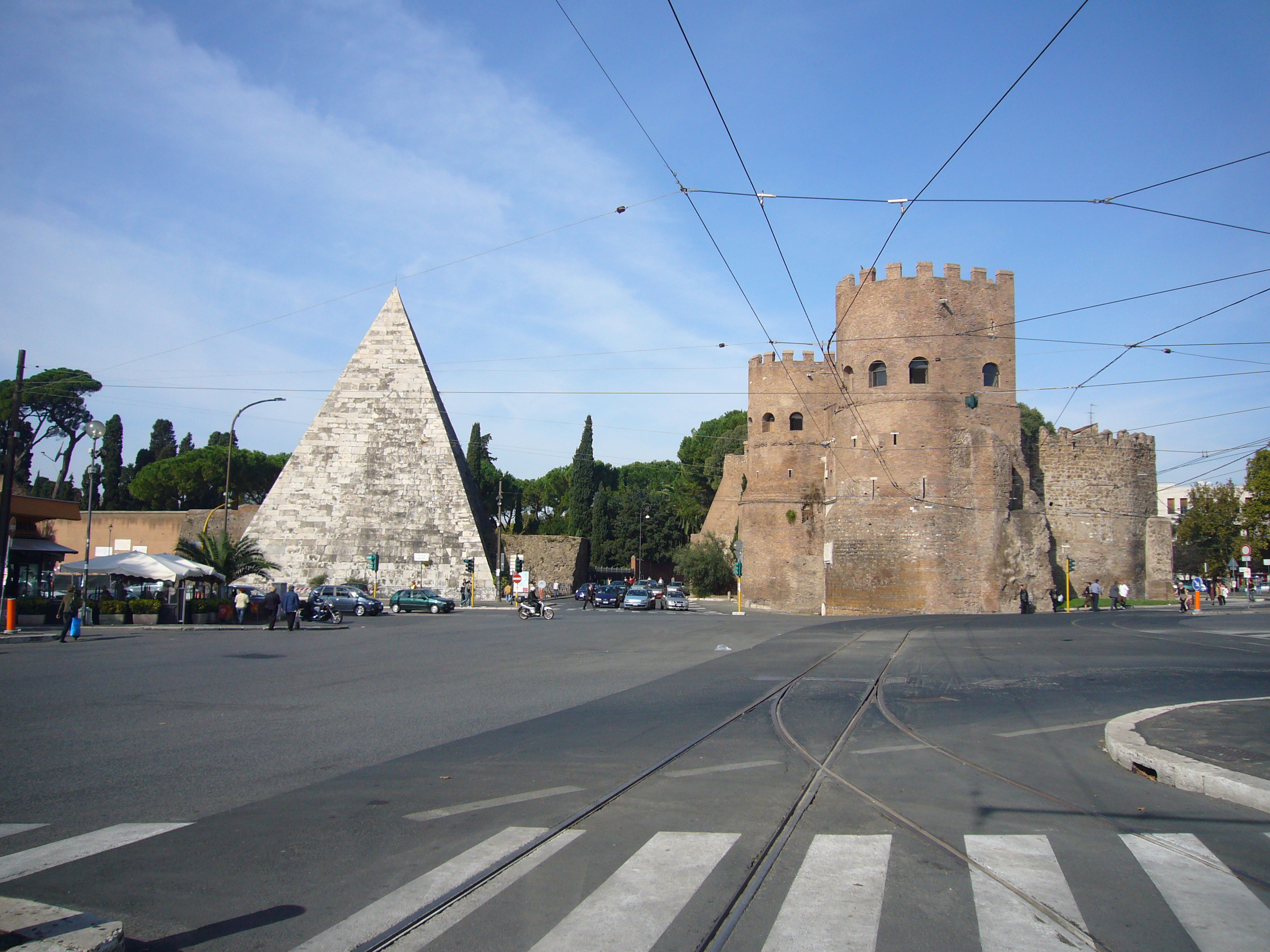
Ворота Сан-Паоло біля піраміди Цестія
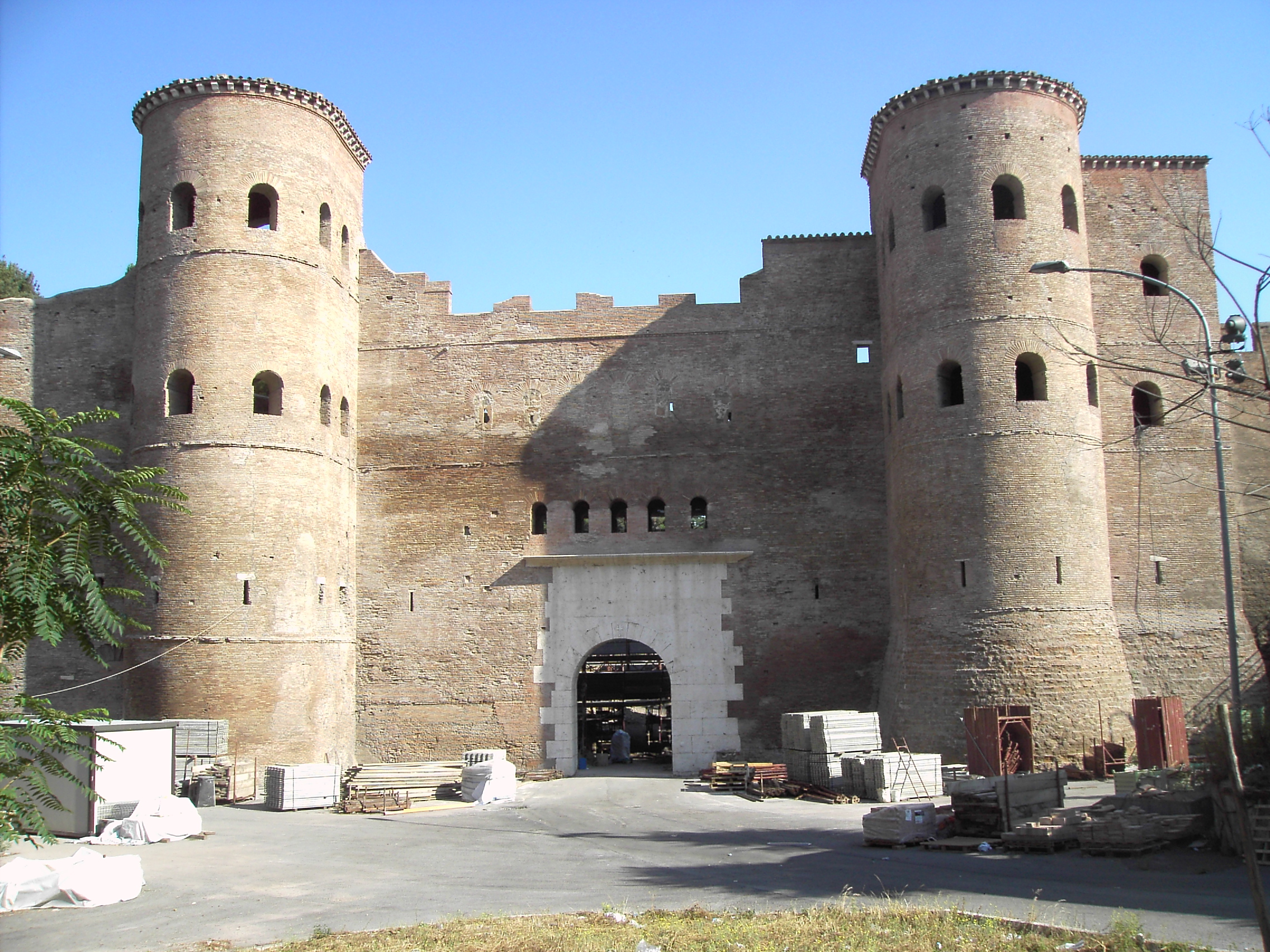
Ворота Асінарія
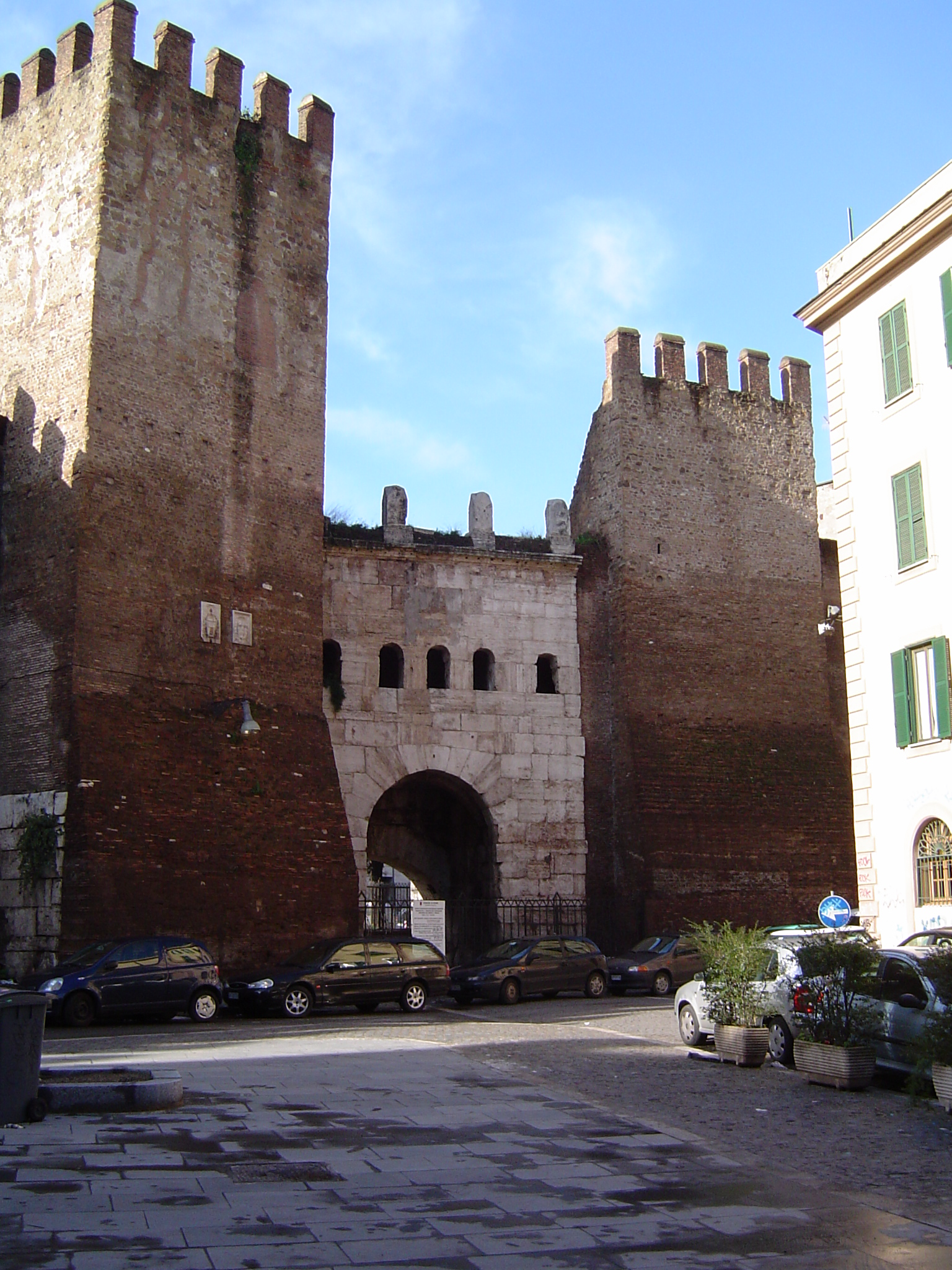
Тибуртинські ворота
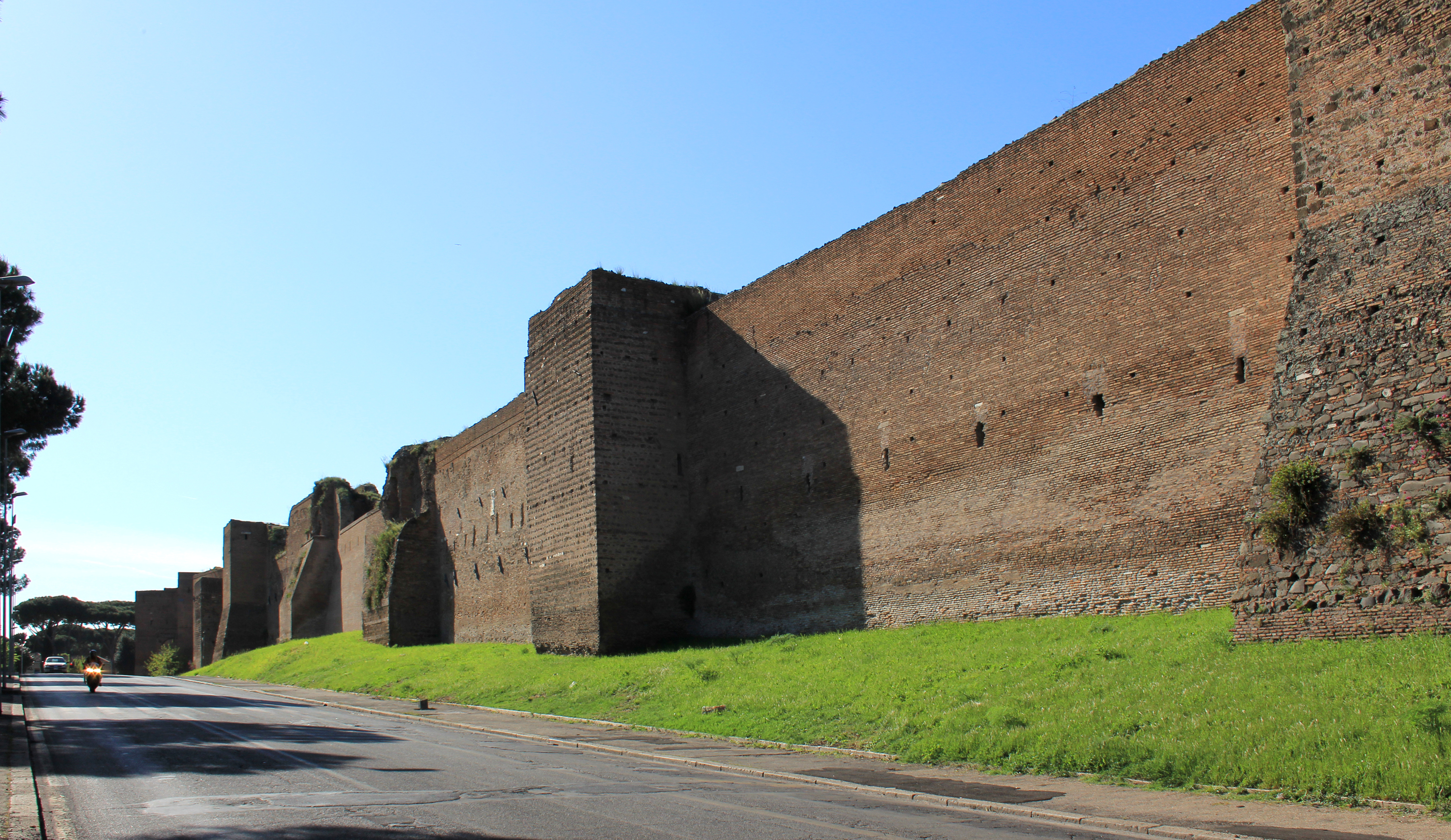
Південна частина
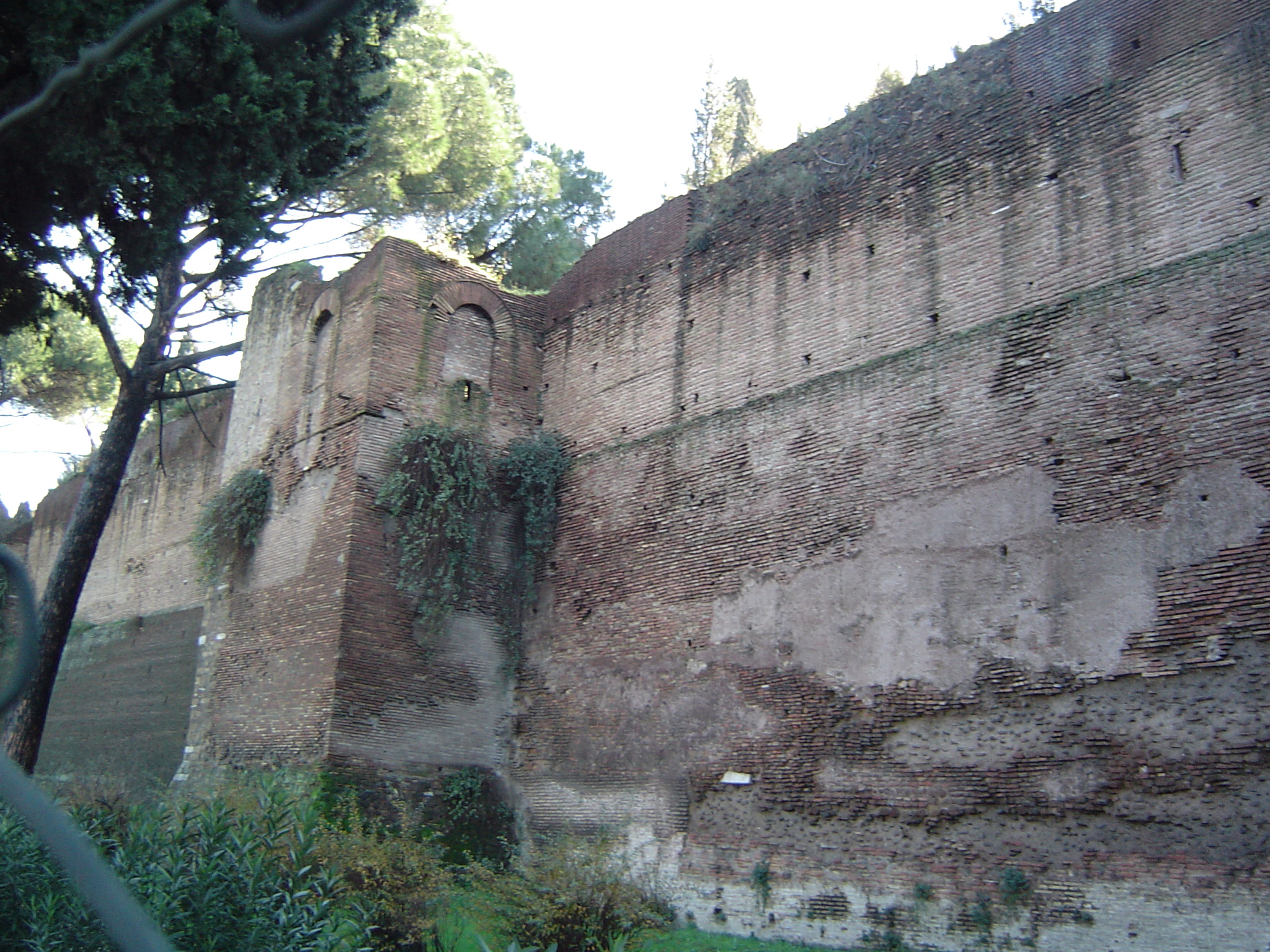
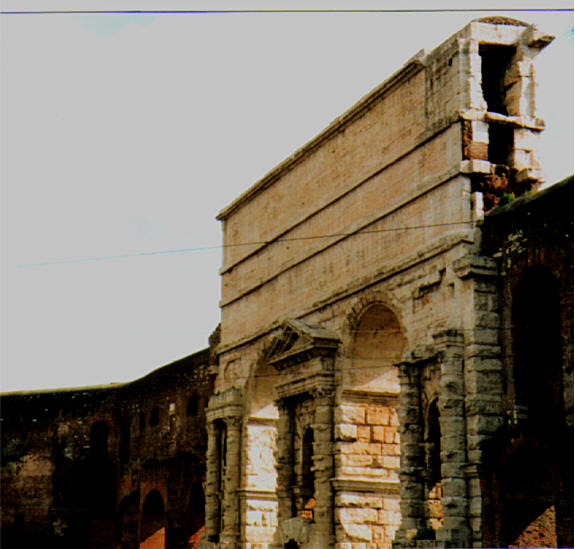
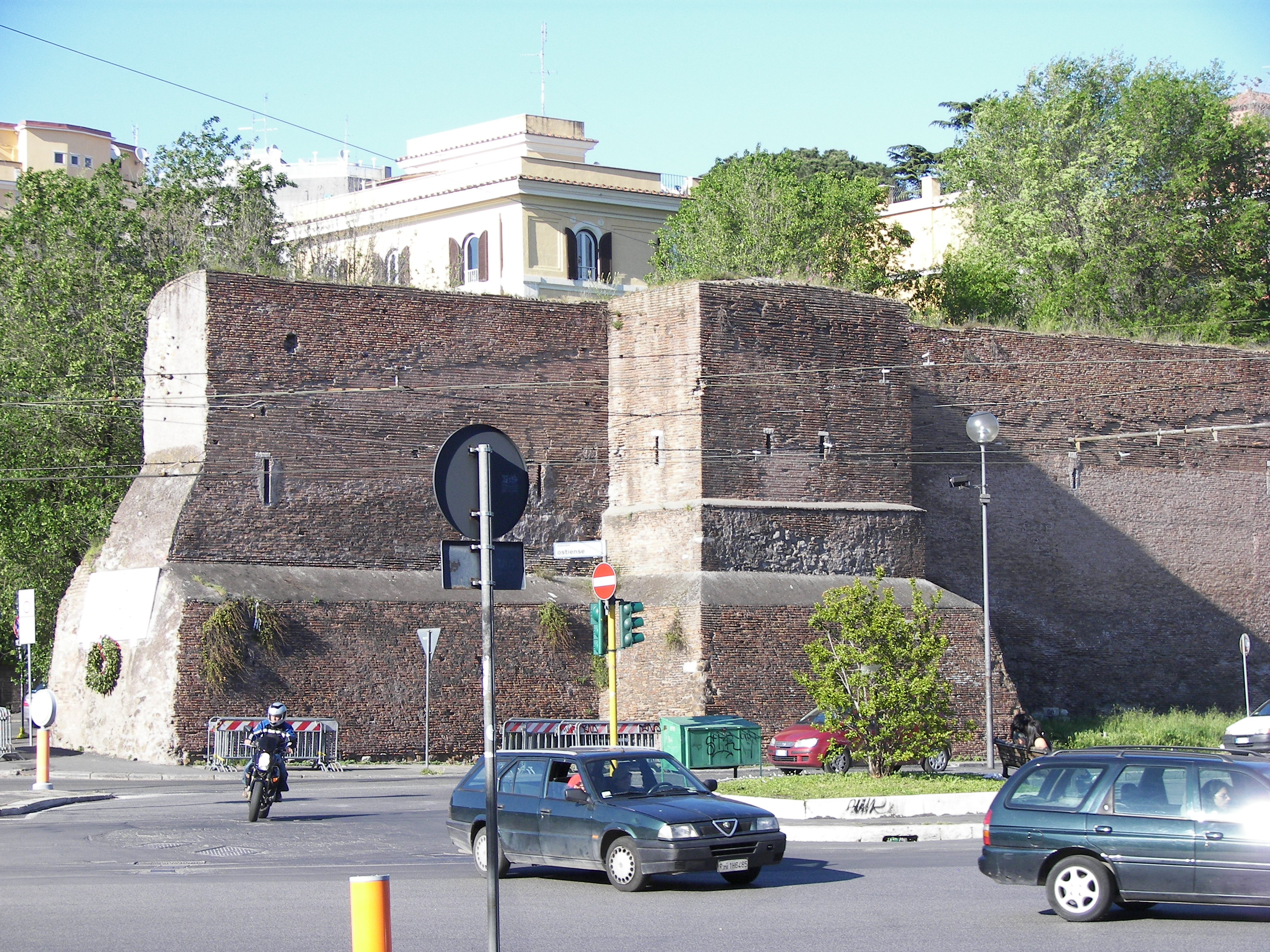
Секція муру біля піраміди Цестія
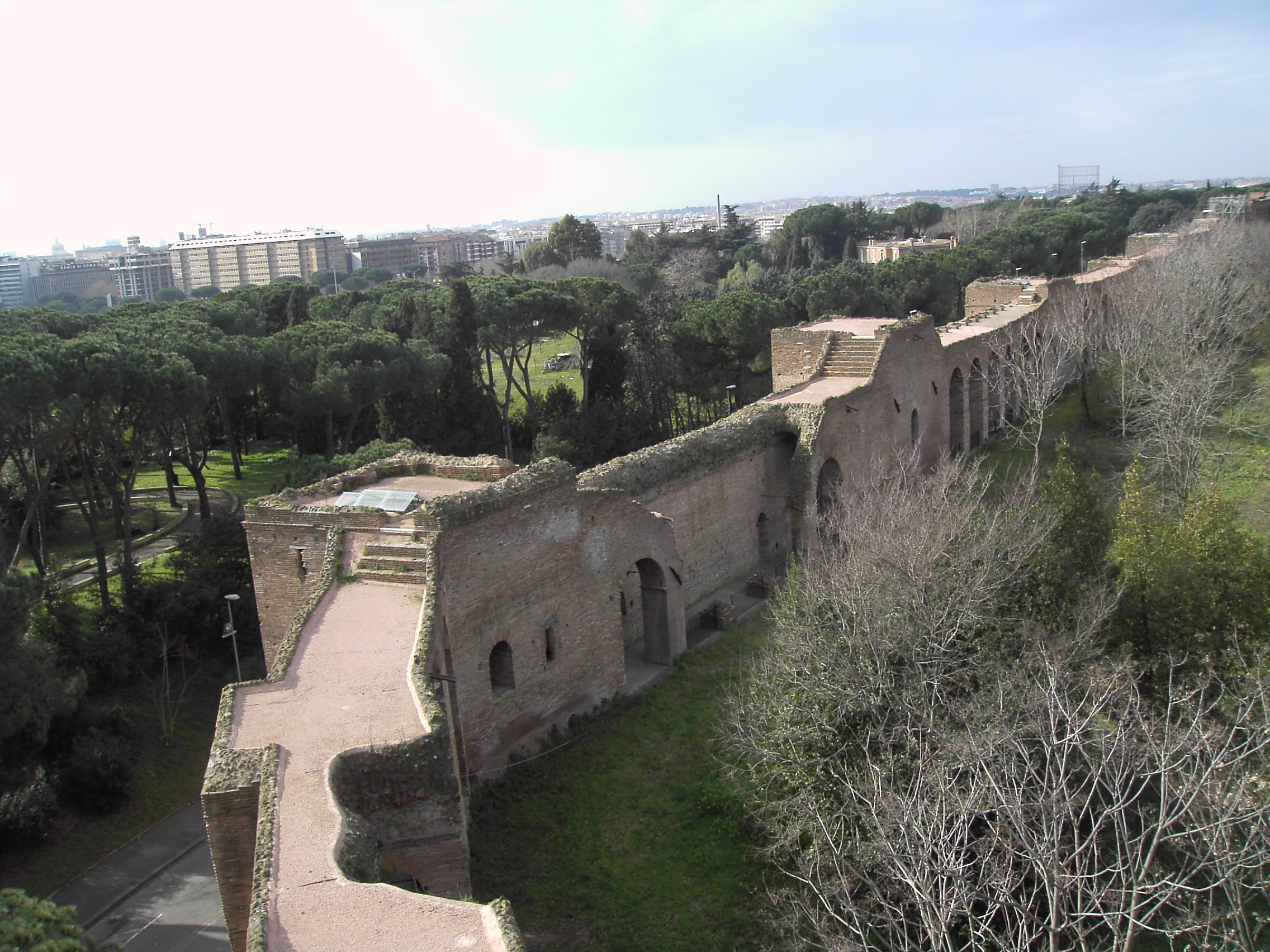
Інтер'єр муру біля Порта Сан Себастьяно
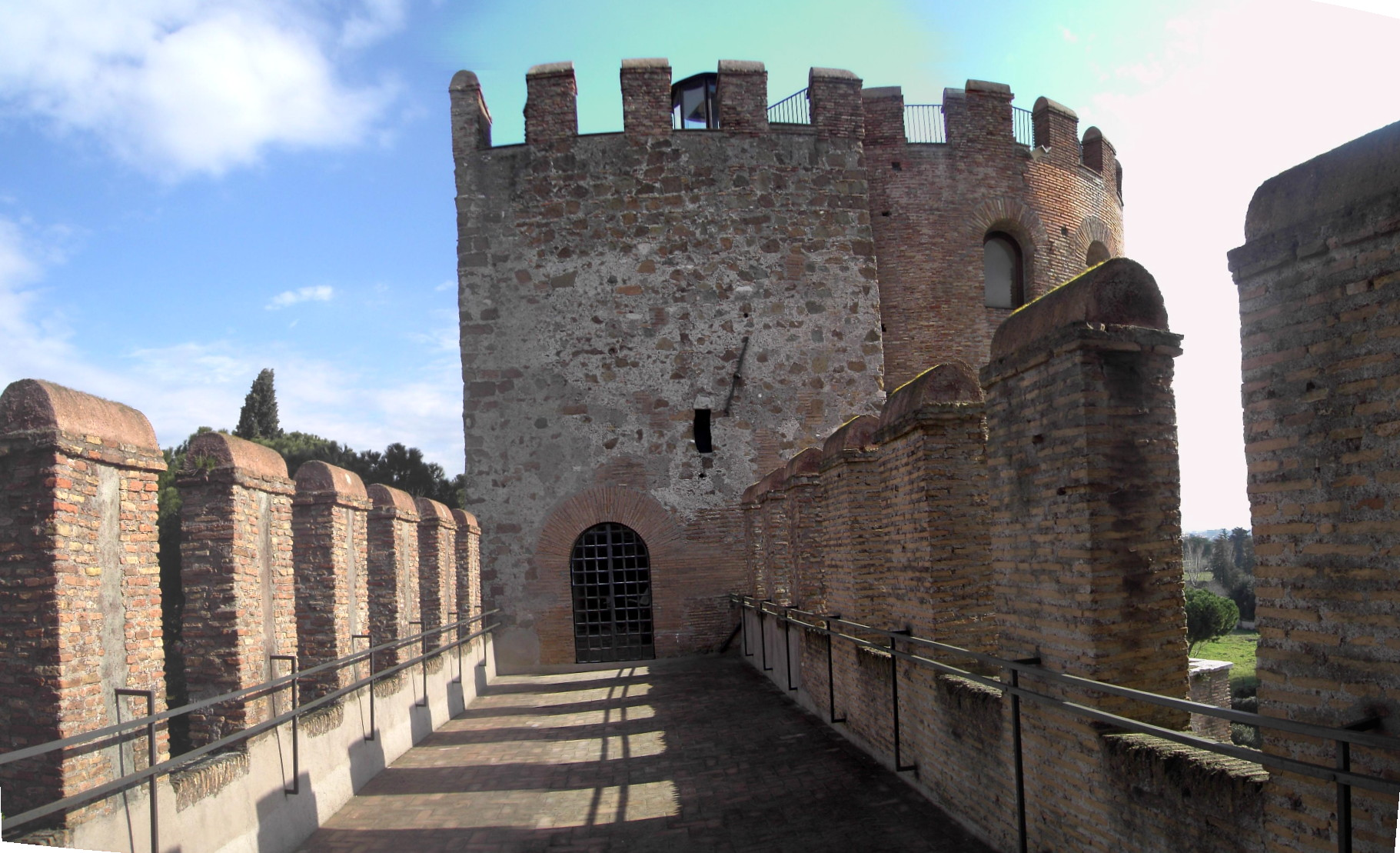
Відновлена частина
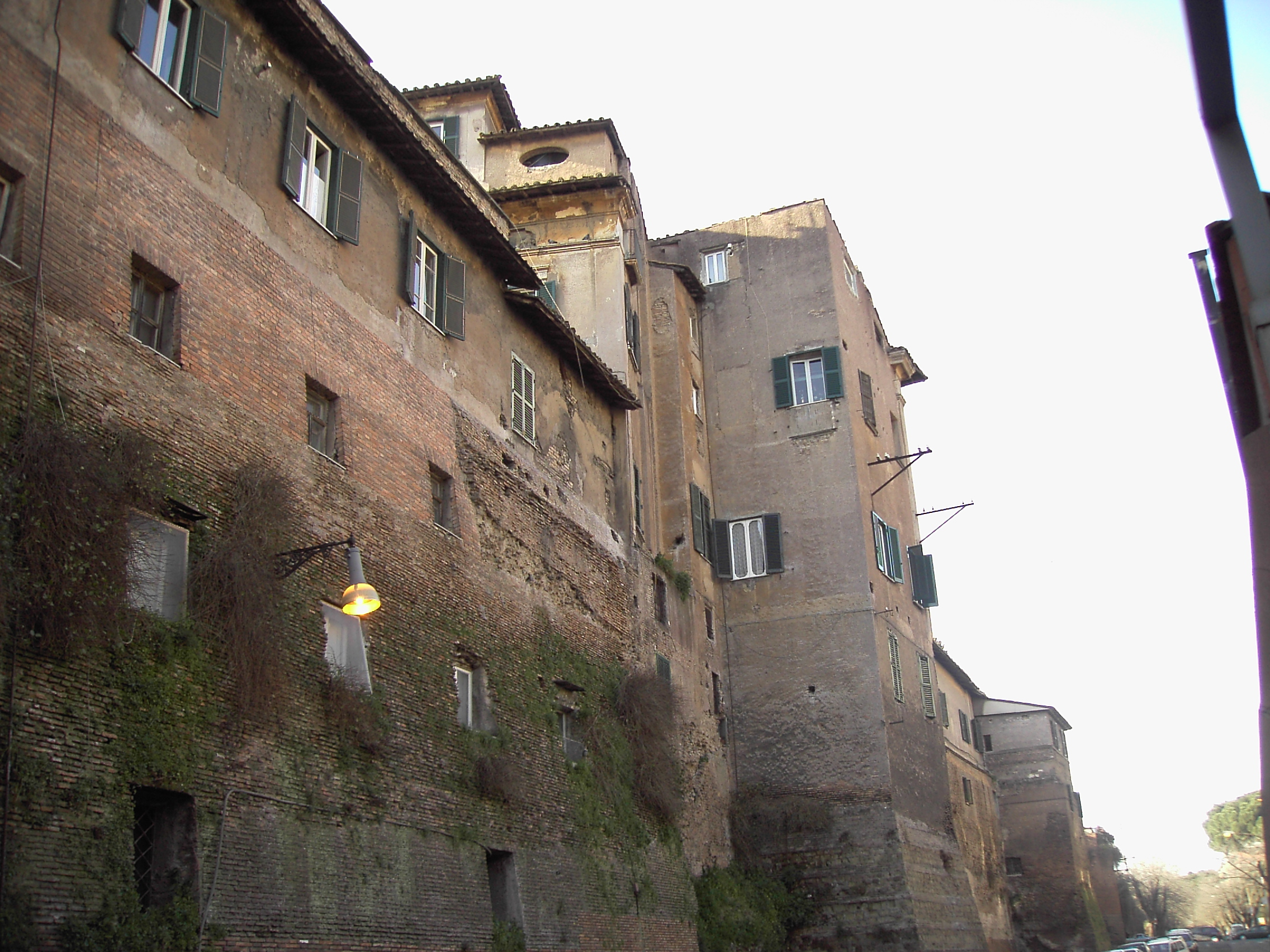
Частини муру стали помешканнями
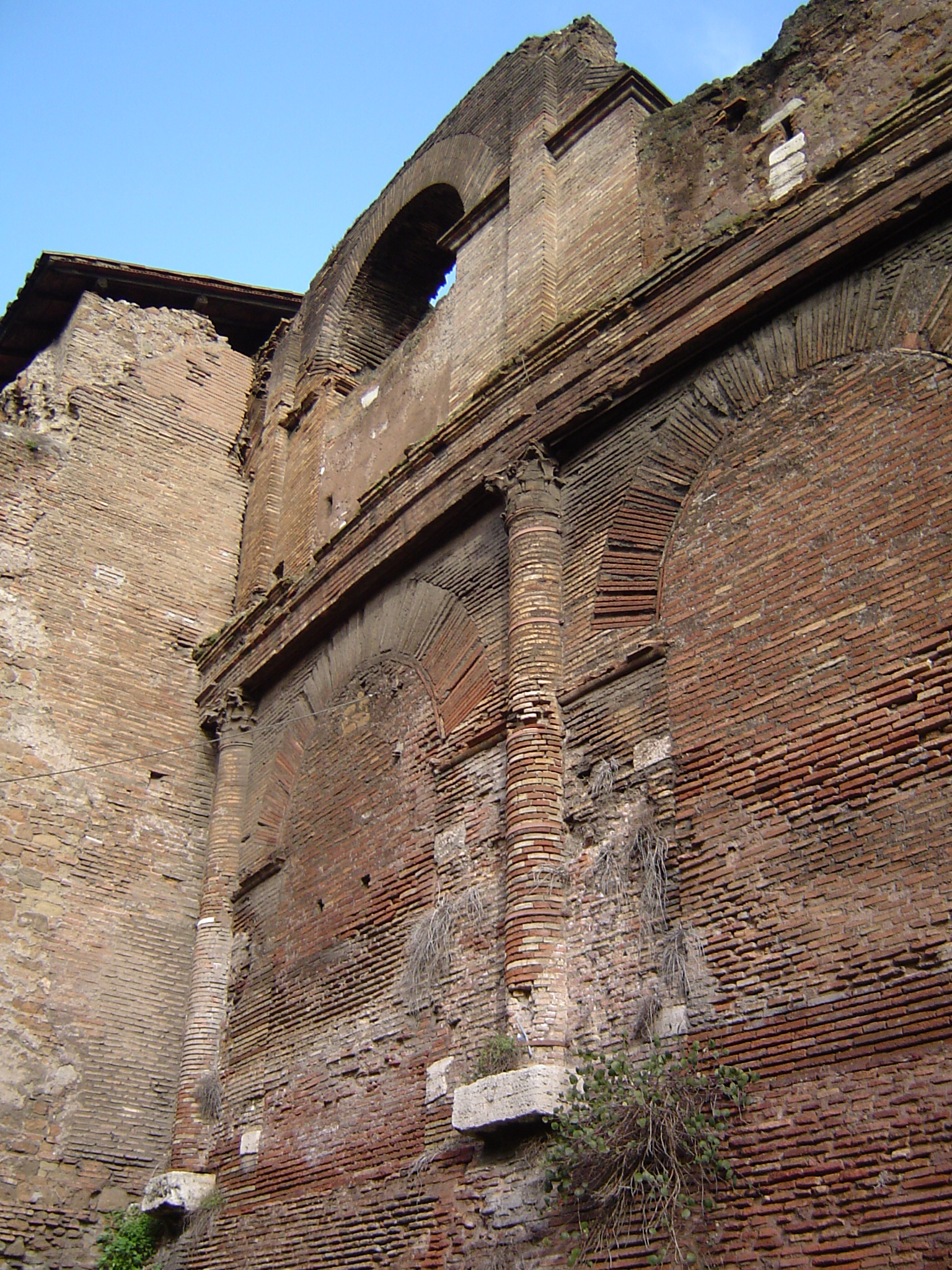
1700-річні стіни побудовані з обпаленої цегли та бетону
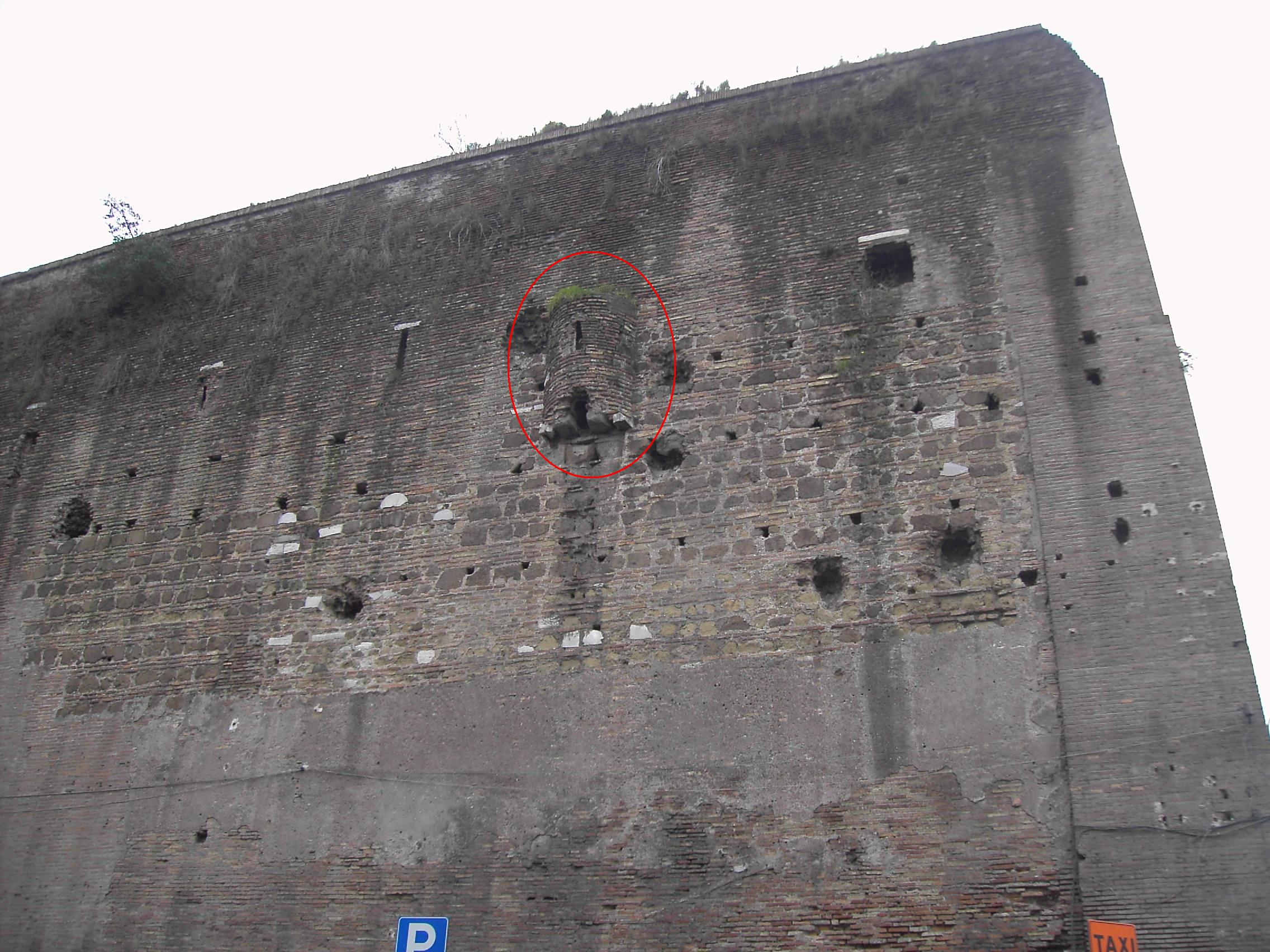
Туалет, вбудований у мур біля Соляних воріт
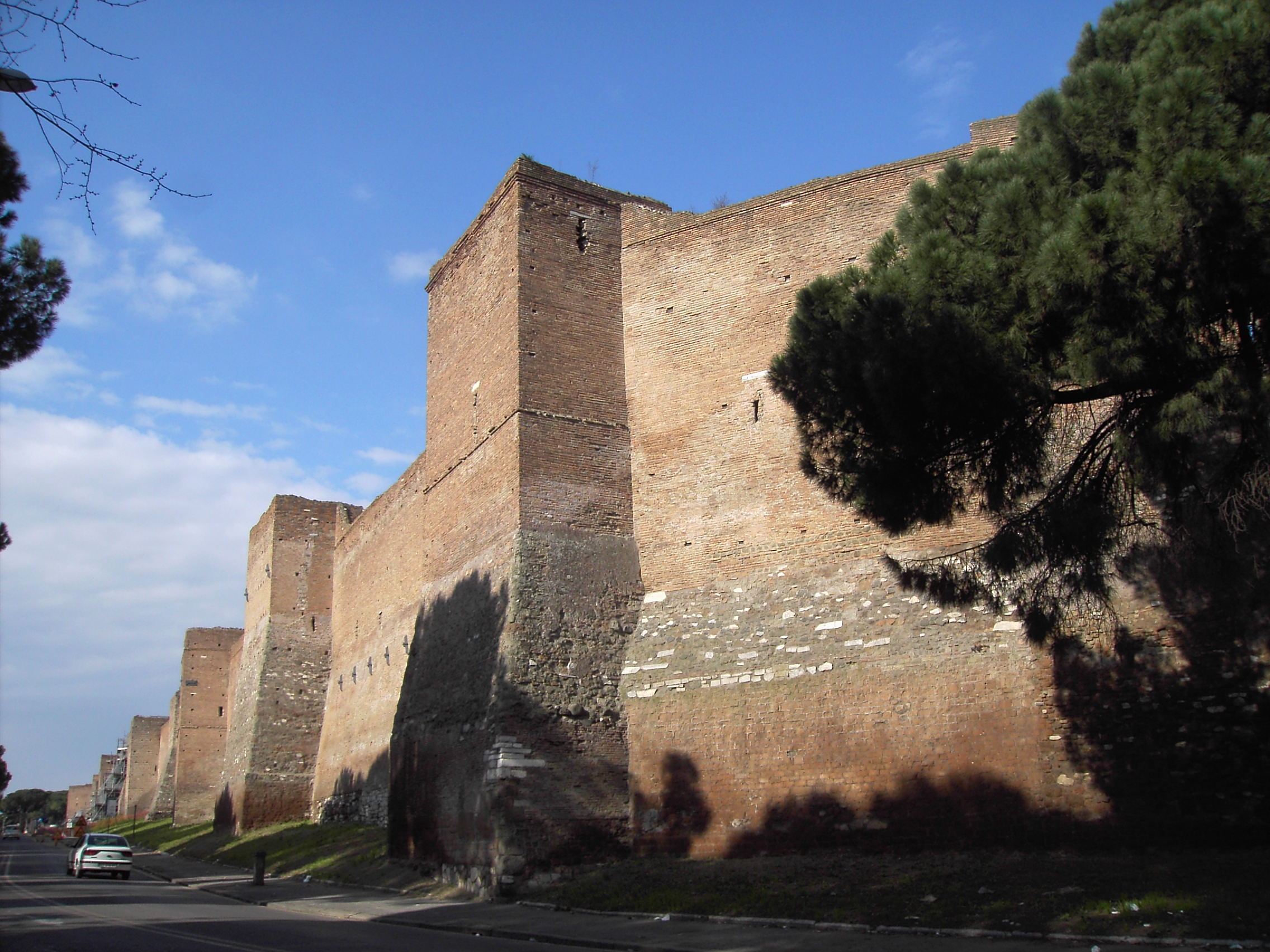

## Архітектурні риси

### Мозаїки
Повертаючись з грецьких кампаній, генерал Луцій Корнелій Сулла привіз з собою те, що ймовірно сьогодні є найвідомішим елементом раннього імперського періоду — мозаїку, яка робилася з кольорових шматочків каменю, закріплених у бетоні. Цей метод покриття раптово захопив імперію наприкінці першого сторіччя нашої ери та приєднався у римському будинку до добревідомого стінопису у декоруванні підлоги, стін та гротів геометричними та картинними орнаментами.
У греко-римській мозаїці було дві основні техніки: лат. opus vermiculatum використовував мініатюрні тессери (лат. tesserae), типово кубики розміром 4 мм і менше, вироблявся у майстернях на відносно маленьких панелях, які потім транспортувались до місця встановлення наклеєними на якусь тимчасову підкладку. Ці маленькі тессери дозволяли виконували дуже тонкі деталі зображення та наближатись до ілюзіонізму картини. Часто маленькі панелі під назвою лат. emblemata вставлялись у стіни чи як основний елемент мозаїчної підлоги грубішої роботи. Звичайною ж технікою була лат. opus tessellatum, яка використовувала більші тессери та створювалась на місці. Існував виразно місцевий італійський стиль мозаїки — чорні фігури на білому фоні, який був без сумніву дешевший, ніж повністю кольорова робота.
Особливий жанр римської мозаїки отримав назву грец. asaroton (з грецької «не-підметена підлога»), суть якої полягала у зображенні на підлозі багатих домів оптичної ілюзії залишків застілля.

### Гіпокауст

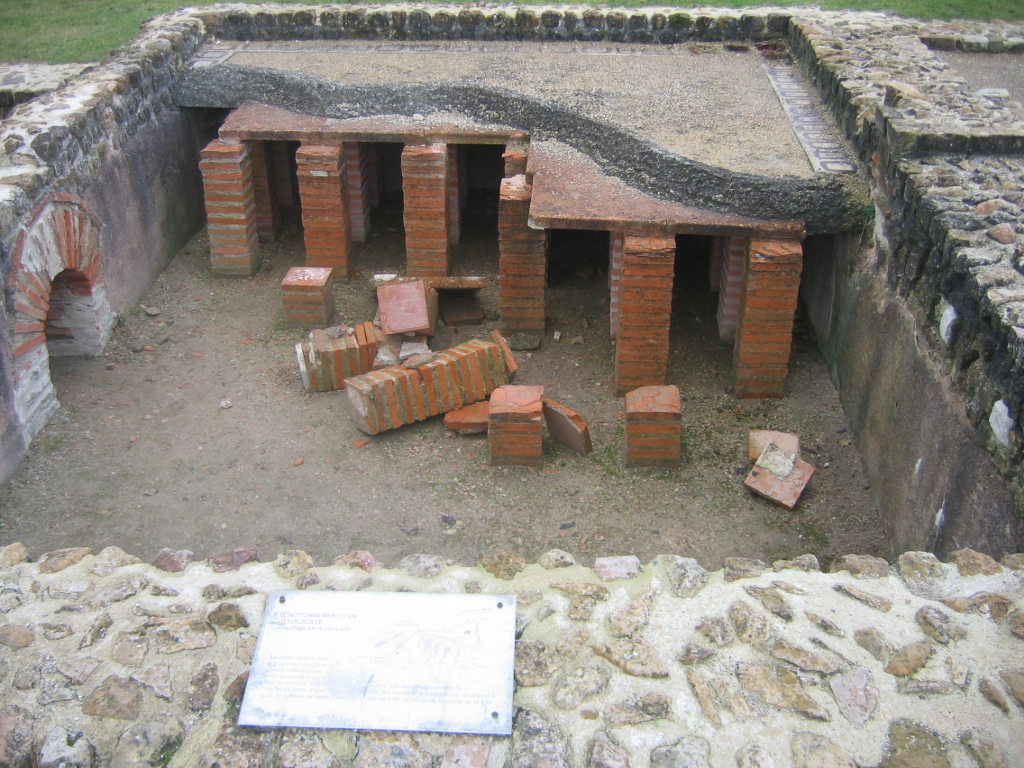
Частково розкопаний гіпокауст під підлогою римської вілли у Vieux-la-Romaine, поблизу міста Кан, Франція

Гіпокауст — це стародавня римська система теплої підлоги, що використовувалась для обігріву будинків за допомогою теплого повітря. Вітрувій приписував його винахід Сергію Ората (лат. Sergius Orata). Залишки гіпокаустів знайдені по всій Європі, Близькому Сході та Північній Африці.
Винахід гіпокауста покращив гігієну та умови життя мешканців римських міст і був передвісником сучасного центрального опалення. Гіпокаусти використовувались у термах, домівках та інших публічних та приватних будівлях. Їх структура була наступною: підлога піднімалась на стовпчиках, на яких згори був шар глиняної плитки, потім бетону і знову плитки; у стінах лишались отвори, поєднані з цим простором під підлогою. Гаряче повітря з димом від вогнища проходило по цьому простору, каналами у стіні та виходило з каналів на даху, зігріваючи кімнату, але не забруднюючи повітря в ній.

### Римські дахи
У Сицилії конструкція даху з фермами ймовірно з'явились до 550 р. до н. е., а у римський період їх потенціал було повністю розкрито — будувались дахи до 30 метрів шириною над прямокутними приміщеннями монументальних публічних будівель (римських храмів, базилік, а пізніше — християнських церков). Такі перехресно-променеві ферми дозволяли прольоти втричі ширші за найширші прольоти дахів, що спирались на опори з перемичками, та ширші за склепіння; їх перевищували тільки найбільші римські куполи. Дев'ять з десяти найбільших прямокутних просторів у римській архітектурі були перекриті саме такими фермами, єдиним виключенням є хрестове склепіння базиліки Максенція.
Найбільший за шириною дах з фермами у Стародавньому Римі накривав Аулу Регію (тронну залу), збудовану для імператора Доміціана (81–96 р.н. е.) на Палатинському пагорбі. Дерев'яна ферма мала довжину 31,67 метрів, трохи перевищуючи встановлений ліміт у 30 м для такого типу римських дахів.

### Спіральні сходи
Спіральні сходи — тип сходів, які через свою складну гвинтову структуру були досить пізно запроваджені в архітектурі, хоча суттєво економлять постір. Хоча найстаріший відомий приклад датується V ст. до н. е., постійне місце у римській архітектурі вони зайняли лише після будівництва впливової колони Траяна.
Крім тріумфальних колон в імперських містах Римі та Константинополі, спіральними сходами облаштовувались терми, храми, базиліки та склепи. Їх помітна відсутність у вежах стіни Авреліана вказує на те, що у римських військових інженерних спорудах вони не суттєво поширились, хоча потім використовувались у середньовічних замках. У пізній Античності, поруч з основними будівлями будували окремі вежі зі сходами, як у базиліці Святого Віталія.
Будівництво спіральних сходів поширилось від давніх римлян і в християнські, і в ісламську архітектуру.

## Важливі будівлі та території

### Громадські будівлі
- Терми Траяна— масивні терми Риму, будівництво яких розпочалось 104 р.н. е., а відкриття — під час Календ липня 109 р.н. е.
- Терми Діоклетіана — найбільші і найрозкішніші з публічних терм риму, які розбудовувались наступними імператорами
- Терми Каракалли
- Колізей
- Колона Траяна, Рим
- Circus Maximus, Рим
- Курія Гостилія (будинок Сенату), Рим
- Золотий будинок імператора Нерона (колишній будинок, на місці якого частково були збудовані терми Траяна)
- Пантеон (Рим)
- Вежа Геркулеса, Іспанія
- Трофей Траяна, Румунія
- Вілла Адріана
- Арена ді Верона

### Приватна архітектура
- Аліскамп (фр. Alyscamps від лат. Elisii Campi, букв. «Єлисейські поля», звідки пішло фр. Champs-Élysées) — некрополь в Арлі, Франція, один з найзнаменитіших некрополів стародавнього світу
- домус
- Катакомби Рима
- римська вілла
- Помпеї та Геркуланум

### Інженерні споруди
- римський млин;
- акведуки, дамби, мости

### Військово-інженерні споруди
- Вал Антоніна у Шотландії
- Адріанів вал
- Верхньогермансько-ретійський лімес (лат. Limes Germanicus)

### Використані джерела
- Abbott, Frank Frost; Johnson, Allan Chester (1926). Municipal Administration in the Roman Empire. Princeton: Princeton University Press.
- Arenillas, Miguel; Castillo, Juan C. (2003), Dams from the Roman Era in Spain. Analysis of Design Forms (with Appendix), 1st International Congress on Construction History [20th–24th January], Madrid, архів оригіналу за 30 січня 2016, процитовано 19 квітня 2016
- Baker, Rosalie F.; Baker, Charles F. (2001). Ancient Egyptians: People of the Pyramids. Oxford University Press. ISBN 978-0-19-512221-3.
- Beckmann, Martin (2002), The 'Columnae Coc(h)lides' of Trajan and Marcus Aurelius, Phoenix, 56 (3/4): 348—357, doi:10.2307/1192605, JSTOR 1192605
- Benevolo, Leonardo (1993). Die Geschichte der Stadt. Frankfurt/Main New York: Campus-Verl. ISBN 3-593-34906-X.
- Bunson, Matthew (2009). Engineering. Encyclopedia of the Roman Empire. Infobase Publishing. ISBN 978-1-4381-1027-1. Архів оригіналу за 27 квітня 2016. Процитовано 19 квітня 2016.
- Bomgardner, David Lee (October 2000). The Story of the Roman Amphitheatre. Routledge. ISBN 0-415-16593-8.
- Coulton, J. J. (1974), Lifting in Early Greek Architecture, The Journal of Hellenic Studies, 94: 1—19, doi:10.2307/630416, JSTOR 630416
- DeLaine, Janet (1990), Structural Experimentation: The Lintel Arch, Corbel and Tie in Western Roman Architecture, World Archaeology, 21 (3): 407–424 (407), doi:10.1080/00438243.1990.9980116
- Donners, K.; Waelkens, M.; Deckers, J. (2002), Water Mills in the Area of Sagalassos: A Disappearing Ancient Technology, Anatolian Studies, т. 52, с. 1—17, doi:10.2307/3643076, JSTOR 3643076
- Demandt, Alexander (1998). Die Kelten (German) . München: Beck. ISBN 978-3-406-43301-6. Архів оригіналу за 17 травня 2016. Процитовано 19 квітня 2016.
- Favro, Diane, et al. «Rome, ancient, Architecture.» Grove Art Online. Oxford Art Online. Oxford University Press, accessed March 26, 2016, subscription required [Архівовано 14 травня 2020 у Wayback Machine.]
- Döring, Mathias (2002), Wasser für den 'Sinus Baianus': Römische Ingenieur- und Wasserbauten der Phlegraeischen Felder, Antike Welt, т. 33, № 3, с. 305—319
- Forbes, Robert James (1993). Studies in ancient technology. Т. 2. Brill. ISBN 978-90-04-00622-5. Архів оригіналу за 18 квітня 2016. Процитовано 19 квітня 2016.
- Fürst, Ulrich; Grundmann, Stefan (1998). The architecture of Rome: an architectural history in 400 presentations. Edition Axel Menges. ISBN 978-3-930698-60-8.
- Gagarin, Michael; Fantham, Elaine, ред. (2010). Aqueducts. The Oxford encyclopedia of ancient Greece and Rome. Т. 1. New York: Oxford University Press. ISBN 978-0-19-517072-6. Архів оригіналу за 10 травня 2016. Процитовано 19 квітня 2016.
- Gardner, Helen (2005), Gardner's Art Through The Ages: The Western Perspective, Wadsworth Publishing, с. 170, ISBN 978-0-495-00479-0
- Harris, W. (1989). Invisible Cities: the Beginning of Etruscan Urbanization. Atti del Secondo Congresso Internazionale Etrusco. Roma, 1989. с. 375—392.
- Heinle, Erwin; Schlaich, Jörg (1996), Kuppeln aller Zeiten, aller Kulturen, Stuttgart, ISBN 3-421-03062-6
- Henig, Martin (ed), A Handbook of Roman Art, Chapter 2 «Architecture» by Thomas Blagg, Phaidon, 1983, ISBN 0-7148-2214-0
- Hermansen, G. (1970). The Medianum and the Roman Apartment. Phoenix. 24 (4): 342—347. doi:10.2307/1087740. ISSN 0031-8299. JSTOR 1087740.
- Hodge, A. Trevor (1992), Roman Aqueducts & Water Supply, London: Duckworth, ISBN 0-7156-2194-7
- Hodge, A. Trevor (2000), Reservoirs and Dams, у Wikander, Örjan (ред.), Handbook of Ancient Water Technology, Technology and Change in History, т. 2, Leiden: Brill, с. 331—339, ISBN 90-04-11123-9
- Honour, Hugh; Fleming, John (2005). A world history of art. Laurence King Publishing. ISBN 978-1-85669-451-3.
- James, Patrick; Chanson, Hubert (2002), Historical Development of Arch Dams. From Roman Arch Dams to Modern Concrete Designs, Australian Civil Engineering Transactions, CE43: 39—56, архів оригіналу за 1 січня 2019, процитовано 19 квітня 2016
- Juracek, Judy A. (1996). Surfaces: Visual Research for Artists, Architects, and Designers. W.W. Norton. ISBN 978-0-393-73007-4. Архів оригіналу за 24 червня 2016. Процитовано 19 квітня 2016.
- Kaszynski, William (2000). The American Highway: The History and Culture of Roads in the United States. Jefferson, N.C.: McFarland. ISBN 978-0-7864-0822-1. Архів оригіналу за 14 травня 2016. Процитовано 19 квітня 2016.
- Kolb, Frank (1984). Die Stadt im Altertum. München: C.H. Beck. ISBN 3-406-03172-2.
- Lampe, Peter (2006). Christians at Rome in the first two centuries : from Paul to Valentinus. London: Continuum International Publishing Group. ISBN 0-8264-8102-7.
- Lancaster, Lynne (1999), Building Trajan's Column, American Journal of Archaeology, 103 (3): 419—439, doi:10.2307/506969, JSTOR 506969
- Lechtman, Heather; Hobbs, Linn (1986), Roman Concrete and the Roman Architectural Revolution. Ceramics and Civilization, у Kingery, W. D. (ред.), High Technology Ceramics: Past, Present, Future, т. 3, American Ceramics Society
- Hodge, A. Trevor (1960), The Woodwork of Greek Roofs, Cambridge University Press, с. 38—44
- Mark, Robert; Hutchinson, Paul (1986), On the Structure of the Roman Pantheon, Art Bulletin, т. 68, № 1, с. 24—34, doi:10.2307/3050861, JSTOR 3050861
- Métreaux, Guy P.R. (1998). Villa rustica alimentaria et annonaria. У Frazer, Alfred (ред.). The Roman villa : villa urbana. Philadelphia: University Museum, University of Pennsylvania. ISBN 0-924171-59-6.
- Miller, Stella Grobel (1972). A Mosaic Floor from a Roman Villa at Anaploga (PDF). Hesperia. 41 (3): 332—354. doi:10.2307/147437. ISSN 0018-098X. JSTOR 147437. Архів оригіналу (PDF) за 4 березня 2016. Процитовано 19 квітня 2016.
- Morris, Anthony E. (1972). History of Urban Form: Prehistory to the Renaissance. London: George Godwin Limited. ISBN 0-7114-3801-3.
- O'Connor, Colin (1993), Roman Bridges, Cambridge University Press, ISBN 0-521-39326-4
- O'Flaherty, C.A. (2002). Introduction: A historical overview of the development of the road (PDF). Highways: 1—5. doi:10.1016/B978-075065090-8/50002-8. ISBN 978-0-7506-5090-8. Архів оригіналу (PDF) за 4 березня 2016. Процитовано 19 квітня 2016.
- Patrich, Joseph (1996). Warehouses and Granaries in Caesarea Maritima. У Raban, Avner (ред.). Caesarea Maritima : a retrospective after two millennia. Leiden New York: E.J. Brill. ISBN 90-04-10378-3.
- Peet, Stephen Denison (1911). The American Antiquarian and Oriental Journal. Jameson & Morse. Архів оригіналу за 3 червня 2016. Процитовано 19 квітня 2016.
- Potter, D. S.; Mattingly, D. J. (1999). Life, death, and entertainment in the Roman Empire. Ann Arbor: University of Michigan Press. ISBN 0-472-08568-9.
- Rasch, Jürgen (1985), Die Kuppel in der römischen Architektur. Entwicklung, Formgebung, Konstruktion, Architectura, т. 15, с. 117—139
- Richardson, Lawrence (1992). A new topographical dictionary of ancient Rome. Baltimore: Johns Hopkins University Press. ISBN 0-8018-4300-6.
- Ritti, Tullia; Grewe, Klaus; Kessener, Paul (2007), A Relief of a Water-powered Stone Saw Mill on a Sarcophagus at Hierapolis and its Implications, Journal of Roman Archaeology, т. 20, с. 138—163
- Rook, Tony (1992), Roman Baths in Britain, Osprey Publishing, с. 18—19, ISBN 978-0-7478-0157-3
- Ros, Karen E. (1996). The Roman Theater at Carthage (the theater's substructures, plan and the identification of architectural elements). American Journal of Archaeology. 100 (3): 449—489. doi:10.2307/507025. ISSN 0002-9114. JSTOR 507025.
- Schmitz, Leonhard (1875). Horreum. У Smith, William (ред.). A Dictionary of Greek and Roman Antiquities. London: John Murray.
- Schnitter, Niklaus (1978), Römische Talsperren, Antike Welt, 8 (2): 25—32
- Schnitter, Niklaus (1987a), Verzeichnis geschichtlicher Talsperren bis Ende des 17. Jahrhunderts, у Garbrecht, Günther (ред.), Historische Talsperren, т. 1, Stuttgart: Verlag Konrad Wittwer, с. 9—20, ISBN 3-87919-145-X
- Schnitter, Niklaus (1987b), Die Entwicklungsgeschichte der Pfeilerstaumauer, у Garbrecht, Günther (ред.), Historische Talsperren, т. 1, Stuttgart: Verlag Konrad Wittwer, с. 57—74, ISBN 3-87919-145-X
- Schnitter, Niklaus (1987c), Die Entwicklungsgeschichte der Bogenstaumauer, у Garbrecht, Günther (ред.), Historische Talsperren, т. 1, Stuttgart: Verlag Konrad Wittwer, с. 75—96, ISBN 3-87919-145-X
- Semple, Ellen Churchill (July 1929). Ancient Mediterranean Pleasure Gardens. Geographical Review. American Geographical Society. 19 (3): 420—443. doi:10.2307/209149. JSTOR 209149.
- Smith, D. J. (1983). Mosaics. У Martin Henig (ред.). A Handbook of Roman Art. Phaidon. ISBN 0-7148-2214-0.
- Smith, Norman (1970), The Roman Dams of Subiaco, Technology and Culture, 11 (1): 58—68, doi:10.2307/3102810, JSTOR 3102810
- Smith, Norman (1971), A History of Dams, London: Peter Davies, с. 25—49, ISBN 0-432-15090-0
- Storey, Glenn R. (2002). Regionaries-Type Insulae 2: Architectural/Residential Units at Rome. American Journal of Archaeology. 106 (3): 411—434. doi:10.2307/4126281. ISSN 0002-9114. JSTOR 4126281.
- Storey, Glenn R. (2004). The Meaning of "Insula" in Roman Residential Terminology. Memoirs of the American Academy in Rome. 49: 47—84. doi:10.2307/4238817. ISSN 0065-6801. JSTOR 4238817.
- Sullivan, George H. (2006). Not built in a day: exploring the architecture of Rome. Da Capo Press. ISBN 978-0-7867-1749-1.
- Ulrich, Roger B. (2007). Roman Woodworking. Yale University Press. ISBN 0-300-10341-7.
- Vitrivius (1914). The Ten Books on Architecture, Bk I. Morris H. Morgan (translator). Harvard University Press.
- Walters, Henry Beauchamp; Birch, Samuel (1905). History of Ancient Pottery: Greek, Etruscan, and Roman. John Murray. Архів оригіналу за 16 червня 2016. Процитовано 19 квітня 2016.
- Ward-Perkins, Bryan (2000). Chapter 12. Land, labour, and settlement. У Cameron, Averil; Ward-Perkins, Bryan; Whitby, Michael (ред.). Late Antiquity: Empire and Successors A.D. 425-600. The Cambridge Ancient History. Т. Volume XIV. Cambridge University Press. Part III: East and West: Economy and Society. doi:10.1017/CHOL9780521325912. ISBN 978-0-521-32591-2. {{cite book}}: |volume= має зайвий текст (довідка)
- Wikander, Örjan (1985), Archaeological Evidence for Early Water-Mills. An Interim Report, History of Technology, т. 10, с. 151—179
- Ward-Perkins, J. B. (1956). Nero's Golden House. Т. 30. с. 217—19. {{cite book}}: Проігноровано |journal= (довідка)
- Wikander, Örjan (2000a), The Water-Mill, у Wikander, Örjan (ред.), Handbook of Ancient Water Technology, Technology and Change in History, т. 2, Leiden: Brill, с. 371—400, ISBN 90-04-11123-9
- Wikander, Örjan (2000b), Industrial Applications of Water-Power, у Wikander, Örjan (ред.), Handbook of Ancient Water Technology, Technology and Change in History, т. 2, Leiden: Brill, с. 401—410, ISBN 90-04-11123-9
- Wilson, Andrew (2002), Machines, Power and the Ancient Economy, The Journal of Roman Studies, т. 92, с. 1—32, doi:10.2307/3184857, JSTOR 3184857
- Wilson Jones, Mark (2000). Principles of Roman architecture. New Haven, Conn: Yale University Press. ISBN 978-0-300-08138-1.
- Wirsching, Armin (2000), How the Obelisks Reached Rome: Evidence of Roman Double-Ships, The International Journal of Nautical Archaeology, 29 (2): 273—283, doi:10.1111/j.1095-9270.2000.tb01456.x
- Zaho, Margaret Ann (2004). Imago triumphalis: the function and significance of triumphal imagery for Italian Renaissance rulers. Peter Lang. ISBN 978-0-8204-6235-6.

## Подальше читання
- Adam, Jean-Pierre (2005). Roman Building: Materials and Techniques. Routledge. ISBN 1-134-61870-0. Архів оригіналу за 10 червня 2016. Процитовано 19 квітня 2016.
- Fletcher, Banister (1996) [1896]. Cruickshank, Dan (ред.). Sir Banister Fletcher's a History of Architecture (вид. 20th). Architectural Press. ISBN 978-0-7506-2267-7. Архів оригіналу за 12 травня 2016. Процитовано 19 квітня 2016. Cf. Part Two, Chapter 10.
- Lancaster, Lynne C. (2005). Concrete Vaulted Construction in Imperial Rome: Innovations in Context. Cambridge University Press. ISBN 978-1-139-44434-7. Архів оригіналу за 5 травня 2016. Процитовано 19 квітня 2016.
- MacDonald, William Lloyd (1982). The Architecture of the Roman Empire: An introductory study. Т. 1. Yale University Press. ISBN 978-0-300-02819-5. Архів оригіналу за 24 квітня 2016. Процитовано 19 квітня 2016.
- William Lloyd (1986). The Architecture of the Roman Empire: An urban appraisal. Т. 2. Yale University Press. ISBN 978-0-300-03470-7. Архів оригіналу за 12 травня 2016. Процитовано 19 квітня 2016.
- Vitruvius (1999). Rowland, Ingrid D.; Howe, Thomas Noble (ред.). Vitruvius : ten books on architecture. New York: Cambridge University Press. ISBN 978-0-521-00292-9.
- Sear, Frank (2002). Roman Architecture. Routledge. ISBN 978-1-134-63578-8. Архів оригіналу за 3 червня 2016. Процитовано 19 квітня 2016.
- Weitzmann, Kurt (1979). Age of spirituality : late antique and early Christian art, third to seventh century. New York: The Metropolitan Museum of Art. с. 109–123 and nos. 263–268 350–364. ISBN 978-0-87099-179-0. Архів оригіналу за 26 квітня 2015. Процитовано 19 квітня 2016.